# Narodowe Siły Zbrojne

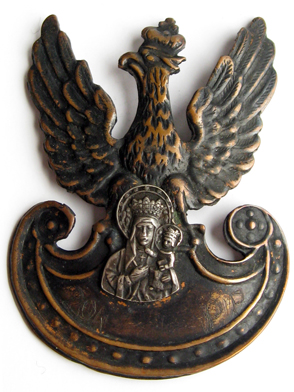
Orzełek wojskowy wz. 19 używany przez partyzantów NSZ (na zdjęciu orzełek z 204 Pułku Piechoty Brygadzie Świętokrzyskiej NSZ z wizerunkiem Matki Boskiej)

Narodowe Siły Zbrojne (NSZ) – polska konspiracyjna organizacja wojskowa obozu narodowego, utworzona we wrześniu 1942 r. z połączenia części Narodowej Organizacji Wojskowej (NOW) przeciwnej wcieleniu do Armii Krajowej, Związku Jaszczurczego (ZJ) i kilkunastu mniejszych organizacji narodowych, licząca w szczytowym okresie rozwoju (1944 rok) około 75 tysięcy ludzi. NSZ były trzecią co do wielkości formacją zbrojną polskiego podziemia niepodległościowego okresu II wojny światowej, po Armii Krajowej i Batalionach Chłopskich.
W czasie okupacji niemieckiej walczyła z Niemcami i zwalczała polskie formacje komunistyczne: Gwardię Ludową, Armię Ludową oraz partyzantkę radziecką i bandy rabunkowe. W okresie powojennym brała udział w walkach przeciwko Armii Czerwonej, NKWD, formacjom Ministerstwa Bezpieczeństwa Publicznego (Korpus Bezpieczeństwa Wewnętrznego i in.) i ludowego Wojska Polskiego. NSZ są często oskarżane o współpracę z Niemcami w końcowej fazie wojny, co wynika z działań niektórych ugrupowań (późniejszej rozłamowej Brygady Świętokrzyskiej NSZ-ONR/ZJ); w rzeczywistości były to działania sprzeczne z rozkazem numer 6/1943 komendanta głównego NSZ płk. Tadeusza Kurcyusza i za te działania Komenda Główna NSZ wydała wyrok śmierci. Oskarżane są również o antysemityzm.
W marcu 1944 r. doszło do scalenia NSZ z AK, ale nie objęło ono całości struktur NSZ. Niektóre jednostki NSZ nie podporządkowały się legalnym władzom RP na uchodźstwie w Londynie i nie weszły w skład Polskiego Państwa Podziemnego, prowadząc bratobójcze walki z innymi polskimi formacjami partyzanckimi. Po marcu 1944 r. obok właściwego NSZ istniała więc druga organizacja używająca nazwy NSZ. Ponieważ wywodziła się ona z dawnego Związku Jaszczurczego, a jej zaplecze polityczne z dawnego Obozu Narodowo-Radykalnego, dla odróżnienia ta część nazywana jest NSZ-ZJ lub NSZ-ONR, zaś część scalona NSZ-AK. Gdy w styczniu 1945 r. działacze Stronnictwa Narodowego powołali nową organizację: Narodowe Zjednoczenie Wojskowe (NZW), w jej skład weszły oddziały NOW-AK i NSZ-AK. Poszczególne jednostki terenowe NZW często używały jednak dawnej nazwy – NSZ; ponadto na przełomie 1945/1946 r. władzom NZW podporządkowały się resztki NSZ-ONR/ZJ (frakcji niescalonej z AK). Dlatego dziś trudno jest czasem ustalić, o którą organizację faktycznie chodzi.

## Zarys historyczny

### Geneza i powstanie
Narodowe Siły Zbrojne formalnie powstały 20 września 1942, gdyż tego dnia zastępca komendanta głównego Narodowej Organizacji Wojskowej, płk Ignacy Oziewicz wydał rozkaz nr 1/42, w którym zawiadamiał o objęciu funkcji pierwszego komendanta głównego NSZ. Faktycznie proces formowania NSZ rozpoczął się znacznie wcześniej, bo już w lipcu 1942 r., kiedy to nastąpił rozłam w Narodowej Organizacji Wojskowej i Stronnictwie Narodowym na tle scalenia NOW z Armią Krajową. Przeciwko scaleniu wypowiedziała się większość oficerów Komendy Głównej NOW i niektóre okręgi, w innych zaś doszło na tym tle do trwałych podziałów. Wówczas też pojawiła się po raz pierwszy nazwa: Narodowe Siły Zbrojne, którą przyjęła wkrótce nowo powstała formacja. Jej pomysłodawcą był działacz Stronnictwa Narodowego Zbigniew Stypułkowski. Po raz pierwszy została użyta w komunikacie Tymczasowej Komisji Rządzącej Stronnictwa Narodowego z lipca 1942 r.:

Zgodnie z dotychczasową linią polityczną obozu i postawą zajętą przez politycznych działaczy obozu oraz kierownictwo Narodowych Organizacji Wojskowych, TKR postanowiła kontynuować pracę nad organizacją SN oraz zdecydowanie zwalczać wszelkie próby uzależnienia narodowych sił zbrojnych od wojskowej emanacji sanacji, tj. PZP/ZWZ.

Jednocześnie z niepodporządkowaniem się umowie scaleniowej z AK, kierownictwo rozłamowej części Stronnictwa Narodowego rozpoczęło proces skupiania wokół siebie licznych, mniejszych konspiracyjnych organizacji prawicowych (przede wszystkim o orientacji narodowej), które dotychczas działały samodzielnie i nie podporządkowały się AK, oraz tych, w których łonie doszło do wewnętrznych rozłamów w wyniku scalenia z AK. Ostatecznie w skład NSZ weszły jako dwie główne siły: niescalone z AK struktury Narodowej Organizacji Wojskowej oraz wojskowa przybudówka Obozu Narodowo-Radykalnego „ABC” – Organizacja Wojskowa Związek Jaszczurczy.
Polityczne zwierzchnictwo nad NSZ sprawowała Tymczasowa Narodowa Rada Polityczna, w skład której wchodzili w równej liczbie działacze Wojennego Zarządu Głównego Stronnictwa Narodowego (secesjoniści z SN) i Organizacji Polskiej (tajna organizacja kierująca konspiracją narodowo-radykalną, której jawnymi strukturami były m.in. Grupa „Szańca” i OW ZJ). TNRP, niezależnie od pionu wojskowego – NSZ, utworzyła również Służbę Cywilną Narodu, która odgrywała rolę podziemnego zalążka cywilnej administracji państwowej. Struktura organizacyjna NSZ uwzględniała przedwojenny podział administracyjny Rzeczypospolitej Polskiej, chociaż obejmowała także tereny należące przed 1939 r. do Niemiec. Całość podległego obszaru dzieliła się na 6 Inspektoratów. Obejmowały one po kilka Okręgów (ogółem 17), te zaś podzielone były na Obwody (z uwagi na rozległość terenu lub problemy z łącznością istniały w niektórych przypadkach Podokręgi). Najmniejszymi komórkami terenowymi były Powiaty i Placówki. Na szczeblu Okręgów i Powiatów istniały komendy na czele z komendantami okręgowymi i powiatowymi. Podobny podział terytorialny posiadała AK.
Główne cele programowe NSZ zostały sformułowane w Deklaracji Narodowych Sił Zbrojnych z lutego 1943. Należały do nich przede wszystkim: walka o niepodległość Polski i jej odbudowę z granicą wschodnią sprzed 1939 (ustaloną na mocy traktatu ryskiego z 1921), a zachodnią na linii rzek Odry i Nysy Łużyckiej (tzw. koncepcja marszu na zachód), przebudowa systemu sprawowania władzy (wzmocnienie pozycji prezydenta i senatu w celu przeciwdziałania chaosowi parlamentarnemu), decentralizacja organów administracji w celu rozwinięcia samorządów, wzmocnienie pozycji rodziny w społeczeństwie, a także edukacja oparta na katolickich zasadach etycznych, utworzenie tzw. Katolickiego Państwa Polskiego, armii narodowej do obrony wspólnoty narodowej przed totalitaryzmami niemieckim i sowieckim i katolickiego państwa wyznaniowego oraz ograniczona reforma rolna i oparcie gospodarki państwa na własności prywatnej. W Deklaracji znalazła się zapowiedź „bezwzględnej walki z każdym wrogiem Państwa i Narodu Polskiego”, a także „zdecydowanego przeciwdziałania próbom uchwycenia władzy przez komunę”. Deklaracja w równym stopniu uznawała za wrogów III Rzeszę i ZSRR, podczas gdy rząd emigracyjny i podległe mu podziemie po zawarciu układu Sikorski-Majski 30 lipca 1941 traktowały ZSRR jako sojusznika, a po zerwaniu stosunków dyplomatycznych przez Moskwę 25 kwietnia 1943 – jako „sojusznika naszych sojuszników”.
Radzieckie sukcesy militarne, a zwłaszcza klęska wojsk niemieckich w bitwie pod Stalingradem sprawiły, że w połowie 1943 dowództwo NSZ skorygowało swój program. Uznano, że klęska III Rzeszy jest nieuchronna, a ziemie polskie zajęte zostaną przez Armię Czerwoną. Założenie, iż Polska ma dwóch równorzędnych wrogów, przekształciło się w zasadę, że wrogiem nr 1 jest ZSRR i jego „komunistyczna agentura w Polsce” w postaci Polskiej Partii Robotniczej oraz Gwardii/Armii Ludowej, Niemcy zaś wrogiem nr 2. Oficjalnie stwierdzał to rozkaz nr 3 z lutego 1944. NSZ uznawały Polski Rząd na Uchodźstwie z siedzibą w Londynie za legalny rząd polski; nie uznawały natomiast instytucji Polskiego Państwa Podziemnego, tym samym pozostając poza jego strukturami. W swoich publikacjach atakowały one bardzo ostro Delegaturę Rządu na Kraj, odmawiając jej prawa reprezentowania rządu RP. Nie uznawały również dążenia AK do połączenia pod jednym dowództwem wszystkich organizacji zbrojnych. Organizacja ta była zarazem przeciwko idei AK zorganizowania powszechnego powstania antyniemieckiego, zakładając, iż przyczyni się to do osłabienia polskiego podziemia niepodległościowego i zmniejszy szanse na przezwyciężenie agresji Sowietów. W pracy ideowo-wychowawczej i propagandzie (wydawano ok. 70 własnych czasopism) żołnierzom wpajano ducha walki o niepodległość Polski, eksponowano nacjonalizm i wiarę katolicką, potępiano komunizm, atakowano tzw. partyjniactwo i wpływy dawnych piłsudczyków w AK, przeciwstawiano się dotychczasowej roli Żydów w społeczeństwie i postulowano jej ograniczenie w przyszłej Polsce.
W NSZ już na początku wykrystalizowały się dwie frakcje: „jastrzębie”, czyli politycy wywodzący się z Grupy „Szańca” oraz „gołębie”, czyli secesjoniści ze Stronnictwa Narodowego. Dzieliła ich ideologiczna przepaść. „Jastrzębie” byli zwolennikami zaprowadzenia w Polsce reżimu totalitarnego i bezkompromisowymi przeciwnikami potępianego przez nich za „liberalny, demokratyczny i socjalistyczny charakter” Polskiego Państwa Podziemnego. Planowali oni przejęcie władzy w kraju drogą zbrojnego przewrotu, który określali mianem narodowo-radykalnej rewolucji. W efekcie miało powstać państwo rządzone przez monopartyjną dyktaturę skrajnych nacjonalistów, z rozwiązaniami ustrojowymi bliskimi modelowi faszystowskiemu. „Gołębie” natomiast nie akceptowali proponowanych przez AK zasad scalenia, lecz nie odrzucali pluralizmu politycznego i dążyli do włączenia się w struktury Polskiego Państwa Podziemnego na możliwie najkorzystniejszych dla nich warunkach. W ich koncepcjach na powojenną Polskę ustrój państwa miał być demokratyczny. Zasadniczo sympatyzowali z parlamentaryzmem, który funkcjonował w II RP przed rządami sanacyjnymi, mimo wszelkich jego ówczesnych wad i niedoskonałości. Zbigniew Stypułkowski po wojnie prezentował powstanie NSZ jako część procesu scaleniowego. Celem miało być zjednoczenie wszystkich organizacji konspiracyjnych o profilu narodowym w jedną wielką konspiracyjną formację wojskową obozu narodowego, a w następnej kolejności scalenie jej z AK.
Po przekroczeniu przedwojennej granicy II Rzeczypospolitej przez Armię Czerwoną i odrzuceniu wysuniętej przez władze RP oferty współdziałania wojskowego z ZSRR, 12 stycznia 1944 r. Komendant Główny Armii Krajowej wydał rozkaz nr 126, zapowiadający wsparcie Armii Czerwonej w walce z Niemcami „w miarę naszych sił i interesów państwowych”. Inne stanowisko reprezentował komendant Narodowych Sił Zbrojnych, który w rozkazie nr 3 z 15 stycznia 1944 stwierdził, że Armia Czerwona musi być traktowana jako wojsko wrogie, a „dążenie do normalizacji stosunków z rządem ZSRR ani ewentualne osiągnięcie porozumienia nie może powstrzymać bezwzględnej walki z komunizmem i rozkładową akcją agentur bolszewickich na ziemiach polskich”.

### Liczebność
Dokładna liczba żołnierzy Narodowych Sił Zbrojnych nie jest znana. Wynika to z braku ściśle precyzyjnych danych na temat organizacji. W różnych opracowaniach podawane są różne dane, spotykamy więc liczby: 72 500, 80 000, a nawet liczbę zawyżoną do 90 000 ludzi. Natomiast według Zbigniewa Stypułkowskiego i Tadeusza Salskiego Narodowe Siły Zbrojne liczyły do 100 tys. członków. Eugeniusz Duraczyński powołując się na szacunki AK podaje liczbę 15–18 tysięcy członków NSZ. Krystyna Kersten podała, że NSZ, według emigracyjnych historyków, liczyło 35 000 ludzi.
Jedynym dokumentem wytworzonym przez dowództwo NSZ, w którym jest mowa o liczebności tej formacji, jest raport stanu ewidencyjnego NSZ z dnia 1 października 1943. Na tamten dzień dokładna liczba żołnierzy NSZ wynosiła 72 429, a biorąc pod uwagę liczebność tworzących je organizacji składowych (Narodowa Organizacja Wojskowa w momencie rozłamu była szacowana na 150 tys. żołnierzy, z czego do NSZ przyłączyło się ok. 60 tys.; Związek Jaszczurczy w momencie tworzenia NSZ liczył ok. 10 tys. żołnierzy), należy przyjąć, że liczebność Narodowych Sił Zbrojnych w latach 1942–1944 oscylowała w granicach 75 tys. żołnierzy.
Największe wątpliwości i kontrowersje w historiografii NSZ budzi liczebność rozłamowej jej części. Brakuje prawie zupełnie dokumentów organizacyjnych z zestawieniami liczebnymi. Dodatkowo historycy zajmujący się tą problematyką z reguły błędnie utożsamiają NSZ-ZJ z całością organizacji, według niektórych szacunków liczącej w momencie rozłamu 65 tys. żołnierzy. Pewne światło na zagadnienie liczebności NSZ-ZJ rzucają notatki ppor. Stanisława Kasznicy (późniejszego ostatniego komendanta głównego tej formacji), który w trakcie z rozmowy z Delegatem Rządu na Kraj Janem Stanisławem Jankowskim szacował, iż po zakończeniu akcji scaleniowej w niezależnych od AK Narodowych Siłach Zbrojnych pozostało około 20–30 tys. partyzantów. Liczba ta wydaje się być mocno zawyżona, tym bardziej, że sam Kasznica traktuje te dane jako „raczej potencjalne” niż zgodne z rzeczywistością. W znacznie późniejszych publikacjach, o charakterze bardziej propagandowym niż historycznym, siły te były jeszcze bardziej wyolbrzymiane. Ich prawdziwość weryfikuje na przykład raport Komendanta Głównego AK gen. Leopolda Okulickiego z 26 października 1944, w których informował on prezydenta RP Władysława Raczkiewicza, iż „większość Okręgów NSZ podporządkowała się Komendantowi wyznaczonemu przez «Bora»”. Fragment ten można z całą pewnością traktować jako kolejny głos podważający wiarygodność danych podawanych przez stronę ONR-owską.

### Rozmowy scaleniowe z Armią Krajową i rozłam w Narodowych Siłach Zbrojnych
Utworzenie NSZ zostało wrogo przyjęte przez czynniki oficjalne w kraju, gdyż komplikowało prowadzoną przez AK akcję scaleniową. 11 kwietnia 1943 r. w oficjalnym piśmie Komendy Głównej AK, „Biuletynie Informacyjnym”, ukazał się artykuł pt. „Warcholstwo”, w którym były delegat rządu na Kraj, Jan Piekałkiewicz, potępił powstanie NSZ. Pomimo tego wkrótce rozpoczęły się rozmowy pomiędzy obiema organizacjami w sprawie scalenia NSZ z AK. Związany z frakcją „gołębi” komendant główny NSZ, płk Oziewicz był zwolennikiem takiego rozwiązania, ale pod warunkiem zachowania autonomii wewnętrznej przez NSZ. Natomiast komendant główny AK, gen. Stefan Rowecki, żądał całkowitego podporządkowania NSZ dowodzonej przez siebie organizacji. Rozmowy zostały przerwane z powodu aresztowania przez Niemców na początku czerwca 1943 r. płk. Oziewicza, a następnie gen. Roweckiego.
Nowym komendantem głównym NSZ w lipcu 1943 r. został mianowany płk dypl. Tadeusz Kurcyusz. Był on związany z frakcją „jastrzębi”, którzy zajmowali nieprzejednane stanowisko w sprawie scalenia z AK. W ich opinii ewentualna współpraca wojskowa NSZ z AK mogła się odbywać tylko na zasadzie równorzędności obu organizacji, z poszanowaniem wzajemnej odrębności i niezależności. Taktyka "jastrzębi" zakładała przeciąganie rozmów scaleniowych w nieskończoność poprzez stawianie warunków nie do zaakceptowania dla AK. Wybór płk. Kurcyusza znacząco skomplikował i tak napiętą już sytuację, zważywszy na fakt, iż oficer ten był jednocześnie zaprzysiężonym członkiem AK i pełnił funkcję szefa komunikacji w Komendzie Głównej AK. W sierpniu 1942 został aresztowany przez Niemców, a po wyjściu z więzienia w grudniu 1942 wstąpił do NSZ, ukrywając to przed swoimi przełożonymi. Tym samym złamał rozkaz Naczelnego Wodza z 15 sierpnia 1942, zakazujący żołnierzom AK przynależności do innych organizacji wojskowych. Nowy dowódca NSZ starał się ukryć swoją tożsamość, nie mógł więc reprezentować kierowanej przez siebie organizacji w rozmowach z scaleniowych z przedstawicielami Komendy Głównej AK.
Od jesieni 1943 r. rozpoczęła się kolejna runda rozmów scaleniowych. Strona NSZ-owska przygotowała pisma do Naczelnego Wodza i prezesa Rady Ministrów w Londynie, aby przejęli sprawy scaleniowe w swoje ręce. Przedstawiciele AK odmówili jednak ich przesłania. Nowy komendant główny AK, gen. Tadeusz Bór-Komorowski, wobec przedłużania się pertraktacji polecił je przerwać (co nastąpiło 1 października 1943 r.), wyznaczając jednocześnie dzień 15 października jako ostateczny termin podporządkowania się NSZ. Ponieważ żądanie to zostało zdecydowanie odrzucone przez KG NSZ, gen. Bór-Komorowski wydał 9 listopada 1943 r. rozkaz nr 122 potępiający NSZ. Uznano, że „należenie do NSZ nie jest równoznaczne ze służbą czynną w szeregach Sił Zbrojnych Rzeczypospolitej Polskiej" i "obowiązkiem członków (NSZ) jest natychmiastowe opuszczenie przez nich organizacji NSZ i zameldowanie się do czynnej służby w AK”.
Wobec impasu w rozmowach, KG NSZ postanowiła wysłać do Londynu swoich przedstawicieli (politycznego i wojskowego), aby nawiązać bezpośredni kontakt z naczelnymi władzami państwowymi. W tym celu na jesieni 1943 r. zostali wysłani: Tadeusz Salski, przedstawiciel TNRP i kpt. dypl./mjr NSZ Stanisław Żochowski, szef sztabu KG NSZ. W rezultacie naczelny wódz, gen. Kazimierz Sosnkowski, przesłał 20 stycznia 1944 r. komendantowi głównemu AK wytyczne dotyczące włączenia NSZ do AK, w których był skłonny nadać NSZ większe uprawnienia od innych organizacji wchodzących w skład AK. Zostały one jednak odrzucone przez gen. Bora-Komorowskiego.
Tymczasem od początku stycznia 1944 r. rozmowy scaleniowe z przedstawicielami AK podjął sekretarz generalny TNRP Zbigniew Stypułkowski. Na ich przyspieszenie wpływ miała zapewne komplikująca się sytuacja polityczna Polski wobec wkroczenia na jej ziemie Armii Czerwonej. W rezultacie 7 marca 1944 r. nastąpiło podpisanie umowy scaleniowej. Jej treść zasadniczo nie odbiegała od wcześniej składanych przez NSZ projektów i wytycznych. Umowa gwarantowała NSZ dużą autonomię w strukturach AK, prawo do prowadzenia własnej propagandy i werbunku. Oddziały
liniowe NSZ nie podlegały rozformowaniu i miały zachować swoje nazwy, w dalszym ciągu istnieć miały też komendy zbiorczo-organizacyjne NSZ w terenie. Dowódca NSZ został pełnomocnikiem komendanta głównego AK ds. NSZ. Następstwem umowy było również zjednoczenie podzielonych od 1942 r. frakcji SN, które nastąpiło w kwietniu 1944 r. i skutkowało działaniami mającymi na celu połączenie oddziałów NSZ z oddziałami NOW-AK. 31 marca 1944 r. gen. Bór-Komorowski wydał rozkaz w sprawie przeprowadzenia scalenia, który zawierał m.in. zatwierdzenie płk. dypl. Kurcyusza jako komendanta głównego NSZ oraz mianowanie go pełnomocnikiem komendanta głównego AK ds. NSZ.
Podpisanie umowy scaleniowej NSZ z AK wywołało sprzeciw członków Grupy „Szańca”, którzy nie zamierzali dopuścić do utraty kontroli nad formacją. W kwietniu 1944 r. osoby z tego kręgu postanowiły siłą przejąć władzę nad NSZ. Wykorzystali w tym celu nagłą śmierć płk. dypl. Kurcyusza w nocy z 22 na 23 kwietnia 1944. Doszło wówczas do tzw. wewnętrznego zamachu stanu. Członkowie TNRP reprezentujący Grupę „Szańca” wydali fikcyjne, antydatowane rozkazy rzekomo podpisane przez płk. dypl. Kurcyusza, zwalniające ze stanowiska szefa sztabu KG NSZ płk dypl. Wacława Świecińskiego oraz mianujące mjr./ppłk. NSZ Stanisława Nakoniecznikoff-Klukowskiego – dotychczasowego komendanta Okręgów NSZ Północne Mazowsze i Białystok, najpierw z dniem 21 kwietnia 1944 pierwszym zastępcą komendanta głównego NSZ, a następnie z dniem 22 kwietnia p.o. komendanta głównego NSZ. Wybór tego oficera nie był przypadkowy – ciążył na nim bowiem wyrok śmierci za dezercję z Armii Krajowej. Liderzy Grupy „Szańca” wybierając ppłk. Nakoniecznikowa na swojego dowódcę zyskiwali więc pewność, że gen. Bór-Komorowski nie podejmie rozmów ze skompromitowanym oficerem. Dowódca NSZ z taką przeszłością gwarantował zaś zerwanie wszelkich kontaktów z AK. Jednocześnie przedstawiciele Grupy „Szańca” ogłosili rozwiązanie TNRP, a na jej miejsce utworzenie samozwańczej tzw. Rady Politycznej NSZ, do której weszli tylko oni i która uzurpowała sobie wszystkie 
uprawnienia nieistniejącej rzekomo poprzedniczki.
Tymczasem komendant główny AK, gen. Bór-Komorowski, realizując umowę scaleniową, wyznaczył 2 maja 1944 według hierarchii funkcyjnej w KG NSZ płk. dypl. Świecińskiego na stanowisko swojego pełnomocnika ds. NSZ. Ten jednak odmówił objęcia stanowiska, nie uznając jednocześnie fikcyjnego rozkazu o zwolnieniu go z funkcji Szefa Sztabu NSZ. Po jego natychmiastowej rezygnacji na stanowisko pełnomocnika komendanta głównego AK ds. NSZ został mianowany 5 czerwca dotychczasowy zastępca płk. W. Świecińskiego, ppłk Albin Walenty Rak, który ją przyjął. W rezultacie rozłam w NSZ stał się faktem. Odtąd funkcjonowały dwie odrębne organizacje używające tej samej nazwy NSZ: jedna, która podporządkowała się AK i jest określana w historiografii jako NSZ-AK, oraz druga, która zachowała niezależność organizacyjno-wojskową, znana w historiografii pod nazwą NSZ-ZJ (Związek Jaszczurczy) lub NSZ-ONR (Obóz Narodowo-Radykalny). Wewnątrz organizacji doszło do porachunków między zwolennikami połączenia z AK i przeciwnikami tej koncepcji. Rozłam spowodował także dezintegrację Służby Cywilnej Narodu. Akcja scaleniowa trwała do końca lata 1944 i zakończyła się przejściem do AK większości żołnierzy dawnej NOW. Grupa Stanisława Nakoniecznikoff-Klukowskiego wyznaczyła nagrodę za ujęcie ppłk. Albina Walentego Raka, a utworzony przez nią samozwańczy sąd skazał go na karę śmierci. 15 czerwca 1944 został on zatrzymany przez bojówkę Nakoniecznikoff-Klukowskiego i wymuszono na nim podpisanie rezygnacji ze stanowiska komendanta głównego NSZ-AK, odwołanie uprzednio wydanych przez siebie rozkazów i podporządkowanie się Nakoniecznikoff-Klukowskiemu. Po wypuszczeniu na wolność, natychmiast odwołał on jednak wymuszone przyrzeczenie.
Oenerowcy rozpoczęli brutalną bratobójczą walkę ze swoimi niedawnymi towarzyszami broni za pomocą pogróżek, deklaracji i wyroków śmierci, z których część wykonano. M.in. w Kielcach bojówka NSZ-ZJ pojmała oficerów Komendy Głównej NSZ-AK: szefa sztabu mjr. Tadeusza Danilewicza ps. „Kuba” i kierownika propagandy por. Witolda Borowskiego ps. „Witek”, którzy przybyli tam na inspekcję z rozkazami informującymi o nominacji ppłk. Albina Raka „Lesińskiego” na Komendanta Głównego NSZ. Zostali jednak odbici. W Częstochowie, gdzie napięcie eskalowało już wcześniej, za rzekomą defraudację zostali skazani na karę śmierci – jeszcze decyzją ppłk. Kurcyusza – oficerowie NSZ-AK: kpt. Tomasz Jarczewski ps. „Piotr” i ppor. Rajmund Sosnowski ps. „Robert”. Złożone podłoże miały wydarzenia w Radomiu. Struktury NSZ-AK dokonały tu nieudanego zamachu na kpt. Huberta Jurę „Toma”, dowódcę oddziałów NSZ-ZJ na południowym Mazowszu i Kielecczyźnie oraz organizatora siatki szpiegowskiej zwanej Organizacją Toma, specjalizującej się w „oczyszczaniu terenu z elementu komunistycznego” (w praktyce była to kategoria bardzo pojemna i obejmowała nie tylko autentycznych komunistów, ale także ukrywających się Żydów i członków polskiego niekomunistycznego podziemia, których „Tom” uważał za zdrajców sprawy narodowej). Podstawą akcji na „Toma”, dotąd bliższego raczej nurtowi endeckiemu, była jego niemal jawna współpraca z Hauptsturmführerem SS Paulem Fuchsem, szefem Gestapo w dystrykcie radomskim Generalnego Gubernatorstwa, za którą został latem 1944 r. skazany na karę śmierci przez Komendę Główną NSZ. W międzyczasie w NSZ nastąpił rozłam i ci, którzy wydali wyrok śmierci na „Toma”, znaleźli się w części organizacji scalonej z AK. Natomiast „Tom” wraz z grupą swoich ludzi związał się z tworzoną właśnie Brygadą Świętokrzyską NSZ-ZJ, gdzie jego ponura przeszłość nikomu nie przeszkadzała, a wręcz przeciwnie – został dokooptowany do dowództwa Brygady jako oficer do zadań specjalnych. Równocześnie Niemcy zrobili „Toma” szefem pracującej dla Gestapo fikcyjnej „firmy budowlanej” – w piwnicach udostępnionej mu siedziby rzekomego przedsiębiorstwa przy ul. Jasnogórskiej 25 w Częstochowie jego ludzie bestialsko torturowali i mordowali komunistów oraz przeciwników dowództwa Brygady z organizacji niekomunistycznych. Z rąk „Toma” i jego podwładnych zginęli m.in. szef wywiadu w Komendzie Okręgu VIII Częstochowa NSZ-AK kpt. Stanisław Żak ps. „Stach Częstochowski”, szef Kierownictwa Akcji Specjalnej przy Komendzie Głównej NSZ-AK por. Andrzej Czajkowski ps. „Jan Jung”, szef Wydziału I Organizacyjnego sztabu KG NSZ-AK ppor. Władysław Pacholczyk oraz szef Wydziału II Wywiadowczego NSZ-ZJ mjr Wiktor Gostomski. Działalność NSZ-ZJ została potępiona przez Naczelnego Wodza gen. Kazimierza Sosnkowskiego i wicepremiera Rządu RP na uchodźstwie Jana Kwapińskiego.
Z końcem lipca 1944 r. rząd RP podjął uchwałę zapowiadającą ukaranie „pewnych kół byłego ONR i podległego ich wpływom skrajnego odłamu tak zwanych Narodowych Sił Zbrojnych” w wolnej Polsce.
Lojalny wobec ppłk. „Lesińskiego” dowódca lubelskich struktur NSZ-AK w tych krytycznych dniach rozkazywał:

Odpowiedź nasza tym karierowiczom musi być zdecydowana i twarda: Wara! NSZ jest jedne i niepodzielne (...) jak jedna jest idea Wielkiej Polski Narodowej - Polski dla Polaków, zbudowanej wewnętrznie na sprawiedliwości chrześcijańskiej. Kto dziś na drodze zamachów rewolwerowych w stosunku do legalnych swoich przełożonych i wyroków śmierci oraz kłamstw dąży do odciągnięcia sił z NSZ - ten daje dowód, że nie jest żołnierzem, lecz partyjnikiem najgorszego typu, świętokradzko i obłudnie nadużywającym idei Wielkiej Polski.

Podobne stanowisko, opowiadając się za scaleniem z AK, zajęła większość Narodowych Sił Zbrojnych. NSZ-ZJ ostatecznie zdołał przejąć pełną kontrolę jedynie nad okręgiem Kraków NSZ sprzed 1944 roku. Z kolei w okręgach: Warszawa-Miasto, Warszawa-Powiaty, Kielce i Częstochowa funkcjonowały jednocześnie komendy obu odłamów NSZ. Z wymienionych wyżej okręgów tylko w okręgu Warszawa-Miasto rozłamowcy uzyskali zdecydowaną przewagę. Wybuch powstania warszawskiego spowodował jednak, że i te siły zostały scalone z Armią Krajową, bowiem oba odłamy NSZ uznały zwierzchnictwo płk Spirydiona Koiszewskiego „Topora”, komendanta Okręgu I Warszawa-Miasto NSZ-AK.
Duża część oficerów NSZ-AK objęła w AK znaczące funkcje. Dla przykładu można wymienić tu osoby: płk. Witolda Komierowskiego „Sulimy” – inspektora KG AK, ppłk. Stefana Tomkowa „Tura” – w powstaniu warszawskim zastępcę dowódcy Zgrupowania „Radosław”, rtm. Maksymiliana Lorenza „Katarzynę” – zastępcę dowódcy 4 pp. Leg AK, por. Jana Wagnera „Jaworskiego” – zastępcę dowódcy 9 psk AK, ppłk. Józefa Żbikowskiego „Grzymałę” – zastępcę szefa Oddziału I w Komendzie Podokręgu „Północ”, ppłk. Roberta Piechowskiego „Roberta” – zastępcę inspektora Inspektoratu Kielce, ppłk. Mieczysława Michałowskiego „Witolda” – zastępcę inspektora Inspektoratu Radom czy mjr. Witolda Borowego „Żelaznego” – zastępcę inspektora Inspektoratu Ciechanów. Ponadto oficerowie NSZ-AK obejmowali liczne funkcje w komendach obwodowych AK.

### Udział NSZ w powstaniu warszawskim

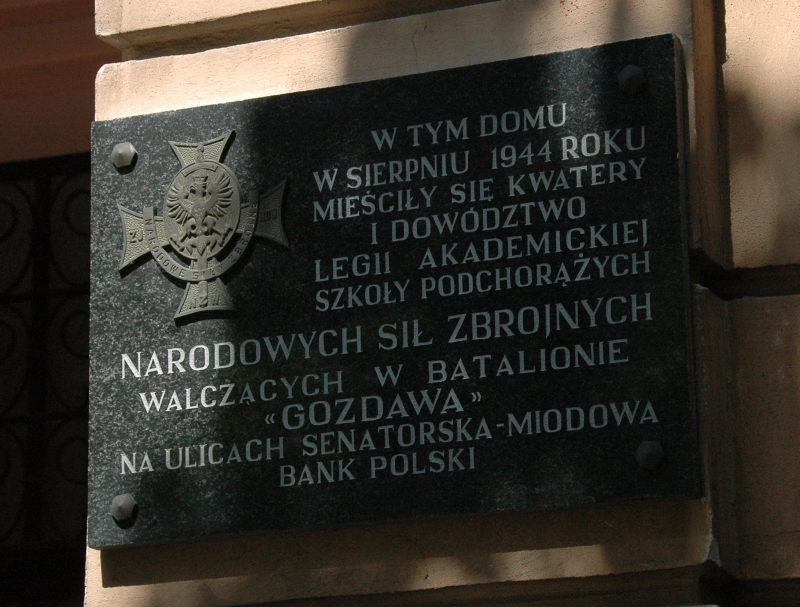
Tablica upamiętniająca stacjonowanie dowództwa Legii Akademickiej Szkoły Podchorążych Narodowych Sił Zbrojnych walczących podczas powstania warszawskiego. Warszawa, ul. Długa

W obliczu wybuchu powstania warszawskiego 1 sierpnia 1944 konflikt w obozie narodowym, nie znajdujący swojego odpowiednika w żadnym z nurtów konspiracji, stracił na znaczeniu. Nie na długo jednak. Wprawdzie w samej stolicy oddziały obu odłamów NSZ stanęły do walki pod rozkazami AK, jednak plany ich politycznych zwierzchników nie przestały ze sobą kolidować. NSZ niescalone oficjalnie zadeklarowało akces do powstania 7 sierpnia. Podczas walk doszło do porozumienia obu odłamów NSZ i oddziały NSZ-ZJ dowodzone przez kpt. Mieczysława Osmólskiego podporządkowały się operacyjnie dowództwu Okręgu Warszawa-miasto NSZ-AK na czele z płk. Spirydionem Koiszewskim. Dalsze plany współpracy przewidywały nawet powołanie dwóch dywizji NSZ, oddzielnie dla obu odłamów, w skład których mieli wejść wszyscy żołnierze NSZ walczący w powstaniu warszawskim, ale coraz gorsza sytuacja militarna uniemożliwiła ich realizację.
Największą zwartą jednostką NSZ-AK, walczącą w powstaniu, była Dyspozycyjno-Zmotoryzowana Brygada Narodowych Sił Zbrojnych „Koło” (zwana też Grupą „Koło” – dowódca ppłk Zygmunt Reliszko), która podporządkowała się dowództwu obrony Starego Miasta. Była ona tylko częściowo uzbrojona, a jej nieuzbrojona większość działała w akcjach sapersko-minerskich, transportowych, oraz przy gaszeniu pożarów i odgrzebywaniu zasypanych. Z innych jednostek NSZ-AK walczyły również elementy pułku im. gen. W. Sikorskiego (przed powstaniem liczył ok. 200 ludzi, rozwiązanego w momencie wybuchu powstania) w składzie zgrupowania AK „Harnaś”, oraz prawdopodobnie pułk im. gen. J. H. Dąbrowskiego. Najsilniejszym walczącym w powstaniu uzbrojonym i zwartym oddziałem NSZ-AK była Kompania NSZ „Warszawianka” (dowódca – kpt. Piotr Zacharewicz); sformowana 6 sierpnia, w dniu utworzenia liczyła ok. 80 żołnierzy. Wchodziła w skład zgrupowania AK „Chrobry II”; w momencie zakończenia walk liczyła ok. 170 żołnierzy. Ponadto występowały pojedyncze drużyny i plutony NSZ w ramach większych zgrupowań AK. Ogółem w powstaniu wzięło udział – według różnych źródeł – od 740 do ok. 2 tys., a nawet 3,5 tys. żołnierzy NSZ.

### NSZ po upadku powstania warszawskiego
W lipcu 1944 krytyczni wobec idei powstania warszawskiego jako koncepcji bez szans na zwycięstwo, spodziewający się jednak zbrojnego wystąpienia w stolicy, liderzy polityczni NSZ-ZJ w większości opuścili miasto. Nowym ośrodkiem politycznym skrajnych nacjonalistów stała się Częstochowa. Tam właśnie, gdy okazało się, że AK nie zdołała samodzielnie wyzwolić Warszawy, zaś Armia Czerwona nie przyjdzie na pomoc powstańcom, zdecydowali się oni ogłosić „reprezentacją Narodu” i podjąć próbę przejęcia władzy w kraju. Głosili też, że jakoby działali w imieniu rządu RP na uchodźstwie, pozostawali z nim „w stałym, bezpośrednim kontakcie” i przejmowali kompetencje Rady Jedności Narodowej (w rzeczywistości nadal funkcjonującej w powstańczej Warszawie) i Delegatury Rządu na Kraj (której struktury terenowe nie zaprzestały działalności wraz z wybuchem walk w stolicy). Wobec utraty łączności z komendantem głównym NSZ-ZJ, mjr./ppłk. NSZ-ZJ Stanisławem Nakoniecznikoff-Klukowskim, który pozostał w powstańczej Warszawie, nowym p.o. komendanta głównego NSZ-ZJ został mianowany gen. bryg. w stanie spoczynku Tadeusz Jastrzębski ps. „Powała”.
Instytucje Polskiego Państwa Podziemnego na próbę dokonania zamachu stanu i przejęcia władzy przez oenerowców zareagowały szybko i zdecydowanie. Krakowska okręgowa Delegatura Rządu na Kraj opublikowała oświadczenie stwierdzające, że

ONR to formacja stojąca daleko poza najprymitywniejszym pojęciem etyki politycznej, wybitnie szkodliwa dla interesów polskich, nie przebiera w środkach, aby dojść do wytyczonego celu, tzn. do zaprowadzenia w Polsce rządów faszystowskich. Wśród bogatego repertuaru jej metod nie brak spółki z elementami pospolitych przestępców kryminalnych, szantaży i innych środków, które ONR dyskwalifikują pod każdym względem (...). Wobec faktu, że w Warszawie działa w dalszym ciągu Pełnomocnik Rządu i Rada Jedności Narodowej, utworzenie jakiejś samozwańczej Rady Narodowej jest typową robotą zmierzającą do zdezorganizowania społeczeństwa polskiego, tym bardziej zbrodniczą, że uzurpującą sobie oficjalny charakter reprezentacji narodu polskiego. Ten również cel miało upodobnienie graficzne pisma ONR do »Rzeczypospolitej« wychodzącej w Warszawie, aby stworzyć »optyczne« pozory, że częstochowska Rada Narodowa jest kontynuacją Delegatury warszawskie”.

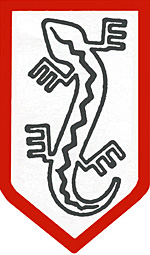
Symbol Związku Jaszczurczego

Po upadku powstania, w połowie października 1944 do Częstochowy dotarł mjr/ppłk NSZ-ZJ Stanisław Nakoniecznikoff-Klukowski, który wydostał się z miasta wraz z ludnością cywilną, przejmując ponownie pełnioną przez siebie funkcję. Prawdopodobnie próbował wówczas przeforsować pomysł podporządkowania NSZ-ZJ Armii Krajowej, za co 18 października został zastrzelony przez szefa Oddziału II Wywiadowczego KG NSZ-ZJ i zarazem bliskiego współpracownika Huberta Jury, kpt. NSZ-ZJ Otmara Wawrzkowicza, który podobnie jak Jura był agentem radomskiego Gestapo. Wraz z Nakoniecznikoff-Klukowskim zamordowany został szef sztabu Okręgu Częstochowa NSZ-ZJ por. Włodzimierz Żaba ps. „Żniwiarz”, którego komendant główny NSZ-ZJ chciał mianować dowódcą Brygady Świętokrzyskiej na miejsce płk. Antoniego Szackiego ps. „Bohun”. Po śmierci Nakoniecznikoff-Klukowskiego, Rada Polityczna NSZ wydała kuriozalne oświadczenie, że jakoby nawiązał on kontakt z Polską Armią Ludową, chcąc podporządkować NSZ-ZJ komunistycznemu Polskiemu Komitetowi Wyzwolenia Narodowego. Jednocześnie przeprowadzono ogólne zmiany organizacyjne. 9 sierpnia 1944 przestała faktycznie istnieć Rada Polityczna NSZ, przekazując swoje uprawnienia na terenach okupowanych przez Niemców Radzie Politycznej NSZ–Zachód. Na nowego p.o. komendanta głównego NSZ-ZJ 20 października 1944 został wybrany mjr rez. Zygmunt Broniewski ps. „Bogucki”, dotychczasowy komendant Okręgu III Lubelskiego. Jednocześnie 11 listopada został on mianowany generałem brygady NSZ-ZJ. We wrześniu 1945 powołano Inspektorat Ziem Południowo-Zachodnich, składający się z trzech okręgów – Górny Śląsk, Śląsk Opolski i Dolny Śląsk. Wyznaczono komendanta Okręgu Śląsk Opolski – został nim mjr Stanisław Miodoński „Sokół”.
Jak zwraca uwagę np. Rafał Wnuk, w przeciwieństwie do ugrupowań politycznych i formacji zbrojnych wchodzących w skład Polskiego Państwa Podziemnego (w tym także NSZ-AK), NSZ-ONR zamierzał budować w Polsce państwo totalitarne, a nie demokratyczne.

Wbrew budowanemu dziś mitowi NSZ-ONR wcale nie bronił ciągłości II RP, ale przeciwnie – robił wiele, by zniszczyć autorytet legalnych władz, by na gruzach przedwojennego systemu zbudować nacjonalistyczną monopartyjną dyktaturę. Stawianie znaku równości między AK i NSZ-ONR jest manipulacją sugerującą, jakoby ta ostatnia była częścią składową Państwa Podziemnego. Nie była.

Próba podszycia się pod instytucje Polskiego Państwa Podziemnego i przejęcia ich kompetencji przez Grupę „Szańca” ostatecznie zakończyła się niepowodzeniem. Oenerowscy przywódcy musieli pogodzić się z klęską ich projektu narodowo-radykalnej rewolucji, w wyniku której miała w Polsce zapanować monopartyjna dyktatura skrajnych nacjonalistów. Skonfliktowani z obozem londyńskim, odpowiedzialni za bratobójcze mordy, w obliczu nadciągającej ze wschodu Armii Czerwonej stanęli przed wyborem: albo pozostać w kraju i działać w antykomunistycznym podziemiu zbrojnym, albo uciekać na Zachód. Ostatecznie wybrali tę drugą opcję. Niemal całe kierownictwo polityczne NSZ-ZJ przyłączyło się do Brygady Świętokrzyskiej i w porozumieniu z armią niemiecką opuściło Polskę. W kraju pozostały jedynie szkieletowe, słabe siatki NSZ-ZJ.
W połowie listopada 1944 r. w Grodzisku Mazowieckim odbyło się spotkanie działaczy politycznych i dowódców wojskowych związanych ze Stronnictwem Narodowym. Wzięli w nim udział: Zbigniew Stypułkowski, Tadeusz Maciński, August Michałowski oraz ppłk Albin Walenty Rak i płk Tadeusz Danilewicz. Na spotkaniu tym zdecydowano, że wobec osłabienia AK należy z niej wyprowadzić żołnierzy Narodowych Sił Zbrojnych. Jednocześnie postanowiono o utworzeniu nowej formacji – Narodowego Zjednoczenia Wojskowego, które skupiło w swoich strukturach oddziały NOW oraz NSZ-AK. Była to najdłużej funkcjonująca formacja powojennego podziemia antykomunistycznego. Za jej początek i zarazem koniec NSZ-AK umownie można przyjąć datę rozwiązania Armii Krajowej, czyli 19 stycznia 1945 r. NZW liczyło kilkadziesiąt oddziałów (w sumie ok. 30 tys. żołnierzy, w tym ok. 7 tys. w oddziałach partyzanckich) i prowadziło działania zbrojne przeciw NKWD, KBW, LWP, a także innym formacjom urzędu bezpieczeństwa. W 1947 doszło do rozbicia większości grup NZW, nieliczne oddziały w konspiracji prowadziły działalność do połowy lat 50. Równolegle do początku 1947 r. działały lokalne struktury NSZ-ZJ oraz oddziały posługujące się nazwą NSZ, takie jak Samodzielny Batalion Operacyjny NSZ „Zuch” sformowany w połowie 1945 r. przez byłego AK-owca mjr. Antoniego Żubryda ps. „Zuch”. Nie wiadomo czy miał on jakiekolwiek kontakty z innymi żołnierzami Narodowych Sił Zbrojnych lub Narodowego Zjednoczenia Wojskowego. Symbolicznym zakończeniem działań i kresem NSZ-ZJ jest aresztowanie 15 lutego 1947 r. ppłk. Stanisława Kasznicy, ostatniego komendanta głównego NSZ-ZJ (straconego w Warszawie 12 maja 1948 r.). W latach 1946–1948 miało miejsce ogółem kilkanaście procesów przeciwko członkom NSZ i ich zaplecza politycznego. Większość oskarżonych skazano na śmierć, część na wieloletnie więzienie.

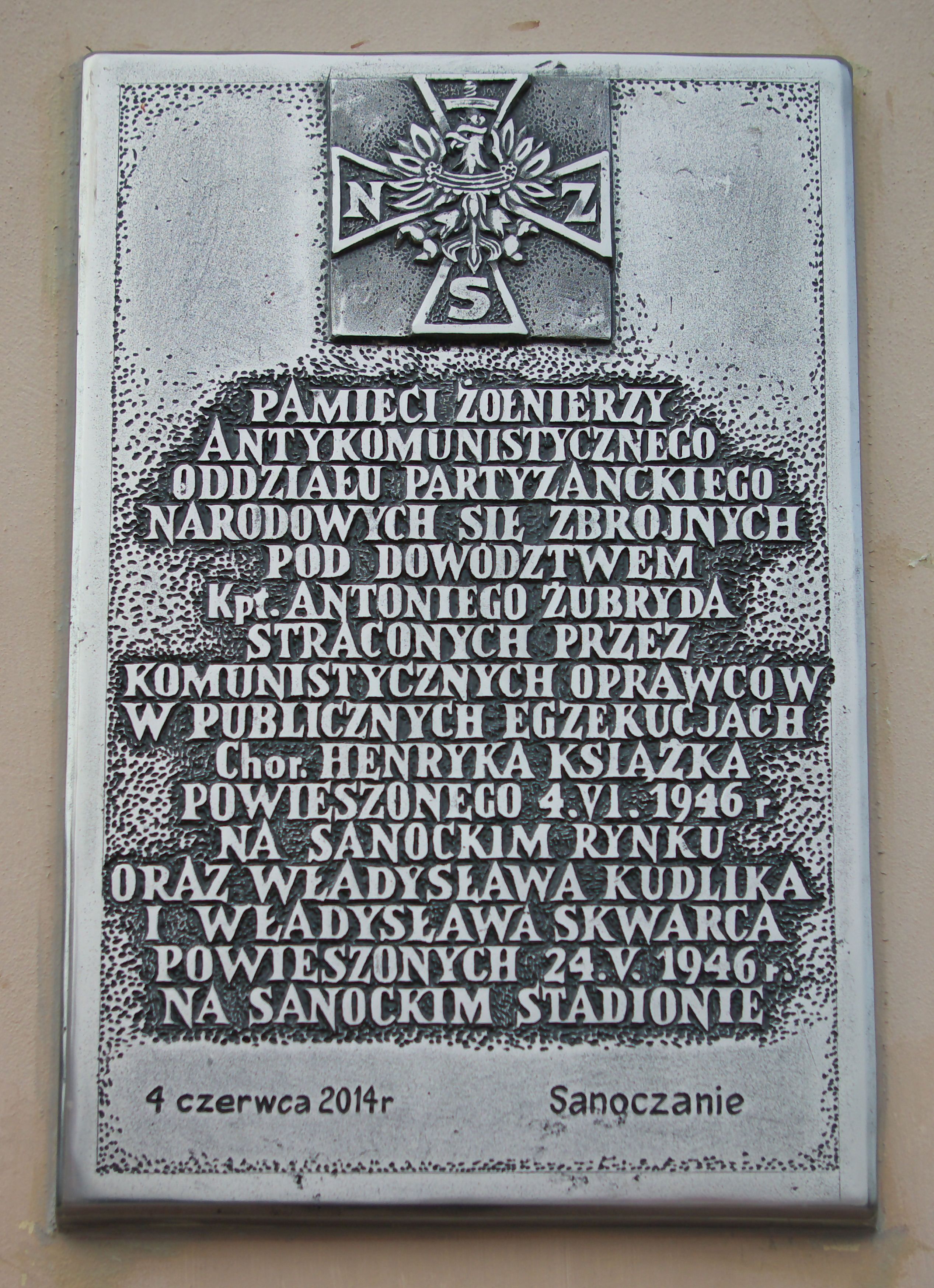
Tablicy upamiętniająca żołnierzy NSZ, Władysława Kudlika, Władysława Skwarca i Henryka Książka, straconych w publicznych egzekucjach w Sanoku w 1946 (2014)

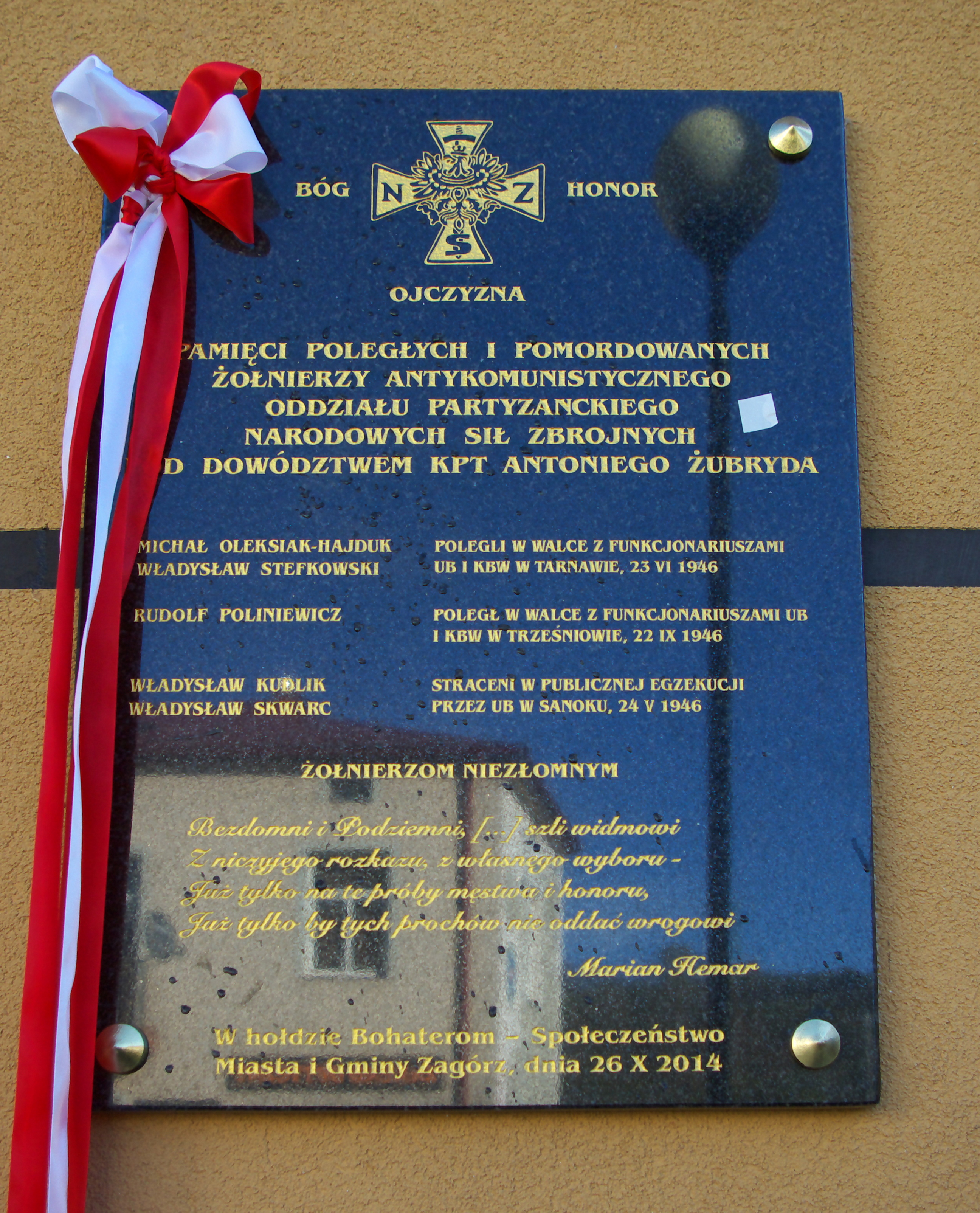
Tablica upamiętniająca żołnierzy NSZ, Michała Oleksiaka, Władysława Stefkowskiego, Rudolfa Poliniewicza, Władysława Kudlika, Władysława Skwarca w Zagórzu (2014)

Z drugiej strony, po wojnie zdarzały się również przypadki wstępowania byłych członków NSZ do organów bezpieczeństwa. W Gręboszowie komendantem milicji był sierżant zawodowy Biskup, który w czasie wojny miał uczestniczyć w mordach na Żydach. Byłym członkiem NSZ był też podporucznik Jan Mazur, dowódca Kompanii Operacyjnej KW MO na kielecczyźnie, który odegrał niejasną rolę podczas pogromu kieleckiego. W Starachowicach ex-członkowie NSZ stanowili większość członków MO.

### NSZ-ZJ po 1944 roku
W lipcu 1944 r. KG NSZ-ZJ postanowiła zmienić dotychczasowy podział terytorialny i utworzyć dwie jednostki organizacyjne: NSZ-Zachód (dla terenów pozostających nadal pod okupacją niemiecką) i NSZ-Wschód (dla terenów zajmowanych przez wojska sowieckie), jednakże ta koncepcja nie została całkowicie zrealizowana. Inspektorem Obszaru NSZ-Wschód wyznaczono płk. dypl. Wacława Świecińskiego, który wkrótce wyjechał do Lublina, gdzie usiłował zorganizować Tymczasową Narodową Komendę Ziem Wschodnich NSZ. Miała ona mieć następujące zadania: prowadzenie szerokiej akcji propagandowej i stworzenie wojskowego frontu antykomunistycznego. Obszar „Wschód” nie rozwinął jednak szerszej działalności z powodu aresztowania płk. W. Świecińskiego przez NKWD pod koniec 1944 r. Natomiast Inspektorem Obszaru NSZ-Zachód został mianowany w sierpniu 1944 r. mjr rez./płk NSZ-ZJ Zygmunt Broniewski, dotychczasowy komendant Okręgu III Lubelskiego. Podlegały mu formalnie komendy okręgów i partyzanckie oddziały NSZ-ZJ działające na zachód od linii frontu wschodniego. Miał on zarazem prawo podejmowania wszelkich decyzji w imieniu i zastępstwie Rady Politycznej NSZ-Zachód i Komendanta Głównego NSZ-ZJ. Faktycznie zasięg jego wpływów objął Okręgi: V Kielecki, VI Warszawa-powiaty, VII Krakowski, VIII Częstochowski oraz Grupę Operacyjną Zachód, czyli późniejszą Brygadę Świętokrzyską NSZ. Jednocześnie na obszarze wszystkich Okręgów (oprócz Okręgu VII) istniały znacznie silniejsze komendy Okręgów NSZ-AK.
Wobec zajęcia przez Armię Czerwoną całości obszarów Polski, na początku kwietnia 1945 r. została przeprowadzona kolejna reorganizacja. W miejsce Rady Politycznej NSZ-Zachód wyłoniono Komitet Pomocniczy. Poszczególne okręgi otrzymały nową numerację i zostały podzielone na trzy obszary (inspektoraty): Zachód, Wschód i Południe. NSZ-ZJ w tym okresie był organizacją raczej kadrową, starającą się ograniczyć akcje wojskowe przeciwko komunistom do niezbędnych rozmiarów. Dużym problemem było przechodzenie licznych struktur do powstającego Narodowego Zjednoczenia Wojskowego.
Po okresie pewnego zamętu, spowodowanego klęską powstania warszawskiego i poważnymi zmianami organizacyjnymi, od wiosny 1945 r. nastąpił okres wzmożonej działalności oddziałów partyzanckich NSZ-ZJ, trwający do końca tego r.
Odbudowywano ponownie w terenie komendy okręgowe i organizowano oddziały Pogotowia Akcji Specjalnej (PAS). Badacze podają, że w tym czasie działało ok. 100 grup i oddziałów NSZ-ZJ. Najbardziej aktywny był Okręg III Lubelski (ok. 50 oddziałów). 7 czerwca 1945 r. Komendant Główny NSZ-ZJ, mjr rez./gen. bryg. NSZ-ZJ Z. Broniewski wydał „Instrukcję dla oddziałów leśnych”, która określała, że głównym celem jest walka zbrojna o usunięcie „okupacji sowieckiej na ziemiach polskich” oraz stworzenie w terenie ośrodków zbiorczych dla kadr oficerów i podoficerów do przyszłej mobilizacji. Dowódcom oddziałów partyzanckich nakazywano, aby nawiązywali kontakty z innymi organizacjami podziemnymi, gdyż główne cele wszystkich ugrupowań są wspólne. W bardziej szczegółowych zadaniach Instrukcja stanowiła: rozbrajanie oddziałów milicji i UB, likwidowanie szczególnie niebezpiecznych agentów, zdobywanie funduszów i aprowizacji ze składów nowej administracji i informowanie terenu przez kolportaż prasy. W kwietniu 1945 r. została także wydana „Instrukcja ogólna Pogotowia Akcji Specjalnej”. Jednakże już 5 lipca Komendant Główny wydał rozkaz, w którym nakazywał chwilowe wstrzymanie działalności partyzanckiej, co prawdopodobnie było spowodowane powstaniem Tymczasowej Rady Jedności Narodowej z udziałem polityków emigracyjnych.
W okresie lipiec – listopad 1945 r. w głównych strukturach organizacji doszło do licznych aresztowań przez Ministerstwo Bezpieczeństwa Publicznego i NKWD. W rezultacie NSZ-ZJ zostały praktycznie rozbite. W sierpniu 1945 r. zagrożony aresztowaniem przez MBP mjr/gen. bryg. NSZ-ZJ Z. Broniewski przedostał się na Zachód do miejsca stacjonowania Brygady Świętokrzyskiej NSZ. Wszystkie te wydarzenia sparaliżowały działalność Komendy Głównej NSZ-ZJ.
Na czele resztek organizacji (jako p.o. Komendanta Głównego NSZ-ZJ) stanął wówczas ppor. rez./ppłk NSZ-ZJ Stanisław Kasznica, dotychczasowy szef Wydziału I Organizacyjnego KG NSZ-ZJ oraz jednocześnie przewodniczący Komitetu Pomocniczego. W miarę sprawnie funkcjonował jedynie pion wywiadu (m.in. istniały wywiadowcze kanały kontaktowe z Brygadą Świętokrzyską, stacjonującą na terenie Bawarii w Niemczech). Działające jeszcze oddziały partyzanckie posługujące się nazwą NSZ albo poprzechodziły do NZW, albo działały samodzielnie, bez łączności z Komendantem Głównym NSZ-ZJ. Na przełomie lat 1945/1946 resztki NSZ-ZJ kierowanych przez ppłk. Stanisława Kasznicę i mjr. Lecha Neymana podporządkowały się NZW, zaś jesienią 1946 roku do NZW przyłączył się, 
rozbity przez UB, Okręg VII NSZ-ZJ z kpt. Henrykiem Flame na czele. Większość oddziałów wywodzących się z NSZ została rozbita przez komunistyczne służby bezpieczeństwa do 1947 r. Na początku lutego 1947 r. MBP dotarło ostatecznie do szczytów władzy NSZ-ZJ. Najpierw aresztowano część członków Komitetu Pomocniczego, a 15 lutego – ppor. rez./ppłk. NSZ-ZJ S. Kasznicę z wszystkimi członkami KG NSZ-ZJ.
11 lutego 1948 r. rozpoczął się „Proces członków Organizacji Polskiej i NSZ”, jak nazywała go prasa komunistyczna. Trwał tylko 11 dni. Aresztowanych oskarżono o współpracę z Niemcami, działalność nielegalną, pracę wywiadowczą na rzecz „obcego mocarstwa”, zorganizowanie „trójek antykomunistycznych” oraz „zbrodniczą działalność skierowaną przeciwko Polsce Ludowej”. Wyrok został ogłoszony 2 marca; S. Kasznica i Lech Neyman zostali skazani na karę śmierci, natomiast pozostali oskarżeni na dożywotnie, względnie długoletnie więzienie. Kary śmierci wykonano natychmiast.
Postanowieniem z 30 września 1992 r. Sąd Warszawskiego Okręgu Wojskowego uznał komunistyczny wyrok na ppor./ppłk. NSZ-ZJ S. Kasznicę za nieważny i uznał, że prowadził on działalność, której celem była walka o suwerenną i niepodległą Polskę.

## Struktura organizacyjna

### Struktura organizacyjna i obsada personalna Dowództwa NSZ (przed rozłamem)[3]
W dniu 2 października 1942 r., Dowódca Narodowych Sił Zbrojnych wydał rozkaz nr 2/42, w którym podał wstępną strukturę organizacyjną Dowództwa NSZ. Przy Komendancie Głównym NSZ (Dowódcy NSZ) funkcjonował sztab składający się z 6 oddziałów zorganizowanych w 3 Działy: Dowodzenia, Administracyjny oraz Komendę Główną. Sztabem kierował Szef Sztabu, a na czele poszczególnych Działów stali jego zastępcy. Oddziałami kierowali szefowie oddziałów. Ponadto powołano do życia tzw. Akcję Specjalną w celu wykonywania bieżących zadań o charakterze wojskowym. Zorganizowano również Pomocniczą Służbę Kobiet NSZ. Obok Komendy Głównej Armii Krajowej była to najbardziej rozwinięta struktura dowódcza w konspiracji, zorganizowana według modelu wojskowego.
- Komendant Główny NSZ (Dowódca NSZ) – płk Ignacy Oziewicz ps. „Czesław”, „Czesławski”, „Netta”, „Jenczewski” (od 20 września 1942 do 9 czerwca 1943; aresztowany), płk dypl. w st. sp./gen. bryg. NSZ Tadeusz Kurcyusz ps. „Morski”, „Mars”, „Żegota” (od lipca 1943 do 22/23 kwietnia 1944 – w tym samym okresie był oficerem KG AK[59]).
- Szef sztabu KG NSZ – mjr dypl./ppłk NSZ Edmund Ludwik Michalski ps. „Kajetan”, „Łodzia” (od września 1942 do lutego 1943), kpt. dypl./mjr NSZ Stanisław Żochowski ps. „Brodzic”, „Bohdan”, „Strzała” (od marca do lipca 1943), mjr/ppłk NSZ Albin Walenty Rak ps. „Lesiński” (p.o. od sierpnia do października 1943), ppłk dypl./płk NSZ Wacław Świeciński ps. „Tuwar” (od listopada 1943 do kwietnia 1944).
- Zastępca szefa sztabu KG NSZ – mjr/ppłk NSZ Albin Walenty Rak ps. „Lesiński” (od listopada 1943 do kwietnia 1944).
- Oddział I Organizacyjny (Ogólnoorganizacyjny) – mjr/ppłk NSZ Tadeusz Danilewicz ps. „Kuba”, „Łoziński” (od września 1942 do maja 1944).
- Oddział II Wywiadowczy (Centrala Służby Wywiadowczej) – ppłk Wacław Makatrewicz ps. „Wacław II” (od września do listopada 1942), ppor./mjr NSZ Wiktor Gostomski ps. „Nałęcz”, „Hubert”, „Witold” (od grudnia 1942 do grudnia 1943), kpt. Włodzimierz Marszewski ps. „Jan Zawada” (od stycznia do maja 1944)
- Oddział III Operacyjno-Wyszkoleniowy – kpt./ppłk NSZ Tadeusz Boguszewski ps. „Wacław III”, „Bielecki”, „Wacław Niekonieczny” (od września 1942 do lipca 1944).
- Oddział IV Zaopatrzenia (Kwatermistrzowski) – kpt. dypl./mjr NSZ Stanisław Żochowski ps. „Bogdan” (od września 1942 do lutego 1943), mjr Gustaw Bobrowski ps. „Gucio” (od marca do czerwca 1943), kpt. dypl./mjr NSZ Jan Ostrowski ps. „Karwowski”, „Antoni”, „Jan” (od lipca 1943 do maja 1944).
- Oddział V Łączności – por. rez./mjr NSZ Stefan Kozłowski ps. „Aleksander”, „Prot” (od września 1942 do lutego 1943; aresztowany), N.N. ps. „Zbigniew Sawicki” (od lutego 1943 do lutego 1944), kpr. pchor./por. NSZ N.N. ps. „Eugeniusz Zbyszewski”.
- Oddział VI Oświatowo-Wychowawczy (do września 1943 pod nazwą Szefostwa Służby Oświatowo-Wychowawczej) – ppor. rez./kpt. NSZ Julian Sędek ps. „Juliusz Mac”, „Mickiewicz” (od września 1942 do września 1943), pchor./ppor. NSZ Witold Borowski ps. „Wiktor Brzeziński” (od września 1943 do maja 1944).
- Biuro Informacji NSZ – pchor./por. NSZ Mirosław Ostromęcki ps. „Orski”.
- Biuro Fałszerstw – pchor./ppor. NSZ Władysław Weker ps. „Franciszek”.
- Kierownictwo Akcji Specjalnej NSZ – por. rez./kpt. NSZ Andrzej Czajkowski ps. „Halicki”, „Jan Jung” (od lipca 1943 do maja 1944).
- Służba Duszpasterstwa – ks. kpt. NSZ Michał Poradowski ps. „Benedykt” (od lata 1942 do stycznia 1944), ks. dziekan Piotrowski ps. „Stanisław Chorzemiński” (od stycznia do maja 1944).

### Struktura organizacyjna i obsada personalna Dowództwa NSZ-AK[3]
7 marca 1944 nastąpiło oficjalne podpisanie umowy scaleniowej pomiędzy Armią Krajową a Narodowymi Siłami Zbrojnymi. Umowa ta stanowiła zwieńczenie długich pertraktacji i rozmów, wznowionych przez gen. Tadeusza Bora-Komorowskiego i Zbigniewa Stypułkowskiego w grudniu 1943. Strona ONR-owska nie pogodziła się z tym stanem rzeczy i rozpoczęła działania mające na celu podporządkowanie sobie całej formacji – jednak bezskutecznie. Od tej pory w konspiracji działały dwie odrębne organizacje o tej samej nazwie NSZ. Według generalnego podziału część uznająca scalenie z AK wywodziła się z szeregów dawnej Narodowej Organizacji Wojskowej, natomiast w części rozłamowej dominowali członkowie dawnego Związku Jaszczurczego. Rzadko występowały od tej reguły odstępstwa.
- Komendant Główny NSZ – ppłk Albin Walenty Rak ps. „Lesiński”.
- Szef sztabu KG NSZ – ppłk Tadeusz Danilewicz ps. „Kuba”, „Łoziński”
- Wydział I (Organizacyjny) – por. Władysław Pacholczyk ps. „Adam Linowski” (zamordowany przez Brygadę Świętokrzyską[60] 24 grudnia 1944).
- Wydział II (Wywiadowczy) – szefowie: kpt. N.N. ps. „Zawada” (do czerwca 1944), kpt. rez. Włodzimierz Marszewski ps. „Wacław Grabowski” (od 1 lipca 1944); I zastępca: mjr Jerzy Lewicki ps. „Edward Krauze” (do sierpnia 1944); II zastępca: N.N. ps. „Kazimierz Drzewiecki” (od 1 lipca 1944).
- Wydział III (Operacyjno-Wyszkoleniowy) – ppłk dypl. Ludwik Michalski ps. „Łodzia”, „Kajetan”.
- Wydział IV (Kwatermistrzowski) – brak danych o obsadzie personalnej.
- Wydział V (Łączności) – ppor./por. Tadeusz Domański ps. „Janusz Koziobrodzki”.
- Wydział VI (Oświatowo-Wychowawczy) – szef: por. Witold Borowski ps. „Wiktor Brzeziński” (zginął 2 czerwca 1945 r., w obławie urządzonej przez NKWD, po ucieczce z obozu koncentracyjnego w Rembertowie); zastępca: ppor./por. Jerzy Pilaciński ps. „Lech”.
- Biuro Informacji NSZ – N.N. ps. „Tarło” (do czerwca 1944), ppor./por. Jan Lilpop ps. „Jan Rawicz” (zginął w powstaniu warszawskim).
- Biuro Dokumentów – por. N.N. ps. „Michał Bończa”.
- Kierownictwo Akcji Specjalnej NSZ – kpt./mjr Andrzej Czajkowski ps. „Halicki”, „Jan Jung” (zamordowany przez Brygadę Świętokrzyską[60])
- Kierownictwo Wyszkolenia Wojskowego Pomocniczej Służby Kobiet – kpt. Stanisław Smoleński ps. „Augustyn Michalak” (od 10 lipca do sierpnia 1944).

W lutym 1945, w wyniku rozwiązania Armii Krajowej i połączenia NOW i NSZ-AK, powstała nowa podziemna formacja wojskowa o nazwie Narodowe Zjednoczenie Wojskowe. Proces jej tworzenia trwał od jesieni 1944 do jesieni 1945. Szereg jednostek terenowych NZW działał pod swoimi starymi nazwami, zależnie od siły poszczególnych organizacji w okresie wojny na danym terenie. Bardzo ciekawy jest meldunek N.N. ps. „Turski”, oficera wywiadu AK, z dnia 3 stycznia 1945 (tuż przed rozwiązaniem AK), dotyczący sił organizacji narodowych, które weszły w skład AK: Na podstawie poufnie otrzymanych informacji melduję, że NOW tworzy „fuzję” z NSZ pod nazwą NZW, co zdaniem nowego Kmdt. Sił Zbr. będzie stanowić ponad 50% AK. W połowie 1945 r. NZW liczyło ok. 30 tys. członków, w tym ok. 7 tys. w oddziałach partyzanckich. Na początku 1946 roku Komendzie Głównej NZW podporządkowały się resztki NSZ-ZJ z przywódcami: ppłk. Stanisławem Kasznicą i mjr. Lechem Neymanem, zaś jesienią tego roku do NZW przyłączył się rozbity przez Urząd Bezpieczeństwa okręg VII NSZ-ZJ z kpt. Henrykiem Flame na czele. W połowie 1945 r. część struktur byłej już wówczas Armii Krajowej została zorganizowana w Samodzielny Batalion Operacyjny NSZ „Zuch” pod dowództwem byłego żołnierza AK - mjr. Antoniego Żubryda ps. „Zuch”.

### Struktura organizacyjna i obsada personalna Dowództwa NSZ-ZJ[3]
Polityczne zwierzchnictwo nad NSZ-ZJ sprawowała Organizacja Polska, której korzenie sięgały roku 1934, kiedy to młodzi działacze narodowi, zafascynowani włoskim faszyzmem, niemieckim nazizmem oraz innymi pokrewnymi ruchami, dokonali rozłamu w Stronnictwie Narodowym, tworząc własną organizację – Obóz Narodowo-Radykalny, klasyfikowaną jako faszystowska. Organizacja Polska sprawowała tajne i faktyczne kierownictwo nad ONR. Po delegalizacji ONR i wewnętrznym rozłamie w tym ugrupowaniu, który nastąpił w 1935, OP przejęła kontrolę nad ONR „ABC” Po wrześniu 1939, OP włączyła się do konspiracji niepodległościowej, przekształcając ONR „ABC” w tzw. Grupę „Szańca” i tworząc własną organizację wojskową pod nazwą Związek Jaszczurczy, który w późniejszym czasie stał się jedną z dwóch głównych sił tworzących NSZ. To właśnie działania polityczne członków Organizacji Polskiej doprowadziły do rozbicia Narodowych Sił Zbrojnych. OP ponosi również odpowiedzialność za dokonanie licznych zbrodni bratobójczych, których kulisy nie są znane do dzisiaj.
- Komendant Główny NSZ (Dowódca NSZ) – mjr/płk NSZ Stanisław Nakoniecznikoff-Klukowski ps. „Kmicic I” (od 22 kwietnia do 24 lipca 1944), gen. bryg. w st. sp./gen. dyw. NSZ Tadeusz Jastrzębski ps. „Powała” (od 24 lipca do poł. października 1944), mjr/płk NSZ Stanisław Nakoniecznikoff-Klukowski ps. „Kmicic I” (ponownie mianowany 18 października 1944, tego samego dnia zamordowany przez Brygadę Świętokrzyską[60]), mjr rez./gen. bryg. NSZ Zygmunt Broniewski ps. „Bogucki” (od 20 października 1944 do pocz. sierpnia 1945), ppor. rez./ppłk NSZ Stanisław Kasznica ps. „Przepona” (od sierpnia 1945 do 15 lutego 1947).
- Szef sztabu KG NSZ – ppłk. dypl./płk NSZ Wacław Świeciński ps. „Tuwar” (od 6 do 15 maja 1944), mjr/ppłk NSZ Kazimierz Falewicz ps. „Suwalski” (od 1 czerwca do 24 lipca 1944), ppłk. dypl./płk NSZ Wacław Świeciński ps. „Tuwar” (od 24 lipca do wybuchu powstania warszawskiego), ppłk pil./płk NSZ Piotr Abakanowicz ps. „Barski” (od 18 października 1944 do sierpnia 1945).
- Wydział I (Organizacyjny) – ppor./mjr NSZ Wiktor Radziszewski ps. „Reński”, „Wiktor”, „Misiewicz Wiktor” (od kwietnia do lipca 1944), ppor. rez./kpt. NSZ Stanisław Kasznica ps. „Wąsowski Stanisław” (od lipca do września 1944), kpt./mjr NSZ Michał Pobocha ps. „Gazda”, „Michałowski”, „Bolesławski” (od kwietnia do października 1945).
- Wydział II (Wywiadowczy) – ppor./mjr NSZ Wiktor Gostomski ps. „Nałęcz”, „Hubert”, „Witold” (od maja 1944 do września 1944; zamordowany przez Brygadę Świętokrzyską[60]), ppor./kpt. NSZ Otmar Wawrzkowicz ps. „Oleś”, „Kornel”, „Kaczkowski” (agent Gestapo[60]; od września 1944 do stycznia 1945), N.N. ps. „Horyń” (lipiec 1945).
- Wydział III (Operacyjno-Wyszkoleniowy) – ppłk Tadeusz Boguszewski ps. „Niekonieczny Wacław” (do czerwca 1944), N.N. ps. „Leszczyński” (od 1 lipca 1944 do powstania warszawskiego).
- Wydział IV (Kwatermistrzowski) – brak danych o obsadzie personalnej.
- Wydział V (Łączności) – kpt. Andrzej Kuczborski ps. „Grochowski Wojciech” (od 1 lipca 1944 do powstania Warszawskiego, ppor./por. NSZ Tomasz Wolfram ps. „Grabowski Dominik” (od 20 grudnia 1944 do lipca 1945).
- Wydział VI (Służby Oświatowo-Wychowawczej) – kpt./mjr NSZ Jerzy Olgierd Iłłakowicz ps. „Zawisza Michał” (od 20 grudnia 1944 do stycznia 1945), kpt. Stanisław Kuchciński ps. „Orłowski Zdzisław” (lipiec 1945 – faktycznie nie objął funkcji, aresztowany przez MBP).
- Kierownictwo Akcji Specjalnej NSZ – kpt. Telesfor Piechocki ps. „Gustaw” (od października 1944 do stycznia 1945).
- Kierownik Referatu Politycznego – kpt./mjr NSZ Jerzy Olgierd Iłłakowicz ps. „Zawisza Michał” (od maja 1944 do stycznia 1945).

Rafał Sierchuła, członek Rady Historycznej przy Związku Żołnierzy NSZ i pracownik oddziału IPN w Poznaniu tak scharakteryzował program polityczny frakcji NSZ-ONR/ZJ: Niewątpliwie państwo zorganizowane według tych programów wykluczało jakąkolwiek, poza nacjonalistyczną, formę organizacji. Jedynie ludzie wywodzący się z Organizacji Polskiej (inne określenie Organizacji Wewnętrznej) mieliby prawo do sprawowania władzy i rządzenia. Oni decydowali o selekcji ludzi na wyższe stanowiska i tworzeniu z nich elitarnej hierarchii. W przyszłym państwie nie było mowy o uznawaniu jakiejkolwiek partii, stowarzyszenia czy organizacji społecznej. Nie zamierzano też tolerować rozwoju społecznego czy kulturalnego innych narodowości. (...) W programach jest wiele odniesień do religii i katolicyzmu, jednak trudno oprzeć się wrażeniu, że większość zawartych w nich postulatów jest nie do pogodzenia z nauką społeczną Kościoła katolickiego, nie wspominając już o etyce katolickiej. Czyżby więc Kościół miał być w tym wypadku jedynie wykorzystany politycznie, instrumentalnie do realizacji celów Organizacji Polskiej? Dodajmy do tego, że od tworzących NSZ i kierującej nią Organizacji Polskiej wymagany był cenzus czystości rasowej polskiej do czwartego pokolenia.
Na przełomie lat 1944/1945 również środowisko NSZ-ZJ zostało podzielone: większość działaczy przyłączyła się do Brygady Świętokrzyskiej i razem z wojskami niemieckimi uciekła z terenów Polski na Zachód; reszta pozostała w kraju, kontynuując walkę z komunistami. W późniejszym okresie resztki NSZ-ZJ podporządkowały się NZW lub zostały rozbite przez komunistów.

### Struktura organizacyjna i obsada personalna NSZ (przed rozłamem) w terenie[80]

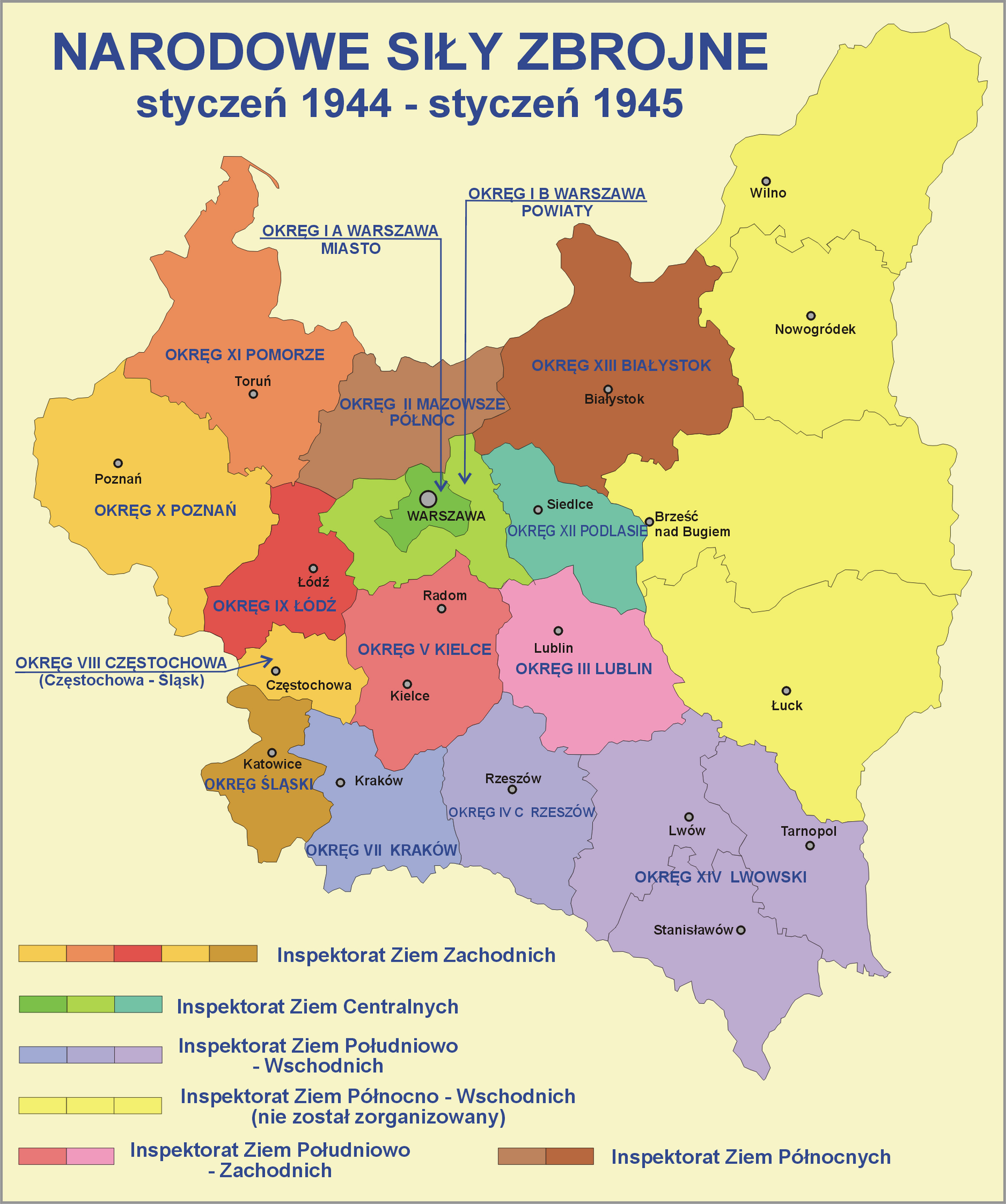
Struktury terenowe NSZ (przed rozłamem)

Na terenach przedwojennej Polski, Narodowe Siły Zbrojne zorganizowały początkowo 18 Okręgów Wojskowych, które podzielono na Podokręgi, Grupy Operacyjne - Inspektoraty, Powiaty Wojskowe (Dzielnice), Rejony i Placówki. Struktura terenowa NSZ obejmowała swoim zasięgiem także obszary położone poza granicami II Rzeczypospolitej, a mianowicie tereny Śląska Opolskiego, czechosłowackiej części Śląska Cieszyńskiego oraz południową część Prus Wschodnich. Poza strukturą czysto terytorialną, w ramach NSZ istniała także struktura typowo wojskowa – czyli podział na pułki, bataliony, kompanie, plutony, drużyny oraz sekcje. W planach operacyjnych Dowództwa NSZ, najwyższym szczeblem organizacyjnym struktury terenowej miał być Inspektorat Frontu, który ostatecznie nie został utworzony. Kolejnym szczeblem były Inspektoraty Obszarów, których ostatecznie utworzono sześć.
Inspektoraty NSZ:
- Inspektorat Ziem Zachodnich (Okręgi: VI Częstochowski, VIII Śląski, IX Łódzki, X Poznański, XI Pomorski) – płk rez. piech./gen. bryg. NSZ Stanisław Thiel ps. „Przemysław” (zmarł 9 października 1943 r.), mjr dypl./ppłk NSZ Edmund Ludwik Michalski ps. „Morawski”.
- Inspektorat Ziem Centralnych (Okręgi: I-A/I Warszawa-miasto, I-B/VI Warszawa-powiaty, XII Podlaski) – płk Witold Komierowski ps. „Wilkołak”.
- Inspektorat Ziem Północnych – mjr/ppłk NSZ Stanisław Nakoniecznikoff-Klukowski ps. „Kiliński” (od jesieni 1943).
- Inspektorat Ziem Południowo-Zachodnich (Okręgi: III Lubelski, V Kielecki, VIII Częstochowsko-Śląski) – kpt./mjr NSZ Antoni Szacki ps. „Dąbrowski” (do lutego 1944), kpt./mjr NSZ Mieczysław Michałowski ps. „Witold Mirski”.
- Inspektorat Ziem Południowo-Wschodnich (Okręgi: IV Rzeszowski, VII Krakowski, XIV/IV Lwowski) – N.N. ps. „Zahoszcza”.
- Inspektorat Ziem Północno-Wschodnich (Okręgi: XV/XIV Wołyński, XVI/XV Poleski, XVII/XVI Wileński) – N.N. ps. „Dębiński”.

Okręgi NSZ:
- Okręg I-A (w styczniu 1944 przemianowany na Okręg I) Warszawa-miasto – por. rez./mjr NSZ Mieczysław Osmólski vel Bogdan Biernacki ps. „Mieczysław”, „Mikołaj”, „Kozłowski” (od lata 1942 do kwietnia/maja 1944).
- Okręg I-B (w styczniu 1944 przemianowany na Okręg VI) Warszawa-powiaty – mjr/ppłk NSZ N.N. ps. „Bolesław Nowak” (do stycznia 1944), por. rez./mjr NSZ N.N. ps. „Zygmunt Wiesławski” (od stycznia do maja 1944).
- Okręg II Mazowsze Północne – mjr/płk NSZ Stanisław Nakoniecznikoff-Klukowski ps. „Kmicic”, „Zawisza”, „Kiliński”, „Gryf” (od września/października 1942 do kwietnia 1944).
- Okręg III Lubelski – kpt./mjr NSZ Michał Kłosowski ps. „Rola”, „Stanisław Michałowicz” (od kwietnia 1943), mjr rez./gen. bryg. NSZ Zygmunt Broniewski ps. „Bogucki”, „St. Bogucki” (do czerwca 1944).
- Okręg IV Rzeszowski (zlikwidowany w styczniu 1944; jego powiaty w ogólnej liczbie 17 podzielono wówczas między Okręg VII Krakowski oraz Okręg XIV Lwowski) – por./rtm. NSZ N.N. ps. „Florian”, „Chwalibóg”, „Turkus” (od poł. grudnia 1942 r. do poł. lutego 1943 r.), kpt./ mjr NSZ Józef Baran ps. „Lucjan” (od poł. lutego 1943 r.).
- Okręg V Kielecki – mjr/ppłk NSZ N.N. ps. „Olgierd Mirski”, „Kordian” (od lata 1942).
- Okręg VI Częstochowski (w styczniu 1944 połączony z Okręgiem VIII Śląskim w Okręg VIII Częstochowsko-Śląski) – mjr Stanisław Nowak ps. „Zygmunt” (do 15 grudnia 1943), kpt./mjr NSZ Leon Janik ps. „Janosik” (od grudnia 1943 do 15 lutego 1944), mjr/ppłk NSZ N.N. ps. „Jan Lech” (od lutego 1944 do 1 kwietnia 1944 r.), mjr Bolesław Karczewski ps. „Karski” (do września 1944).
- Okręg VII Krakowski – kpt./mjr NSZ Piotr Mierosław ps. „Geograf” (do sierpnia 1943), por./kpt. NSZ Julian Sędek ps. „Juliusz Mickiewicz”.
- Okręg VIII Śląski (w styczniu 1944 połączony z Okręgiem VI Częstochowskim w Okręg VIII Częstochowo-Śląski) – brak danych o strukturze i obsadzie personalnej Okręgu VIII do stycznia 1944 r.
- Okręg IX Łódzki – strz. z cenzusem/ppor. NSZ Ewaryst Zwierzewicz ps. „Bogumił Bogucki” (od września 1942 do marca 1943; aresztowany i zesłany do KL Stutthof).
- Okręg X Poznański – por. rez./kpt. NSZ Władysław Rutkowski ps. „Włodzimierz” (od 1942 do jesieni 1943), ppłk w st. sp./płk NSZ Edmund Effert ps. „Stefan Winiarski” (do 7 listopada 1943; aresztowany).
- Okręg XI Pomorski por./kpt. NSZ Majewski ps. „Brodnicz”.
- Okręg XII Podlaski – mjr/ppłk NSZ Stanisław Miodoński ps. „Sokół”.
- Okręg XIII Białostocki – mjr/płk NSZ Stanisław Nakoniecznikoff-Klukowski ps. „Kmicic”, „Zawisza”, „Kiliński”, „Gryf” (od września/października 1942 do kwietnia 1944)
- Okręg XIV (w styczniu 1944 przemianowany na Okręg IV) Lwowski (w kwietniu 1943 większość Okręgu podporządkowała się operacyjnie lokalnym strukturom ZWZ-AK) – Adolf Bańka ps. „Tatrzański”, „Ryszard Brzostowski” (zamordowany 15 kwietnia 1943), mjr/ppłk NSZ Adam Niedzielski ps. „Zbigniew Zbrowski”.
- Okręg XV (w styczniu 1944 przemianowany na Okręg XIV) Wołyński – brak danych o obsadzie personalnej okręgu.
- Okręg XVI (w styczniu 1944 przemianowany na Okręg XV) Poleski – brak danych o obsadzie personalnej okręgu.
- Okręg XVII (w styczniu 1944 przemianowany na Okręg XVI) Wileński – jedynym znanym faktem z działalności Komendy Okręgu jest fakt, iż do Centralnej Służby Wywiadowczej docierały meldunki wywiadowcze, pochodzące od oficera informacji Okręgu Wileńskiego.

### Struktura organizacyjna i obsada personalna NSZ-AK w terenie[47]
Po rozłamie w Dowództwie NSZ również w terenie powstały dwie odrębne organizacje, które używały tej samej nazwy. Pomimo bardzo trudnej i niejasnej sytuacji spowodowanej działaniami strony rozłamowej, w miarę upływu czasu proces scaleniowy obejmował coraz większą część struktur NSZ. Najszybciej, bo już w kwietniu 1944, umowie scaleniowej podporządkował się okręg Okręg IX Pomorski. Pozostałe okręgi uczyniły to w okresie od maja do października 1944. Poza scaleniem pozostał jedynie Okręg VII Krakowski, który był jednak zdecydowanie najsłabszy, liczył bowiem zaledwie ok. 1500 żołnierzy. Ponadto w kilku okręgach równolegle funkcjonowały Komendy Okręgowe obu odłamów NSZ. Taka sytuacja miała miejsce w okręgach: I Warszawa-miasto, V Kieleckim, VI Warszawa-powiaty i VIII Częstochowskim. Z wymienionych wyżej okręgów tylko w Okręgu I Warszawa-miasto rozłamowcy uzyskali przewagę. Wybuch powstania warszawskiego spowodował jednak, że również i te siły zostały scalone z Armią Krajową, bowiem oba odłamy NSZ uznały zwierzchnictwo płk. Spirydiona Koiszewskiego „Topora”, komendanta Okręgu I Warszawa-Miasto NSZ-AK.
Podpisanie umowy scaleniowej NSZ z Armią Krajową pociągnęło za sobą również zmiany w strukturze organizacyjnej formacji. Tereny znajdujące się pod okupacją niemiecką podzielono na dwa obszary: Wschodni i Zachodni. Ponadto jesienią 1944 r na terenach Lubelszczyzny i Podlasia utworzono Komendę Ziem Wschodnich (KZW), której podlegać miały okręgi znajdujące się pod okupacją sowiecką. Działała ona w zasadzie bez kontaktu organizacyjnego z Komendą Główną NSZ-AK. Jej głównym założeniem było skupienie całego podziemia narodowego na ziemiach zajętych przez Armię Czerwoną pod swoim dowództwem. Wiadomo, że KZW miała łączność z Okręgiem IV Lwowskim, częściowo scalonym z AK jeszcze w maju 1943 i prowadzącym działalność aż do połowy 1945. W lipcu 1945 KZW została rozwiązana, a jej aktywa przekazano nowo powstałemu Narodowemu Zjednoczeniu Wojskowemu.
Obszary (Inspektoraty) NSZ:
- Obszar Wschód (Okręgi: I Warszawa–miasto, II Mazowsze Północne, III Lubelski, V Kielecki i VI Warszawa–powiaty) – N.N. ps. „Stefański”.
- Obszar Zachód (Okręgi: VIII Częstochowsko-Śląski, IX Łódzki, X Poznański, XI Pomorski i XV Radomski) – ppłk Zygmunt Reliszko ps. „Kołodziejski”.
- Komenda Ziem Wschodnich (Okręgi: IV Lwowski, XII Podlaski i XIII Białostocki) – ppłk N.N. ps. „Tur”, mjr Michał Kłosowski ps. „Ziemowit”, ppłk Tadeusz Zieliński ps. „Wujek”.

Okręgi NSZ:
- Okręg I Warszawa–miasto (scalony z AK w lipcu 1944) – kpt./mjr Lucjan Markiewicz ps. „Zdzisław Grzymała” (lipiec 1944), płk Spirydion Koiszewski ps. „Stanisław Topór” (od 20 lipca do 2 października 1944).
- Okręg II Mazowsze Północne (scalony z AK w lipcu 1944) – mjr/ppłk Józef Żbikowski ps. „Grzymała”, „Babinicz”.
- Okręg III Lubelski (scalony z AK w czerwcu 1944) – ppłk dypl. N.N. ps. „Tur”.
- Okręg IV Lwowski (w maju 1943 większość Okręgu podporządkowała się operacyjnie lokalnym strukturom ZWZ-AK) – ppłk Adam Niedzielski ps. „Zbrowski” (do lipca 1944).
- Okręg V Kielecki (scalony z AK w czerwcu 1944) – N.N. ps. „Julian Kwiatkowski” (najprawdopodobniej nie zdołał objąć funkcji), mjr/ppłk Roman Piechowski ps. „Roman Rogiński”.
- Okręg VI Warszawa–powiaty (scalony z AK w czerwcu 1944) – płk Witold Komierowski ps. „Sulima” (do 2 października 1944).
- Okręg VIII Częstochowsko-Śląski (scalony z AK w lipcu-sierpniu 1944) – mjr Jan Poray-Wybranowski ps. „Radosz” (do grudnia 1944), Stanisław Dowbór ps. „Roch Kowalski”, „T. Zapolski”.
- Okręg IX Łódzki (scalony z AK w maju 1944) – N.N. ps. „Andrzej Burza”.
- Okręg X Poznański (scalony z AK w maju 1944) – płk N.N. ps. „Stefan Winiarski” (do grudnia 1944), mjr Jan Poray-Wybranowski ps. „Radosz”, „Jan Radosz” (od grudnia 1944)
- Okręg XI Pomorski (scalony z AK w kwietniu 1944) – kpt. Majewski, ps. „Brodnicz”.
- Okręg XII Podlaski (scalony z AK w czerwcu-lipcu 1944) – kpt./mjr Szczepan Piszczek ps. "Tomasz" (do września 1944), N.N. ps. „Baca”, N.N. ps. „Orwicz”, mjr Józef Rychlewski ps. „Ignacy Świt” (p.o. do lipca 1945).
- Okręg XIII Białostocki – od lipca 1944 tereny Okręgu podzielone były linią frontu na dwie części. Na terenie okupacji niemieckiej od maja 1944 istniała Komenda Okręgu NSZ-AK, powołana przez Komendanta Głównego ppłk. Albina Raka „Lesińskiego”. Na terenie okupacji sowieckiej powstała Komenda Okręgu, która działała bez styczności z Komendą Główną NSZ-AK. Obie Komendy Okręgu XII uznawały umowę scaleniową NSZ z AK.
  - komenda NSZ działająca na terenach okupacji niemieckiej – mjr/ppłk Wacław Nestorowicz ps. „Kalina”.
  - komenda NSZ działająca na terenach okupacji sowieckiej – p.o. kpt. Konstanty Zgliczyński ps. „Janusz Dłużyc” (od lipca do sierpnia 1944), kpt. Roman Jastrzębski ps. „Mścisławski” (do listopada 1944; aresztowany przez NKWD), por./kpt. Stanisław Kuchciński ps. „Orłowski”.
- Okręg XV Radomski – mjr/ppłk Mieczysław Michałowski ps. „Witold”, „Mirski Witold” (do 8 grudnia 1944; aresztowany przez Niemców), rtm. Stefan Figurski ps. „Zenon”.

### Struktura organizacyjna i obsada personalna NSZ-ZJ w terenie[40]
W lipcu 1944, w NSZ-ZJ powstała koncepcja podziału okupowanego terytorium Polski na NSZ-Zachód (tereny okupacji niemieckiej) i NSZ-Wschód (tereny okupacji sowieckiej). Oba Obszary (Inspektoraty) formalnie powołał do życia ówczesny Komendant Główny NSZ-ZJ gen. Tadeusz Jastrzębski ps. „Powała”. W skład Inspektoratu Zachód weszły Okręgi: V Kielecki, VII Krakowski i VIII Częstochowski, natomiast w skład Inspektoratu Wschód Okręgi: III Lubelski, XII Podlaski i XIII Białostocki. Okręg III Lubelski w całości uznał jednak zwierzchnictwo ppłk. Albina Raka „Lesińskiego”, opowiadając się po stronie scalenia z Armią Krajową. Ponadto oprócz Okręgu VII Krakowskiego, we wszystkich pozostałych okręgach pozostających w zasięgu wpływów NSZ-ZJ istniały komendy NSZ-AK, znacznie silniejsze od tych, które uznawały zwierzchnictwo NSZ-ZJ.
Obszary NSZ:
- Obszar Zachód (Okręgi: V Kielecki, VI Warszawa-powiaty, VII Krakowski i VIII Częstochowski) – mjr rez./płk NSZ Zygmunt Broniewski ps. „Bogucki” (od sierpnia do 20 października 1944 r.)
- Obszar Wschód (Okręgi: XII Podlaski i XIII Białostocki) – płk dypl. Wacław Świeciński ps. „Tuwar”.

Okręgi NSZ:
- Okręg I Warszawa-miasto (istniał do wybuchu powstania warszawskiego) - por. rez./mjr NSZ Mieczysław Osmólski ps. „Kozłowski” (od kwietnia/maja 1944 do 1 sierpnia 1944)
- Okręg V Kielecki - mjr/ppłk NSZ N.N. ps. „Kordian” (od czerwca 1944 do marca 1945), por./kpt. NSZ Mirosław Ostromęcki ps. „Mirski Kazimierz” (od 1 kwietnia 1945; faktycznie nie objął tej funkcji).
- Okręg VI Warszawa-powiaty - ppłk pil./płk NSZ Piotr Abakanowicz ps. „Grey Antoni” (od 1 czerwca 1944 do wybuchu powstania warszawskiego), kpt. NSZ (tytularny) N.N. (być może por. NSZ Wiktor Roman Skiba) ps. „Wolański Jacek” (od września do października 1944), kpt./mjr NSZ Michał Pobocha ps. „Michałowski Michał” (od listopada 1944 do marca 1945).
- Okręg VII Krakowski - N.N. ps. „Smok Józef” (lipiec 1944), kpt. Lech Neyman ps. „Butrym”, „Domarat” (od 5 września 1944 do 31 marca 1945).
- Okręg VIII Częstochowski (zlikwidowany ostatecznie 5 lipca 1945 i terytorialnie włączony do Okręgu VI Łódzkiego) - kpt./mjr NSZ Stanisław Kasznica ps. „Wąsowski Stanisław” (od września 1944 do marca 1945).
- Okręg XII Podlaski - mjr/ppłk NSZ Stanisław Miodoński ps. „Sokół” (od czerwca do sierpnia 1945).
- Okręg XIII Białostocki - por./kpt. NSZ Stanisław Kuchciński ps. „Orłowski” (do czerwca 1945), N.N. ps. „Zieliński Antoni” (nie objął powierzonej mu funkcji).

1 kwietnia 1945, kiedy cały obszar Polski był już zajęty przez wojska sowieckie, KG NSZ-ZJ przeprowadziła znaczną reorganizację struktury organizacyjnej. Poszczególne Okręgi otrzymały nową numerację i podzielone zostały na trzy Obszary (Inspektoraty): Zachód, Wschód i Południe.
Obszary NSZ:
- Obszar Wschód (Okręgi: III Warszawa-powiaty, IX Północno-Mazowiecki, X Białostocki, XII Siedlecki i XIV Lubelski) – kpt. NSZ Mirosław Ostromęcki ps. „Mirski” (do października 1945).
- Obszar Zachód (Okręgi: I Pomorski i II Poznański) – ppor./ppłk NSZ Stanisław Kasznica (od 1 kwietnia do sierpnia 1945).
- Obszar Południe (Okręgi: VI Kielecki, VII Śląski, VIII Krakowski i Rejon VIIIa Rzeszowski) – ppłk dypl. Jan Kamieński ps. „Klimaszewski” (od kwietnia do sierpnia 1945), ppłk pil./płk NSZ Piotr Abakanowicz (od sierpnia do października 1945).

Okręgi NSZ:
- Okręg I Pomorski – kpt. NSZ Lech Neyman ps. „Domarat Lech” (od kwietnia 1945 r. – nie objął stanowiska), kpt./mjr NSZ Edward Kemnitz ps. „Szczeciński” (od kwietnia do lipca 1945).
- Okręg II Poznański (zlikwidowany 5 lipca 1945) – ppor. rez./mjr NSZ Stanisław Kasznica ps. „Wąsowski Stanisław” (p.o. do sierpnia 1945).
- Okręg III Warszawa-powiaty – kpt. NSZ N.N. ps. „Jacek” (być może por. Wiktor Roman Skiba ps. „Wolański Jacek”) (od września do października 1944), kpt./mjr NSZ Michał Pobocha ps. „Michałowski”, „Bolesławski” (od października 1944 r. do marca 1945 r.), por./kpt. NSZ Władysław Drybs ps. „Suma Władysław” (od kwietnia do lipca 1945 r.), por./kpt. NSZ Stefan Jaszczurowicz ps. „Jasiński Stefan” (od lipca do października 1945).
- Okręg IV Łódzki (od 5 lipca 1945 włączono do niego zlikwidowany Okręg V Częstochowski) – mjr Bolesław Woźniak ps. „Gronowski” (p.o. od lipca 1945).
- Okręg V Częstochowski (zlikwidowany 5 lipca 1945) – ppor. rez./ppłk NSZ Stanisław Kasznica ps. „Wąsowski Stanisław” (od września 1944 r. do marca 1945), mjr Leon Janik ps. „Janosik” (od 1 kwietnia do 7 czerwca 1945).
- Okręg VI Kielecki – mjr/ppłk NSZ N.N. ps. „Kordian” (do marca 1945), por./kpt. NSZ Mirosław Ostromęcki ps. „Mirski Kazimierz” (p.o. od 1 kwietnia 1945; faktycznie nie objął tej funkcji).
- Okręg VII Śląski (do września 1945) – por./kpt. NSZ Stanisław Salski ps. „Sokołowski Stanisław”, „Szczęśniewicz” (do lipca 1945), kpt./mjr NSZ N.N. ps. „Łamigłowa” (od lipca do września 1945).
- Okręg Dolnośląski (od września 1945) – ppłk Stanisław Miodoński ps. „Sokół” (do października 1945).
- Okręg Górnośląski (od września 1945) – mjr N.N. ps. „Górny”, „Łamigłowa".
- Okręg VIII Krakowski – N.N. „Smok Józef” (lipiec 1944), ppor. rez./kpt. NSZ Lech Neyman ps. „Butrym”, „Domarat” (od września 1944 r. do marca 1945 r.), ppor./por. NSZ Dobrogost (Gustaw) Potworowski „Zygmunt Zych” (od kwietnia do lipca 1945 r.), kpt. Stanisław Salski ps. „Smuszowicz” (bardzo krótko w lipcu 1945).
- Rejon VIIIa (samodzielny) Rzeszowski (nie został zorganizowany).
- Okręg IX Północno-Mazowiecki (nie został zorganizowany).
- Okręg X Białostocki – por./kpt. NSZ Stanisław Kuchciński ps. „Orłowski” (p.o. do czerwca 1945), N.N. ps. „Zieliński Antoni” (nie objął stanowiska).
- Okręg XII Siedlecki – ppłk NSZ Stanisław Miodoński ps. „Sokół” (od czerwca do sierpnia 1945).
- Okręg XIV Lubelski – kpt./mjr NSZ Wacław Piotrowski ps. „Cichy”, „Cis” (od lipca 1945).

## Nadawanie odznaczeń państwowych
Od 6 czerwca 1944 komendanci Okręgów NSZ mieli prawo przedstawiania wniosków o nadanie takich odznaczeń jak: Order Virtuti Militari, Krzyż Walecznych, Krzyż Zasługi (srebrny i brązowy), Krzyż Zasługi za Dzielność. Odznaczenia państwowe nadane w NSZ przed scaleniem z AK (1 marca 1944) miały zostać zweryfikowane przez powołaną w tym celu komisję i zatwierdzone przez dowódcę AK, co dotyczyło również NOW.

## Czasopisma wydawane przez NSZ
- „Szaniec” – główny organ prasowy Grupy „Szańca” (konspiracyjnej grupy byłych działaczy przedwojennego Obozu Narodowo-Radykalnego „ABC”, skupionych wokół tego tygodnika) i jej zbrojnego ramienia – Organizacji Wojskowej „Związek Jaszczurczy”, a potem oenerowskiego odłamu NSZ
- „Biuletyn Centralny” – główny organ prasowy NSZ przeznaczony dla kierownictwa organizacji, wychodziło w Warszawie od marca 1943 r. do końca lipca 1944 r.
- „Polska Informacja Prasowa” – tygodnik powielany, liczący przeciętnie 30 stron formatu A4, wewnętrzny biuletyn tajnej Organizacji Wewnętrznej, wydawany od 1940 r. w Warszawie, w 1944 r. nakład liczył 400 egz., docierał tylko do członków OP i Służby Cywilnej Narodu
- „Propaganda Centralna” (potem P.C.) – dwutygodnik powielany o objętości do 30 stron formatu A4, pismo wewnętrzne, nakład ok. 80 tys. egzemplarzy, ukazywało się od 1942 r.
- „Naród i Wojsko” – red. Lech Neyman ps. „Domarat”
- „Narodowe Siły Zbrojne” – wydawane od 1943 r.
- „Pochodnia” – wydawana od grudnia 1939 r. w Łodzi, od 1940 r. zmieniła tytuł na „Na zachodnim szańcu”, nakład doszedł do 3 tys. egz.
- „Lux Mundi” – jedyne w konspiracji pismo przeznaczone dla kapelanów partyzanckich, red. ks. kpt. NSZ Michał Poradowski ps. „Benedykt”
- „Chrobry Szlak” – wychodziło w Kielcach
- „Szczerbiec” – wychodziło m.in. w Opatowie
- „Aktualne wiadomości z Polski i ze świata” – wychodziło w Wołominie

## Działania zbrojne

### Oddziały partyzanckie
Pion wojskowy NSZ dzielił się na: Oddziały Akcji Specjalnej (AS), Oddziały Dyspozycyjne (OD), Oddziały Partyzanckie (OP) oraz Oddziały Pogotowia Akcji Specjalnej (PAS). Pierwsze oddziały AS zaczęły powstawać już w październiku 1942 r., kiedy komendant główny NSZ, płk I. Oziewicz, wydał rozkaz uruchomienia Akcji Specjalnej nr 1. Na jego mocy miano likwidować „bandy wywrotowe i przestępcze”, a walkę z hitlerowskimi ekspedycjami karnymi podejmować tylko „w przypadku rażącej niesłuszności okupanta” oraz zdobywać środki materialne poprzez napady na okupacyjne urzędy skarbowe, poczty itp. W dokumencie miały się też znajdować wytyczne do likwidacji członków „wrogich nam formacji mniejszościowych”, słowa te jednak w oryginalnym rozkazie nie występują i zostały dopisane, przez niektórych historyków okresu PRL, którzy dokonali falsyfikacji rozkazu płk. I. Oziewicza. W innych rozkazach NSZ występuje z kolei wzmianka o konieczności zwalczania „formacji innych narodowości, wciągniętych pod wpływy niemieckie (...)”, dotyczących grup zbrojnych współpracujących z okupantem niemieckim przeciwko państwu polskiemu i jej obywatelom. Wkrótce potem został wydany rozkaz dotyczący Akcji Specjalnej nr 2, która miała udzielać pomocy wypędzonej przez Niemców ludności z Zamojszczyzny (Zamojszczyzna (1942-1943)). Najwięcej oddziałów partyzanckich NSZ powstało w Okręgach: V Kieleckim (por. „Morskiego”, por. „Bema”, por. „Groźnego” i inne) oraz III Lubelskim (por. „Grota”, por. Henryka Figuro-Podhorskiego ps. „Step”, ppor. Leona Cybulskiego ps. „Znicz”, por. Wacława Piotrowskiego ps. „Cichy” i inne).
Wśród przykładowych działań zbrojnych przeciw Niemcom można wymienić:
- 26 sierpnia 1943 – likwidacja przez oddział "Tarzana" generała Kurta Rennera wraz z dwoma oficerami sztabowymi i pięcioma żołnierzami ochrony. Kurt Renner był najwyższym rangą oficerem niemieckim zabitym przez polskie podziemie[82].
- 12 marca 1944 – uwolnienie sztabowców z XII Okręgu NSZ przetrzymywanych w więzieniu w Siedlcach[83],
- 9 maja 1944 – uwolnienie więźniów z aresztu magistrackiego w Łukowie[84],
- 4 lipca 1944 – zastrzelenie w przypadkowej strzelaninie komisarza miasta Siedlce, członka SS, Alberta Fabischa[84],
- pod koniec 1942 – pod Suchedniowem w Kieleckiem – wysadzenie w powietrze niemieckiego pociągu przewożącego rudę pirytową[potrzebny przypis],
- w połowie stycznia 1943 – uderzenie na niemiecki magazyn broni w Kielcach, w wyniku którego zdobyto kilkanaście ckm-ów i ok. 16 tys. sztuk amunicji[potrzebny przypis],
- w marcu 1943 – rozbicie niemieckiego więzienia oraz posterunku żandarmerii wojskowej w Kraśniku przez pierwszy partyzancki oddział NSZ, zwany „Aleksandrówką"[potrzebny przypis],
- 20 kwietnia 1943 – uderzenie na Bank Emisyjny w Częstochowie.[85]
- w połowie sierpnia 1943 – uderzenie „Aleksandrówki” na bank w Janowie Lubelskim[potrzebny przypis],
- na początku września 1943 – bitwa pod Ujściem z niemiecką kompanią żandarmerii wojskowej, która pozwoliła oddziałowi AK w tym czasie rozbić więzienie w Biłgoraj[potrzebny przypis],
- pod koniec 1943 – uderzenie oddziału „Stepa” na kolonię niemiecką w Marianowie, dzięki któremu zdobyto dużo broni i amunicji[potrzebny przypis],
- w kwietniu 1944 – zwycięska walka z Niemcami oddziałów „Stepa” i „Dymszy” pod Michałowicami w Opatowskiem[potrzebny przypis],
- w połowie 1944 – uderzenie oddziału „Stepa” na magazyn wojskowy we Włoszczowie oraz rozbicie niemieckiej kompanii piechoty[potrzebny przypis],
- 26 lipca 1944 – uderzenie na Niemców 204 pp NSZ pod Lubczą w celu pomocy oddziałowi AK; zdobyto broń i samochody ciężarowe[potrzebny przypis],
- 26 lipca 1944 – zwycięska bitwa z oddziałem SS pod Olesznem oddziału „Żbika” i oddziału AK Mieczysława Tarchalskiego ps. „Marcin”[86]
- 20 września 1944 całodzienna bitwa Brygady Świętokrzyskiej z siłami niemieckiej akcji przeciwpartyzanckiej skierowanej głównie przeciwko 2DP AK. Pod Cacowem w Kieleckim 202 pp zaatakował i rozbił 400 osobowy oddział lotników, a następnie wraz z 204 pp załamał natarcie żandarmerii[87].
- 5 maja 1945 – wyzwolenie kobiecego obozu koncentracyjnego w Holiszowie (Czechy).

Krystyna Kersten podała, że w działaniach partyzanckich NSZ skupiało się niemal wyłącznie walce z GL-AL, a walka z Niemcami była odkładana na dalszy plan.

### Walki z Gwardią i Armią Ludową oraz partyzantką radziecką
Marek Jan Chodakiewicz podał, że: Od chwili swojego powstania oddziały leśne AS NSZ koncentrowały się przede wszystkim na akcjach antykomunistycznych i antybandyckich, które często się na siebie nakładały. Zaiste wydaje się, że Narodowe Siły Zbrojne traktowały wszystkie oddziały prosowieckie jako bandyckie. Od lipca 1943 r. NSZ nasiliły zwalczanie podziemia komunistycznego (choć były też przypadki przyjmowania w swoje szeregi komunistów np. radzieckich jeńców). Walkę z Gwardią Ludową traktowano jako zadanie nadrzędne, ważniejsze niż walka z Niemcami. Pismo NSZ „Szaniec” stwierdzało 4 VIII 1943 r. – Czas ocknąć się i przystąpić do systematycznej likwidacji ośrodków dyspozycji komuny i dopiero na oczyszczonym w ten sposób terenie podjąć planowaną walkę z okupantem niemieckim. Wspólna praca szczerze polskich organizacji wojskowych i cywilnych z pewnością umożliwi nam wyrwanie chwastów bolszewickich i oczyszczenie terenu. PPR, Gwardia Ludowa i różni „czerwoni partyzanci” muszą zniknąć z powierzchni polskiej ziemi.
Pierwszy przypadek likwidacji oddziału Gwardii Ludowej miał miejsce 22 lipca 1943 na Kielecczyźnie i dotyczył złożonego głównie z Żydów oddziału GL im. Ludwika Waryńskiego znanego pod nazwą „Lwy”, od pseudonimu jego dowódcy Izraela Ajzenmana. Grupa ta była odpowiedzialna za napad na miasteczko Drzewica, rabunek i zamordowanie niewinnych cywili oraz członków NSZ (22 stycznia 1943). NSZ poinformowała o masakrze członków GL Gestapo.
W czasie akcji oddziału Akcji Specjalnej NSZ „Sosna” pojmano i z wyroku sądu polowego rozstrzelano w pobliskim lesie siedmiu spośród gwardzistów. Dowódcą oddziału „Sosna” był Hubert Jura, który niedługo później nawiązał, w celu walki z ugrupowaniami komunistycznymi, kontakty z szefem radomskiego Gestapo Hauptsturmführerem SS Paulem Fuschem. Założył też organizację Toma – grupę wywiadowczą kolaborującą z Niemcami, za co w lecie 1944, wyrokiem Komendy Głównej NSZ, został skazany na karę śmierci i ścigany przez NSZ oraz AK. Po sformowaniu Brygady Świętokrzyskiej (niepodlegającej wówczas komendzie głównej NSZ, a jedynie odłamowi NSZ-ZJ), pełnił w niej funkcję oficera do zadań specjalnych. Także według raportów Armii Krajowej, NSZ miało donosić na oddziały partyzanckie GL-AL funkcjonariuszom Gestapo.
Drugie, najbardziej znane wydarzenie, miało miejsce 9 sierpnia 1943 koło wsi Borów na Lubelszczyźnie. Oddział Narodowych Sił Zbrojnych pod dowództwem Leonarda Zub-Zdanowicza pojmał i rozstrzelał 26-28 żołnierzy Gwardii Ludowej i trzech chłopów. Przedtem oddziały spotykały się, a do pojmania żołnierzy GL doszło w czasie jednego ze spotkań. Według Piotra Gontarczyka, oddział NSZ „rozbił grupę komunistyczną składającą się ze zbitek kilku oddziałów rabunkowych i partyzanckich, ludzi doskonale znanych w terenie. Znaleziono przy nich furę ze zrabowanym mieniem. Zanim ich rozstrzelano, z lokalnych placówek AK ściągnięto ludzi, którzy rozpoznali ich jako zwykłych przestępców i morderców znanych w okolicy. Zostali rozstrzelani za bandytyzm”. Według meldunku dowódcy Armii Krajowej Tadeusza „Bora” Komorowskiego: Zostało ustalone, że wymordowania 26 ludzi oddziałów partyzanckiego Armii Ludowej dokonali dowódcy z oddziałów Narodowych Sił Zbrojnych, wybijając upojonych alkoholem na przyjęciu. „Bór” dodał, że Armia Krajowa nie ma nic wspólnego ze zbrodnią. O mordzie pod Borowem donosił organ prasowy NSZ: W ramach ogólnej akcji przeciwko bolszewickim oddziałom partyzanckim działających jako drugi okupant na polskiej ziemi oddziały leśne NSZ rozbiły i zniszczyły doszczętnie koło m. Borów w woj. lubelskim oddział bolszewicko-komunistyczny. Na polu walki padło 2 zabitych bolszewików. W istocie wśród 26-28 zamordowanych byli polscy chłopi, jeden zbiegły z niewoli niemieckiej Rosjanin oraz jeden zbiegły z getta Żyd. Nie było też "pola walki" gdyż NSZ-owcy podali się za oddział AK i rozbroili oddział.
Odpowiedzią na wcześniejsze mordy działaczy lewicowych było „oświadczenie PPR w sprawie mordów politycznych i rozpalania wojny domowej” datowane na wrzesień 1943 r.: Z rąk plugawych zdrajców padło już szereg bojowników, ofiarnie walczących o niepodległość Polski, spośród zwolenników PPR, Gwardii Ludowej, Stronnictwa Ludowego, Batalionów Chłopskich, socjalistów i innych ugrupowań demokratycznych. Wypadki takie miały miejsce ostatnio w powiatach: siedleckim, janowskim, puławskim i kieleckim, w Mogielnicy i w Warszawie. (...) Grunt ideologiczny dla tej plugawej akcji kainowej przygotowują niektóre grupy i pisma podziemne, usiłujące odwracać uwagę społeczeństwa od walki z okupacją hitlerowską w stronę zagrażającego dziś jakoby wewnętrznego <<niebezpieczeństwa komunistycznego>>. Są to znane grupy reakcyjne, które przejmuje paniczny strach wobec wszelkiej myśli o demokratycznym układzie stosunków politycznych i społecznych w wyzwolonej Polsce. (...) Tym większą troską napawać musi dotychczasowy brak mocnego i zdecydowanego potępienia ze strony szeregu ugrupowań politycznych i pism dokonujących się mordów politycznych.
30 listopada 1943 r. NSZ-owcy, podszywając się pod przedstawicieli BCh, zwabili na rozmowy sekretarza Komitetu Obwodowego PPR, kielecko-radomskiego, i zabili go. Wraz z nim zabili dwóch towarzyszących mu członków GLR.
W tym okresie przeprowadzono także kilka innych akcji przeciwko GL, zwłaszcza w Okręgu Kieleckim (oddziały AS „Sosna” przemianowane na „Las 1” i „Las 2” – od grudnia 1943 do lutego 1944). 7 grudnia 1943 r. oddział dowodzony przez Henryka Figuro-Podhorskiego napadł na wieś Grabówka i zabił tam 4 żołnierzy GL i 4 chłopów, z których tylko jeden współpracował z GL.
25 grudnia 1943 r. NSZ, przy wsparciu miejscowego gospodarza, wyłapało trzech GL-owców i rozstrzelało ich. Mężczyźni nie stanowili zagrożenia i przebywali akurat w rodzinnych domach ze względu na Boże Narodzenie. Wszyscy należeli do oddziału im. Bema.
Na skutek sprzeciwów TNRP, prowadzącej wówczas ostateczne rozmowy scaleniowe z AK, działania przeciwko partyzantce komunistycznej ograniczono na pewien czas i zostały wznowione dopiero latem 1944 r. przez niescaloną cześć NSZ.
2 stycznia 1944 r. Komendant Główny Armii Krajowej wydał rozkaz nr 126, zapowiadający wsparcie Armii Czerwonej w walce z Niemcami w miarę naszych sił i interesów państwowych. Odmienne było stanowisko komendanta Narodowych Sił Zbrojnych, który w rozkazie nr 3 z 15 stycznia 1944 stwierdził, że Armia Czerwona musi być traktowana jako wojsko wrogie, a dążenie do normalizacji stosunków z rządem ZSRR ani ewentualne osiągnięcie porozumienia nie może powstrzymać bezwzględnej walki z komunizmem i rozkładową akcją agentur bolszewickich na ziemiach polskich.
19 stycznia 1944 we wsi Pardołów (powiat konecki) NSZ-owcy zabili 10 lub 11 domniemanych członków PPR-AL.
W rejonie radomskim w 1944 r. oddział NSZ podszywający się pod AK miał atakować oddziały Armii Ludowej. W odpowiedzi na ataki żołnierze podziemia komunistycznego pojmali 10 zakładników działaczy AK, autor meldunku AK informuje o tym, że komuniści zastrzelili jednego z zakładników, jednak po zdemaskowaniu oddziału NSZ uwolnili wszystkich AK-owców.
W lutym 1944 r. oddział NSZ „Las 1” przystąpił do akcji we wsiach" Władysławów, Sieczka Niewierzyn, Kraawęczyn, Janikowice i Aleksandrów. Bito tam i rabowano miejscowych chłopów, związanych z PPR i ludowcami. Jednego z nich zabito
Wiosną 1944 r. nastąpiła ze strony NSZ nowa seria występów zbrojnych przeciwko AL i PPR, jednak 1 kwietnia 1944 r. pod Teofilowem, Marynopolem oraz w lipcu pod Skrobaczowem oddziały AL skutecznie obroniły się przed napaścią NSZ, co do czasu powstania Brygady Świętokrzyskiej przyhamowało falę mordów bratobójczych. W maju 1944 r. NSZ-owcy zabili w Złotej Pińczowskiej 3 żołnierzy AL, w Sadówce 2 zbiegłych z niewoli jeńców radzieckich, w Młodzawach 2 żołnierzy AL i 19-letnią łączniczkę AL. Mimo to 14 kwietnia NSZ-owcy napadli na wsie Wolę Trzydnicką, gdzie przebywali ranni AL-owcy, zabijając tam kilku rannych.
6 czerwca 1944 r. NSZ-owcy napadli w Natalinie na oddział AL i zabili 7 bojowców. Tego samego dnia BCh donosiło, że w okolicach Kraśnika członkowie NSZ wybili 8-9 partyzantów radzieckich, którzy zdaniem miejscowych mieli zachowywać się w poprawny sposób.
1 lipca 1944 r. oddział AL Stefana Szymańskiego został zaatakowany przez 204 pułk NSZ. NSZ-owcy przegrali starcie. Stracili 6 zabitych i 3 jeńców. 15 lipca ten sam pułk zaatakował pod wsią połączone oddziały AL i BCh, zabijając 9 komunistów i ludowców. NSZ stracił przy tym 33 żołnierzy.
Silne walki z AL prowadziła Brygada Świętokrzyska NSZ we wrześniu 1944 pod wsią Rząbiec w powiecie włoszczowskim. Brygada Świętokrzyska została zaalarmowana przez członka 9-osobowego patrolu NSZ, który wcześniej został zaatakowany przez oddział AL. Zatrzymanych przez AL członków patrolu NSZ poddano torturom, lecz jednemu z nich udało się zbiec i powiadomić Brygadę. Zaatakowała ona oddział Armii Ludowej im. Bartosza Głowackiego i oddział partyzantki radzieckiej. Sowietów zrzucono z radzieckich samolotów na spadochronach w nocy z 27 na 28 lipca 1944 w okolicy stacji kolejowej „Tunel”. Grupa radziecka podlegała organom bezpieczeństwa państwowego ZSRR i składała się z agentów NKWD oraz NKGB.
Początkowo składała się z 11-osobowej grupy desantowej „Szturm”, która zwiększyła swoją liczebność do kilkudziesięciu ludzi, dzięki uciekinierom zwerbowanym głównie z niemieckich Legionów Wschodnich. Była to największa podczas całej II wojny światowej bitwa między oddziałami partyzanckimi w okupowanej Polsce – wzięło w niej udział niemal 1 tys. ludzi z obu stron, w tym około 700 żołnierzy NSZ. Komuniści zostali rozbici, a według Gontarczyzka, części z nich udało się uciec. Grzegorz Motyka stwierdził, że NSZ-owcy rozstrzelali jeńców radzieckich. Podał taki opis wydarzeń: Jeńców sowieckich (...) postanowiono po prostu rozstrzelać. Ci jednak, słusznie przewidując, jaki czeka ich los, już w drodze na egzekucję rzucili się do rozpaczliwej ucieczki. Jednemu lub dwóm udało się zbiec, a sześćdziesięciu siedmiu zostało ściętych kulami z rozstawionych wokoło erkaemów. Od własnych kul zginęło również dwóch żołnierzy NSZ, a trzej kolejni zostali ranni. (...) Możemy być też pewni, że część żołnierzy sowieckich w czasie ucieczki została jedynie ranna, a następnie dobita przez straże NSZ. Według AL, w potyczce zginęło 16, a 32 pozostałych członków AL i 73 partyzantów radzieckich dostało się do niewoli (jeńcy radzieccy potem zginęli lub uciekli). Część członków AL zwolniono, a kilkunastu z nich wstąpiło do Brygady Świętokrzyskiej.
„Głos Kombatanta Armii Ludowej” podał, że żołnierze NSZ powiązali ręce drutem kolczastym jeńcom radzieckim, a następnie zastrzelili ich w liczbie 64, a pozostałych czterech oficerów i radiotelegrafistów przekazali Gestapo. Żołnierzy AL mieli poddać śledztwu, stosując wobec nich tortury. Łączniczkę, byłą członkinię KPP ps. „Krycha” - „Gruba Kryśka” zabili oddając strzał w brzuch i pozostawiając ranną. Torturowano także kpr. Mariana Pacieja ps. „Napoleon”, którego następnie zastrzelono. Na śmierć skazano także skoczka por. „Edwarda” z Lubelszczyzny i gwardzistę „Orłowskiego”. Starając się zmusić do zeznań, bito kobiety - gwardzistki Barbarę Jaszczyk ps. „Baśka” oraz Janinę Kowalczykową ps. „Marta”. Mimo że „Marcie” nie udowodniono, że jest żoną Piotra Kowalczyka ps. „Wolny”, którego poszukiwano oraz, że jest łączniczką na Zagłębie Dąbrowskie, ją także skazano na śmierć (ostatecznie w wyniku interwencji por. AL „Edwarda” biorącego na siebie całą odpowiedzialność, wyrok ten został zmieniony).
W grudniu 1944 r. w Częstochowie została zamordowana łączniczka i sanitariuszka AL - Maria Klecha z domu Pałczyńska. Mordu dokonano w willi przy ulicy Jasnogórskiej 25, przekazanej przez Gestapo do dyspozycji Oddziału Specjalnego NSZ. Zamordowano tam m.in. członkinie PPR: Kazimierę Wajs („Sławkę”) i Eugenię Osowiecką („Dzikuskę”), a także działacza odłamu NSZ związanego z AK - Władysława Pacholczyka ps. „Adam”. Ich zwłoki zakopano w ogrodzie tej willi. Ekshumowano je po zakończeniu okupacji niemieckiej.
W rejonie radomskim oddział NSZ podszywający się pod AK atakował oddziały GL-AL, w odwecie żołnierze podziemia komunistycznego pojmali 10 zakładników z AK, autor meldunku AK informuje o tym że komuniści zastrzelili jednego z zakładników jednak po zdemaskowaniu oddziału NSZ uwolnili wszystkich AK-owców.

#### Wykaz miejsc masowych zbrodni oddziałów NSZ 1943-1945 na komunistach
- Powiat Kraśnicki jesień 1942 r. – zabicie 18 zbiegłych jeńców radzieckich w zasadzce[89].
- Drzewica 7 stycznia 1943 r. – zamordowano 6 miejscowych żołnierzy GL[potrzebny przypis]
- Kępa Niemojewska lipiec 1943 r. – zamordowano (powieszono) 10 partyzantów – likwidacja oddziału GL (oddział NSZ podszywał się pod grupę BCh)[124].
- Gajówka Puszcza 22 lipca 1943 r. – poległo 8 partyzantów – likwidacja oddziału GL[124].
- Borów 9 sierpnia 1943 r. – poległo 30 partyzantów – likwidacja oddziału GL.[potrzebny przypis]
- Drewnica (brak dokładnej daty 1943 r.) – poległo 19 partyzantów – likwidacja żydowskiego oddziału GL.[potrzebny przypis]
- Kąkolewnica listopad 1943 r. – (brak danych o poległych) – likwidacja drużyny GL.[potrzebny przypis]
- Słaboszewice 30 listopada 1934 r. – zamordowano dwóch GL-owców i jednego członka PPR (NSZ-owcy udawali BCh)[104]
- Grabówka 7 grudnia 1943 r. – zamordowanie 4 żołnierzy GL i 4 chłopów (z których tylko jeden współpracował z GL)[105].
- Aleksandrów 25 grudnia 1943 r. – zamordowanie trzech żołnierzy GL przebywających w rodzinnych domach z okazji świąt Bożego Narodzenia[106].
- Pardołów 17 stycznia 1944 r. – zamordowano 11 żołnierzy AL – pacyfikacja.[potrzebny przypis]
- Wólka Bodzechowska 17 stycznia 1944 r. – poległo 14 partyzantów AL. – atak na oddział AL.[potrzebny przypis]
- Niewierszyn 27 lutego 1944 r. – poległo 3 partyzantów, 8 ujętych przekazano do Gestapo.[potrzebny przypis]
- Teofilów luty-marzec 1944 r. – zamordowano 50 osób – pacyfikacja.[potrzebny przypis]
- Łysowody marzec-kwiecień 1944 r. – zamordowano 68 osób – pacyfikacja okolicznych wsi.[potrzebny przypis]
- Węglinek 14 kwietnia 1944 r. – poległo 7 partyzantów – zasadzka na oddział AL.[potrzebny przypis]
- Wola Trzydnicka 14 kwietnia 1944 r. – atak na szpital polowy AL, w którym zabito kilku rannych[114].
- Marynopol 22 kwietnia 1944 r. – poległo 9 partyzantów – atak na oddział AL.[potrzebny przypis]
- Briańszczyk kwiecień 1944 r. – Brak danych o poległych – likwidacja drużyny AL.[potrzebny przypis]
- Brzuza maj 1944 r. poległo 10 partyzantów – likwidacja drużyny AL.[potrzebny przypis]
- Złota Pińczowska maj 1944 r. – zabito 3 żołnierzy AL[113].
- Sadówka maj 1944 r. – zabito 2 zbiegłych z niewoli jeńców radzieckich[113].
- Młodzawy maj 1944 r. – zabito 2 żołnierzy AL i 19-letnią łączniczkę AL[113].
- Natalin 6 czerwca 1944 r. – zabito 7-ALowców[115].
- w okolicach 6 czerwca 1944 r. – zabito 8-9 ludzi radzieckich partyzantów[115].
- Rząbiec 8 września 1944 r. – Poległo i zamordowano 104 partyzantów, rannych 12. Atak na oddział AL.[potrzebny przypis]
- Powiat Radomsko październik 1944 r. – pacyfikacja, zamordowano 30 członków PPR i AL.[potrzebny przypis]
- Radków październik 1944 r. – zamordowano 34 osoby – pacyfikacja.[potrzebny przypis]
- Soborzyce 1 listopada 1944 r. – spalono żywcem 1 żołnierza i 2 skoczków oddziału AL.[potrzebny przypis]
- Kraśnickie Lasy (brak daty) – zamordowano 40 osób z oddziału żydowskiego.[potrzebny przypis]

Ogólne zestawienie (dane niepełne) – 654 osoby.
W miejscach masowych zbrodni poległo lub zostało zamordowanych z rąk NSZ 428 osób.
Z zasadzek, w potyczkach, strzałach zza węgła zginęło z rąk NSZ 226 osób.

### Konflikty z Armią Krajową, Gwardią Ludową WRN i Batalionami Chłopskimi
Przed przyłączeniem większości Narodowych Sił Zbrojnych do Armii Krajowej w 1944 roku sporadycznie dochodziło do lokalnych konfliktów między AK i NSZ, a konflikt odbywał się głównie za pomocą propagandy. Do większych starć doszło już po rozłamie w NSZ, gdy NSZ-ONR (zwane też NSZ-ZJ) występowały zarówno przeciwko oddziałom komunistycznym, jak i członkom AK. Oddziały NSZ-ONR dążyły do rozbicia AK i usiłowały rozpętać w kraju wojnę domową. Działacze NSZ-ONR usiłowali także podporządkować sobie niektóre placówki AK. Próbowano m.in. zamachu na członka AK "Tadka" – pomocnika sekretarza Urzędu Gminy w Rusinowie. "Tadek" posiadał wiele informacji o ich kontaktach z okupantem, między innymi o przekazywaniu dla NSZ-ONR broni. Przygotowującą ten zamach grupę NSZ-ONR "Świerk" rozbroił dowódca kompanii 25 pułku piechoty AK Henryk Furmańczyk ps. "Henryk".
Raporty Armii Krajowej z Białegostoku informowały o wyrokach NSZ-ONR na żołnierzy AK. Poza Białymstokiem oddziały NSZ-ONR miały podszywać się pod AK i anonimowo terroryzować miejscową ludność. W rejonie radomskim oddział NSZ-ONR podszywający się pod AK atakował oddziały GL-AL, w odwecie żołnierze podziemia komunistycznego pojmali 10 zakładników z AK. Autor meldunku informuje o tym, że komuniści zastrzelili jednego z zakładników, jednak po zdemaskowaniu oddziału NSZ-ONR uwolnili wszystkich AK-owców. Josef Kermisz w „Polish-Jewish Relations During the Second World War” informuje o dokonywanych przez NSZ zabójstwach żołnierzy AK pochodzenia żydowskiego i działaczy demokratycznych związanych z AK. Jedną z wielu przyczyn konfliktów między Narodowymi Siłami Zbrojnymi a Armią Krajową była też walka o zaplecze aprowizacyjne.
Sporadycznie żołnierze Narodowych Sił Zbrojnych, na gruncie walki z lewicą, dokonywali mordów na przedstawicielach Gwardii Ludowej WRN, będącej częścią podziemia PPS-owskiego i Armii Krajowej. Udokumentowano 6 przypadków zabójstwa dokonanych przez członków NSZ na członkach GL-WRN. W 1943 r. w Makocicach w powiecie Miechów zamordowano Stanisława Nogę, a innego żołnierza spalono żywcem w Soborzycach. Zabici zostali również: przewodniczący rady WRN w Dąbrowie Antonii Ogiński, Zygmunt Łęgowik „Brzeszczot” i Stefan Mirowski „Mściciel”, a Wilhelm Nyderek został rozstrzelany przez Niemców po donosie ze strony członków NSZ. Stanisław Kowalczyk żołnierz GL WRN w regionach Zagłebia, Tarnowa i Miechowskiego w swoich wspomnieniach pisał m.in. Należy bowiem przypomnieć, że przeciwko nam występowali nie tylko okupanci, ale także NSZ, które w powiecie miechowskim mordowały naszych ludzi, pepesowców i ukrywających się Żydów., informował o napadzie na jego oddział sił SS, wywiad GL WRN miał ustalić, że za donosem stać miał NSZ a członkowie, żołnierze NSZ mieli pod koniec 1943 r. zaatakować odprawę komendantów Gwardii Ludowej WRN w Szczytnikach, żądając wskazania ukrywanych przez socjalistów Żydów i komunistów.

Po akcji scaleniowej dowódca AK Bór–Komorowski 22 maja 1944 r. depeszował do Londynu: „Wejście NSZ do AK traktowane jest jako realizacja niezbędnej jednolitości wojska. Głosy krytyczne, szczególnie Stronnictwa Ludowego, wyrażają zastrzeżenia, podnosząc, że oddziały NSZ współdziałały z Niemcami w walce z komuną i tępiły Żydów, a nieraz czynnie występowały przeciw lewicowym działaczom. Lewica obawia się wzmocnienia żywiołów prawicowych w wojsku, zaś Bataliony Chłopskie odnoszą się do NSZ wrogo za liczne wypadki represji wobec chłopów. Jedno z pism ludowców tak pod koniec okupacji oceniało działalność NSZ, cytat

Bandy te wszystkich swoich przeciwników dzielą na „komunistów” i „bandytów” i gdzie się daje, tam katują i mordują. Przywódcy ich rekrutują się z różnego rodzaju i typu „synków szlacheckich”, spośród „złotej młodzieży” i „niebieskich ptaków”. Ordynarnie i po bandycku reprezentują prężność ginących resztek szlachetczyzny, jej najgorszego wyrazu: buńczuczności i okrucieństwa wobec słabych, uniżoności i płaszczenia się wobec mocniejszych. Komuna uważa podporządkowanie za dowód reakcyjności AK.

Stefan Korboński - Kierownik Walki Cywilnej na Kraj, w Przewodniku po Podziemiu z lat 1939-1945 pt. „Polskie Państwo Podziemne”, wyd. Nasza Przyszłość, Bydgoszcz, str. 110-111 pisze:

Oddziały NSZ mordowały Żydów ukrywających się w lasach, a 13 czerwca 1944 r., w ramach akcji «oczyszczania z Żydów BIP-u» Komendy Głównej AK, bojówka NSZ, zamordowała dwóch oficerów Komendy Głównej - inżyniera Jerzego Makowieckiego z żoną i docenta Ludwika Widerszala. Ponadto zamordowany został pracownik BIP-u inżynier Czarnowski. Wreszcie 14 lipca 1944 r. uprowadzeni zostali przez NSZ dalsi pracownicy BIP-u profesor Marceli Handelsman i Helena Krahelska i wydani Niemcom.

W monografii „Bataliony Chłopskie 1940-1945” Janusza Gmitruka, Piotra Matusaka i Witolda Wojdyło, wyd. MON, Warszawa 1987, str. 379, zamieszczony jest List okólny Komendanta Wojewódzkiego LSB z 1 maja 1944 r.:

Ostatnio w terenie grupy lotne NSZ, przejawiają wrogą działalność wobec członków Stronnictwa Ludowego. W niektórych obwodach były wypadki pobicia naszych ludzi, a nawet wypadki potwornego mordu...

O wrogim nastawieniu NSZ do innych organizacji antyhitlerowskich pisał komendant BCh na wschodnią część powiatu opoczyńskiego Antoni Bajora ps. "Butny"

I tak już nie najlepsza szczególnie na moim terenie sytuacja staje się napięta. Dochodzi do bardzo ostrych starć z działającymi już członkami NSZ i rzucania pod naszym adresem takimi określeniami jak "zdrajcy ojczyzny". Sytuacja staje się groźna, wzrasta nienawiść wzajemna. Przywódcy NSZ od początku 1942 r. uzurpują sobie prawo do jedynej reprezentacji narodu, głoszą dewizę: kto nie idzie z nami jest zdrajcą ojczyzny i zostaje zlikwidowany. Sieją terror i żądają bezwzględnego podporządkowania się, BCh w ich pojęciu to banda komunistów.

Pismo Batalionów Chłopskich – "Żywią i Bronią" w numerze 2 (10) przyniosło wiadomość, że w nocy z 23 na 24 lutego 1944 r. oddział NSZ "pacyfikował" w gminie Niewierszyn, powiat Opoczno wsie: Niewierszyn, Sieczka, Kawęczyn, Aleksandrów, Jankowice i Władysławów oraz w gminie Skotniki, powiat konecki – wieś Szarpsko. NSZ napadł też na Szkołę Spółdzielczą w Zakrzówku, w której wielu słuchaczy działało w BCh. Bojówka zabiła jednego z wychowanków. 12 września żołnierze organizacji naszli w domu jednego z uczniów, którego jednak nie było w środku. Wtedy NSZ-owcy zabili gospodarza domu. W okolicach maja 1944 r. w Złotej Pińczowskiej NSZ-owcy pozbawili życia komendanta placówki BCh i dwoje ludowców. W lipcu 1944 r. 204 pułk NSZ-ONR napadł na połączone oddziały AL i BCh pod wsią Skrobaczów i zabił 9 żołnierzy. 16 sierpnia 1944 r. oddział NSZ-ONR zmasakrował oddział BCh pod Krzepinem. Zabito jednego żołnierza, a drugiego raniono, w następstwie czego wkrótce zmarł. Wkrótce potem NSZ-ONR wziął do niewoli dowódcę BCh Bolesława Kozłowskiego. Ludowcy odwdzięczyli się im za to porwaniami sympatyków NSZ-ONR. Ostatecznie doszło do pertraktacji, w następstwie których wzajemnie zwolniono jeńców.
Henryk Borucki ps. "Czarny" zeznał w okresie powojennym, że w 1944 r. wysłał z Warszawy do Radomia kilka plutonów bojowych Polskiej Armii Ludowej w celu walki z Brygadą Świętokrzyską ONR pod dowództwem Antoniego Szackiego ps. "Bohun", która na tamtym terenie wspólnie z Gestapo prowadziła walki z lewicowymi organizacjami. Za cenę dwóch zabitych i trzech rannych zlikwidowano wiele punktów NSZ.
W związku z narastającą falą mordów bratobójczych dokonywanych przez jednostki Narodowych Sił Zbrojnych, Centralny Komitet Ludowy wydał w lipcu 1944 r. odezwę-ulotkę pt. Ludu polski! wzywającą "czynniki oficjalne" podziemia do zajęcia w tej sprawie czynnego stanowiska. Ponadto w odezwie tej zawarte było również wezwanie PAL, BCh, GL WRN, AL oraz AK do dania odporu "faszystowskim bandytom z NSZ".

Centralny Komitet Ludowy wzywa polskie czynniki oficjalne do zdecydowanego stanowiska w sprawie morderców i prowokatorów wojny domowej spod znaku NSZ. CKL wzywa polskie masy pracujące bez względu na przynależność organizacyjną oraz ich kierownictwa polityczne, wzywa Polską Armię Ludową, Bataliony Chłopskie, Gwardię Ludową WRN, Armię Ludową oraz żołnierzy AK do dania należytego odporu faszystowskim bandytom z NSZ. Wyznawcy Hitlera i pomocnicy Gestapo muszą raz wreszcie zrozumieć, że skończyła się ostatecznie era faszyzmów, że w Wolnej i Niepodległej Rzeczypospolitej Ludowej suwerennym gospodarzem może być tylko Lud Polski: robotnicy, chłopi i inteligencja pracująca.

Masowość mordów bratobójczych spowodowała powołanie przez RJN, CKL i KRN w lipcu 1944 r. wspólnej komisji do zbadania faktów źródeł tych zbrodni. Prawdopodobnie w oparciu o wyniki badań tej komisji został przygotowany tekst komunikatu przekazanego w dniu 4 sierpnia 1944 r. przez szefa II Oddziału Sztabu KG AK płk. Kazimierza Iranek-Osmeckiego ps. "Heller" na ręce płk. Jana Rzepeckiego ps. "Wolski". Wybuch Powstania warszawskiego przerwał dalszy tok dochodzeń.
Po powrocie secesji na łono macierzy, Stronnictwo Narodowe występowało bardzo często i bardzo ostro przeciwko Grupie Szańca i NSZ-ONR. W związku z tym SN w piśmie „Wielka Polska” w numerze z 29 czerwca 1944 r. pisało:

Wysoce szkodliwe, niepoczytalne i noszące wszelkie znamiona moralnej gangreny przejawy działalności tej grupki, zmuszają cały polski ruch narodowy do zdecydowanego potępienia jej i odcięcia się od niej w sposób kategoryczny. Chcemy wierzyć, że nie wszyscy członkowie ONR działalność przywódców aprobują, uznają i popierają. Tym wszystkim jednak, którzy tej działalności oraz metod w niej stosowanych nie potępią, w sposób wyraźny i publiczny zdrowa część polskiego ruchu narodowego odmówić musi miana narodowców.

Bardzo zbliżoną myśl zawierał artykuł pt. Fermenty ogłoszony w „Walce” w numerze 26 z 14 lipca 1944 r.:

Ugrupowanie to [ONR] (...) rozpoczęło w sposób brutalny walkę o opanowanie NSZ. Zwierzchnią władzę polityczną NSZ stanowiła Tymczasowa Narodowa Rada Polityczna, złożona w połowie przez ONR-owców i w połowie z członków secesji SN powstałej w roku 1942. Jesteśmy wszyscy świadkami ostrej kampanii prowadzonej przez ONR już nie tylko przeciw secesji Stronnictwa Narodowego, która zresztą jako taka przestała istnieć w chwili powrotu do Stronnictwa Narodowego, ale i przeciw dowódcy Armii Krajowej. Walka ta przybrała formy niedopuszczalne i zgoła meksykańskie. Porwanie p.o. dowódcy NSZ mianowanego dla tej organizacji przez dowódcę AK, wymuszenie na nim dobrowolnego zrzeczenia się swych funkcji (pod rewolwerem), umieszczenie kłamliwych komunikatów w prasie podziemnej ONR, ogłaszanie rozkazów dowódcy AK w stosunku do NSZ za bezprawne i nieobowiązujące, ogłaszanie wyroków śmierci na swych przeciwników – wszystko to wskazuje, że grupa kierująca ONR wkroczyła na niesłychanie niebezpieczną drogę zabawy w wojnę domową w obliczu naszych śmiertelnych wrogów, w jarzmie których ojczyzna nasza wciąż jeszcze pozostaje, i to w momencie, gdy do zrzucenia tego jarzma zbiorowym i wspólnym wysiłkiem gotować się trzeba. (...) Zdrowy instynkt narodowy niezawodnie i tam [w ONR] się obudzi, a wówczas własne szeregi zmiotą z powierzchni życia politycznego zwyrodniałą grupę kierowniczą. Dopóki jednak odruch ten nie nastąpił, żaden uczciwy narodowiec z ONR ani paktować, ani rozmawiać nie będzie, nie będzie też współpracował z członkami tego towarzystwa w żadnych jawnych czy tajnych pracach. Tak, jak odcina się zgangrenowany członek ciała ludzkiego, tak odciąć należy od organizmu politycznego Polski Podziemnej wszelkie mafie.

### Działania zbrojne po 1944
Jednakże wobec rosnącego terroru ze strony komunistów, NSZ ponownie wzmogły działalność zbrojną. Do ich zwalczania użyto sił Milicji Obywatelskiej i Korpusu Bezpieczeństwa Wewnętrznego, które od zakończenia wojny z Niemcami zaczęły być wspomagane przez regularne oddziały ludowego Wojska Polskiego, a także oddziały armii sowieckiej, w tym NKWD.
Do największych sukcesów NSZ zalicza się bitwę pod Kotkami z grupami operacyjnymi Powiatowego Urzędu Bezpieczeństwa Publicznego z Buska Zdroju i Wojewódzkiego Urzędu Bezpieczeństwa Publicznego z Kielc wspieranymi przez oddział Armii Czerwonej, którą stoczył 28 maja 1945 r. oddział NSZ pod dowództwem por. Stanisława Sikorskiego. W czasie walki zginęło 19 Polaków i ranny został 1 Rosjanin.
Najdłużej działającym zgrupowaniem NSZ był tzw. VII Okręg kpt. Henryka Flame. W wyniku prowokacji MBP ok. 200 jego żołnierzy we wrześniu 1946 r. zostało podstępnie ujętych, a następnie zamordowanych w okolicach Łambinowic na Górnym Śląsku. Od początku 1944 rozpoczął się okres zmniejszonej działalności oddziałów NSZ, a następnie ich stopniowego dogorywania w wyniku walk z komunistycznymi siłami bezpieczeństwa.

## Stosunki z Niemcami
Po klęsce armii niemieckiej pod Stalingradem i Kurskiem (co spowodowało, że dowództwo NSZ za największe zagrożenie dla Polski uważało Sowietów, a nie Niemców, których przegrana była, zdaniem dowództwa NSZ, tylko kwestią czasu) oraz w obawie przed nadciągającą Armią Czerwoną, w 2 połowie 1943 r. niektóre oddziały partyzanckie NSZ zaczęły zawierać z niemieckimi władzami policyjnymi lub wojskowymi taktyczne porozumienia o charakterze lokalnym. Doszło do nich na terenie Okręgu Lubelskiego, a w Okręgu Kielecko-Radomskim skontaktowano się z Hauptsturmführerem SS Paulem Fuchsem, szefem Gestapo w dystrykcie Radom. Pośrednikiem w nich była szpiegowska Organizacja „Toma”, na czele której stał kpt. Hubert Jura ps. „Tom”. Wszystko to doprowadziło do wydania przez komendanta głównego NSZ, płk. dypl. Tadeusza Kurcyusza „Rozkazu nr 6”, zabraniającego jakichkolwiek kontaktów z Niemcami. Pomimo tego były one w dalszym ciągu prowadzone. „Tom” wydawał Niemcom ludzi lub sam ich likwidował. Jego ofiarami byli członkowie organizacji komunistycznych: Gwardii Ludowej, Armii Ludowej i Polskiej Partii Robotniczej, osoby podejrzewane o sympatie komunistyczne, ukrywający się Żydzi i członkowie narodowego podziemia, których „Tom” uznał za wrogów. Dowództwo NSZ zarządziło w końcu śledztwo, w wyniku którego „Tom” został uznany za zdrajcę i skazany na śmierć. Otrzymał jednak od Fuchsa ochronę i samochód z kierowcą. Po kilku nieudanych próbach, zespół egzekucyjny NSZ w Radomiu zdołał ostrzelać kolaboranta, ale ranny „Tom” przeżył i trafił na leczenie do niemieckiego szpitala wojskowego, gdzie był chroniony przez funkcjonariuszy Gestapo.
26 sierpnia 1943 r. oddział NSZ plut. Tomasza Wójcika „Tarzana”, zabił gen. Kurta Rennera, który był niemieckim oficerem najwyższego stopnia zlikwidowanym przez polskie podziemie. Przez szereg lat akcję „Tarzana“ przypisywała sobie Armia Krajowa (kilka dni później, 8 września 1943 r. oddział „Tarzana“ dołączył do Świętokrzyskich Zgrupowań AK por. Jana Piwnika „Ponurego”), gdyż w czasach PRL cenzura nie dopuszczała do publikacji jakichkolwiek pozytywnych informacji o NSZ, a nie chciano, aby tak ważna akcja została zapomniana. Przeprowadzenie akcji przypisywała sobie także komunistyczna Armia Ludowa. Była to najsłynniejsza (chociaż przypadkowa) akcja likwidacyjna, w której brał udział oddział NSZ. Do dzisiaj na miejscu akcji jest pomnik upamiętniający ten czyn zbrojny, przypisujący atak oddziałowi NOW-AK pod dowództwem „Tarzana”, lecz w rzeczywistości, do momentu zameldowania się Piwnikowi przez jego dowódcę, był to oddział Akcji Specjalnej Narodowych Sił Zbrojnych.
W kwietniu 1944 r. w NSZ nastąpił rozłam na frakcję NSZ-AK, która scaliła się z AK, oraz NSZ-ONR (zamiennie NSZ-ZJ), która była temu przeciwna. Ci, którzy wydali wyrok śmierci na kolaborującego z Niemcami Huberta Jurę „Toma”, znaleźli się w części organizacji scalonej z AK. Natomiast „Tom”, po dojściu do pełni zdrowia, związał się z tworzoną właśnie Brygadą Świętokrzyską NSZ-ONR/ZJ, gdzie jego ponura przeszłość nikomu nie przeszkadzała, a wręcz przeciwnie – został dokooptowany do Sztabu Głównego NSZ-ONR/ZJ i dowództwa Brygady Świętokrzyskiej jako oficer do zadań specjalnych, stając się prawą ręką Otmara Wawrzkowicza – szefa wywiadu Brygady i członka kierownictwa NSZ-ONR/ZJ. Równocześnie Niemcy zrobili „Toma” szefem pracującej dla Gestapo fikcyjnej „firmy budowlanej” – w piwnicach siedziby rzekomego przedsiębiorstwa w udostępnionej przez Gestapo Brygadzie Świętokrzyskiej willi przy ul. Jasnogórskiej 25 w Częstochowie jego ludzie bestialsko torturowali i mordowali nie tylko komunistów, ale także oponentów z organizacji niekomunistycznych. Również on sam, jako oficer do zadań specjalnych Brygady Świętokrzyskiej, stał się egzekutorem zabijającym przeciwników dowództwa Brygady – zarówno komunistów, jak i niekomunistów, w tym nawet innych członków NSZ-ONR/ZJ. Podwładni „Toma” zamordowali m.in. szefa wywiadu w Komendzie Głównej NSZ-ONR/ZJ mjr. Wiktora Gostomskiego, który sprzeciwiał się kolaboracji Brygady Świętokrzyskiej z Niemcami, a także kpt. Stanisława Żaka – szefa wywiadu w Komendzie Okręgu VIII Częstochowa NSZ-AK. W wigilię Bożego Narodzenia 1944 r. „Tom” osobiście zastrzelił szefa Wydziału I Organizacyjnego sztabu Komendy Głównej NSZ-AK por. Władysława Pacholczyka, który kilka miesięcy wcześniej otrzymał rozkaz wykonania na nim wyroku śmierci za kolaborację. Co najmniej część żołnierzy Brygady Świętokrzyskiej wiedziała o tych zabójstwach. Budynek służył jako punkt oparcia dowódcom Brygady, którzy w nim nocowali i organizowali odprawy.
Rozpętanie przez NSZ-ONR/ZJ walk bratobójczych, a nawet kolaborację z Niemcami w niektórych wypadkach, tłumaczy fakt, że w drugiej połowie 1943 r. tajne komórki Obozu Narodowo-Radykalnego na najwyższym szczeblu ustaliły, że Niemcy – wobec zbliżającej się nieuchronnej klęski – przestali być dla Polski wrogiem, a stali się sojusznikiem w walce z Sowietami i wszelkimi elementami komunistycznymi i lewicowymi, których orientacja polityczna opierała się na współpracy z ZSRR i budowała na jego zwycięstwie. W związku z tym należało bez litości tępić komunistów i ich sprzymierzeńców, w tym także „ZWZ, który przecież współpracuje z Anglią, a tym samym także z Rosją”, aby uniemożliwić nowemu okupantowi penetrację w głąb społeczeństwa polskiego. Plany te były trzymane w ścisłej tajemnicy przed partnerami ze Stronnictwa Narodowego, którzy nigdy nie przestali uważać Niemców za wroga, a o ww. planach dowiedzieli się dopiero po rozłamie w NSZ i odejściu ONR po podpisaniu umowy scaleniowej z AK krótko przed wybuchem powstania warszawskiego. Przypuszczalnie w tym okresie, tj. w drugiej połowie 1943 r., wskutek szybkich postępów Armii Czerwonej i wiążącego się z nimi zagrożenia sowieckiego, ONR wydał odpowiednie instrukcje podległym mu politycznie oddziałom partyzanckim wywodzącym się z dawnego Związku Jaszczurczego, nakazujące tępienie oddziałów komunistycznych (GL/AL), Batalionów Chłopskich, a w niektórych wypadkach nawet Armii Krajowej, a komórki wywiadu otrzymały polecenie nawiązania kontaktów z władzami niemieckimi w celu zawarcia porozumienia dotyczącego zaprzestania z nimi walki w celu bezpiecznego opuszczenia terenów zagrożonych przez wojska sowieckie. W tym celu planowano utworzyć 3 grupy operacyjne (GO z ziem południowo-wschodnich, GO z ziem centralnych oraz GO z ziem północno-wschodnich). W rezultacie udało się jedynie na Kielecczyźnie w czerwcu 1944 r. przeprowadzić koncentrację lokalnych oddziałów NSZ-ONR/ZJ, która objęła oddziały „Bema” i „Dymszy” z Okręgu Kieleckiego, „Żbika” i „Łosia” z Okręgu Częstochowskiego oraz „Stepa” z Okręgu Lubelskiego. Rozkazem komendanta Okręgu Kieleckiego oddziały te zostały połączone w 202 i 204 pułki piechoty NSZ-ONR/ZJ. W sierpniu 1944 r. oba pułki utworzyły Brygadę Świętokrzyską – największy (i jedyny znaczący) zwarty oddział NSZ-ONR/ZJ istniejący podczas okupacji. Od lata 1944 r. – wobec zajmowania ziem polskich przez Armię Czerwoną – ożywiły się kontakty taktyczne i wywiadowcze Brygady z Niemcami. Po stronie polskiej inicjatorem był Hubert Jura „Tom”, po niemieckiej zaś – Hauptsturmführer SS Paul Fuchs. Od początku stycznia 1945 r., w obliczu zbliżania się Sowietów, po zawarciu porozumienia z Niemcami, Brygada zaczęła wycofywać się na obszar Protektoratu Czech i Moraw, na tereny, do których zbliżały się wojska amerykańskie. Od końca stycznia partyzanci zaczęli otrzymywać niemieckie racje żywnościowe i przyjęli też niemieckich oficerów łącznikowych do utrzymywania bezpośredniej łączności z dowództwem Wehrmachtu. Jednym z nich był Hauptsturmführer SS Paul Fuchs. Wszystkie ważniejsze decyzje dotyczące formacji akceptowało berlińskie dowództwo SD i Abwehry. W połowie marca 1945 r. żołnierze Brygady Świętokrzyskiej znaleźli się na poligonie Wehrmachtu w okolicach wioski Rozstáni niedaleko Brna, gdzie zostali przez Niemców zakwaterowani i ćwiczyli pod okiem niemieckich instruktorów. W Czechach około 100 członków Brygady przeszło szkolenie z wywiadu i dywersji pod kierunkiem Niemców. Rozmawiano również z hiszpańskim dyktatorem gen. Francisco Franco, który zaproponował przerzut członków Brygady do Maroka, gdzie przypuszczalnie mieli zasilić szeregi Hiszpańskiej Legii Cudzoziemskiej.
Brygada Świętokrzyska unikała walk z Niemcami, skupiając się przede wszystkim na komunistycznej partyzantce – Armii Ludowej, działaczach komunistycznej Polskiej Partii Robotniczej oraz partyzantach sowieckich. Największym tego typu starciem była bitwa pod Rząbcem, w wyniku której rzobite zostało zgrupowanie partyzantki sowieckiej i AL. Brygada wzięła do niewoli niemal stu jeńców, z których 67 rozstrzelano Historycy z okresu PRL: Ryszard Nazarewicz i Bogdan Hillebrandt podają, że po bitwie pod Rząbcem, NSZ-owcy przekazali Niemcom za pośrednictwem Huberta Jury kilku jeńców-oficerów radzieckich. Taką samą tezę przedstawiono w „Głosie Kombatanta Armii Ludowej”. Autor artykułu w piśmie podał, że chodziło konkretnie o czterech oficerów i radiotelegrafistów. Nazarewicz w publikacji z 2000 r. podaje, że w raportach kieleckiej Sipo znalazły się nawet wyniki przesłuchań oficerów schwytanych przez NSZ w tej potyczce. Zresztą przed bitwą NSZ-owcy działający w tym regionie, gdy zatrzymywali ich Niemcy, wprost powoływali się na to, że współpracują z Sipo w zwalczaniu komunistów i Żydów, więc należy ich puścić wolno. Komendat Sipo i SD w Krakowie potwierdził takie działania.
Również według raportów AK, Brygada Świętokrzyska donosiła funkcjonariuszom Gestapo na oddziały partyzanckie GL-AL. Szef wywiadu Inspektoratu Kieleckiego AK mjr Leon Torliński ps. „Kret” pisał wtedy: „Współpraca [NSZ] z Gestapo była w zasadzie jawna i poszczególni dowódcy nie kryli się z tym, że otrzymują broń i amunicję do walki z komuną od władz okupacyjnych. Znany jest przypadek (styczeń lub luty 1944), gdzie oficerowie NSZ z bronią przyjeżdżali na Gestapo w Ostrowcu Świętokrzyskim. Tam omawiali obławy na PPR i przekazywali Gestapo materiał odnośnie komórek PPR. (...) Niemcy już wówczas uważali NSZ za »polski narodowy socjalizm« prowadzący jawną walkę z Rosją, robiący dywersję w ugrupowaniach politycznych Polski podziemnej i rozbijający spoistość Armii Krajowej. (...) Jawna współpraca z Gestapo, lekkomyślne wyskoki poszczególnych dowódców, zwłaszcza po pijanemu, poderwały zaufanie społeczeństwa do NSZ”.
Na jesieni 1944 r. Leopold Okulicki w swoim meldunku do prezydenta na uchodźstwie pisał: „Zwracam uwagę, że w szeregach NSZ znajduje się dużo elementu pełnowartościowego, zbałamuconego przez niepoczytalne kierownictwo polityczne (...). Należy się przeciwstawić w propagandzie próbom NSZ współpracy z Niemcami”, a jeden z dowódców AK, płk Jan Zientarski ps. „Mieczysław”, komendant Okręgu Radomsko-Kieleckiego AK, meldował: „Działalność NSZ. D-cy kontaktują się i współpracują z Gestapo (...). Wyraźna współpraca z Niemcami”. W styczniu 1945 r. Leopold Okulicki rozwiązując Armię Krajową wydał rozkaz: „W walce z Niemcami (...) Polska dała z siebie maksimum tego, na co było ją stać. Dalsze ofiary i straty nie miały by sensu, ale nie wolno uczynić w ostatniej chwili niczego, co ten dorobek mogło by przekreślić. A więc żadnej współpracy z Niemcami. Społeczeństwo należy od niej powstrzymywać umiejętną propagandą, a w razie potrzeby naciskiem wobec jednostek i grup. Wyłom jaki stanowi NSZ i Brygada Świętokrzyska nie może znaleźć naśladowców w oddziałach AK. Broń do przyszłej walki z bolszewikami trzeba zdobywać od Niemców a nie przez współpracę ale w walce. Armia Krajowa musi się ograniczać do obrony ludności przed niemieckimi represjami. A cofające się oddziały niemieckie, rozbrajać tam gdzie będzie to możliwe bez większych strat. Zdobytą broń głęboko ukryć. Prędzej czy później przyda się znowu”.
W raportach VI Oddziału Komendy Okręgu AK Kielce z drugiej połowy 1944 r. tak pisano o Brygadzie Świętokrzyskiej: „Oddział ten jest dobrze uzbrojony i wyszkolony. Ćwiczy i obozuje niemal na oczach Niemców, którzy nie atakują go. Przeprowadza akcje skierowane przeciw desantom sowieckim, berlingowcom, Armii Ludowej i elementom lewicującym (często przeciw BCh). W pierwszych dniach października grupa NSZ aresztowała i przywiozła do Biegunowa (włoszczowskie) 40 mężczyzn podejrzanych o komunizm. Poddano ich badaniom i część rozstrzelano”. W tych samych dokumentach zarzucano NSZ pospolity bandytyzm: Stosunek ludności cywilnej do oddziałów] NSZ jest wyraźnie wrogi ze względu na przeprowadzane bezwzględne rekwizycje żywności i zdarzające się przy tym rabowanie ubrań i bielizny. Strategię i kierunek obrany przez Brygadę z kolei tak scharakteryzowano w meldunku dowódcy okręgu AK Radom-Kielce płk Jana Zientarskiego z 2 stycznia 1945 roku: „Działalność NSZ bez zmian. Wyraźna współpraca z Niemcami i plaga społeczeństwa na skutek stosowania rekwizycji. 22 listopada w czasie przemarszu NSZ przez miejscowość Oleszno Niemcy ściągnęli posterunki. Rannych NSZ Niemcy proponują odstawić do szpitali niemieckich. Notowane są kontakty z Gestapo”.
Przywódcy NSZ-ONR/ZJ podejrzewali o sympatie komunistyczne działaczy Stronnictwa Ludowego „Roch” i oddziały Batalionów Chłopskich. Te ostatnie w wielu wypadkach były rozbrajane przez bojowników Brygady Świętokrzyskiej. Na to wszystko nakładały się przeprowadzane przez Brygadę rekwizycje, które uderzały najczęściej w członków lub sympatyków ruchu ludowego. Zdarzały się też przypadki mordowania przez Brygadę partyzantów BCh. Wydawana przez BCh gazeta „Chłopska Droga” w numerze z dnia 14 października 1944 alarmowała: „Każdy, kto służy w Narodowych Siłach Zbrojnych – Brygadzie Świętokrzyskiej – nie jest żołnierzem polskim (...). Z chwilą jednak, kiedy stało się jasnym, że Narodowe Siły Zbrojne – Brygada Świętokrzyska kontaktuje się z Niemcami i cieszy się ich poparciem, wzburzyła się nasza chłopska krew. To już nie warcholstwo i nie głupota. To już jawna zdrada”. W innym czasopiśmie ludowym „Ziemia” z października 1944 r. stwierdzano w tym samym czasie: „NSZ łamie wspólny front społeczeństwa polskiego przeciwko Niemcom – kontaktuje się z Niemcami i pomaga im. W ten sposób NSZ stał się zdrajcą sprawy narodowej. Po oswobodzeniu Polski od okupanta przywódcy NSZ winni być pociągnięci do odpowiedzialności. NSZ politycznie jest tworem faszystowskim – w stosunku do przeciwników używa środków gwałtu. W ten sposób NSZ zakwalifikował się jako grupa, której działalność w państwie demokratycznym winna być zabroniona”.
Brygadę Świętokrzyską stanowczo potępiali i odcinali się od niej dawni towarzysze broni, którzy zgodnie z umową scaleniową z 7 marca 1944 r. podporządkowali się ZWZ-Armii Krajowej, zachowując autonomię. Świadczy o tym m.in. oświadczenie komendanta Okręgu VIII NSZ-AK Częstochowa mjr. Jana Poray-Wybranowskiego z 6 grudnia 1944 r., w którym pisał: „przedstawiciele tzw. »Brygady Świętokrzyskiej« ONR posiadający upoważnienia na piśmie wydane przez Brygadę, ostemplowane pieczęcią »Narodowe Siły Zbrojne«, dokonali w ostatnim czasie szeregu wymuszeń na członkach NSZ. W licznych wypadkach wymuszenia te poparte były argumentem rewolweru. W związku z tym faktem polecam niezwłocznie podać do wiadomości opinii osób zainteresowanych, że NSZ z tymi wymuszeniami nie ma nic wspólnego i że pokwitowania pozostawione przez tych panów, a ostemplowane pieczęcią »Narodowe Siły Zbrojne«, pochodzą z ośrodka, który nadużywa zarówno nazwy, jak i pieczęci”.
O współdziałaniu NSZ i niemieckiego Gestapo, Wehrmachtu oraz żandarmerii w zabijaniu Żydów pisze Josef Kermisz w „Polish-Jewish Relations During the Second World War”. O podobnej współpracy polegającej na zabijaniu Żydów i komunistycznych partyzantów pisze też Halina Lerska.
Ostatnia informacja władz niemieckich o sytuacji na terenach Polski nosi datę 10 stycznia 1945 r. i mówi o wymordowaniu przez Brygadę Świętokrzyską radzieckiej grupy specjalnej i zameldowaniu o tym niemieckiej żandarmerii.
W 1945 r. oddział Mieczysława Pazderskiego przyjął do siebie żołnierzy Wehrmachtu, którzy zbiegli z komunistycznego obozu jenieckiego i zgłosili chęć walki z komunistami. Początkowo byli oni traktowani dobrze. Pod koniec kwietnia wszystkich sześciu Niemców zamordowano z nieznanej bliżej przyczyny. Świadek tej zbrodni raportował: „Czyścili im broń (Niemcy), jedli to samo co i oni, jednym słowem za pan brat. Aż pewnego przedwieczoru kwietniowego każą im się zbierać, ale swoich rzeczy nie brać, i wyprowadzili ich w pole za wieś pod łąki i tam ich pozabijali z pistoletów w potylicę głowy”.
Od początku istnienia Polski Ludowej traktowano NSZ jako organizację kolaborującą z Niemcami. Utrwalili to swoją publicystyką i pisarstwem m.in. Mieczysław Moczar, Bronisław Szwejgiert, Ryszard Nazarewicz, Włodzimierz Borodziej.
Kapitan Józef Wyrwa, dowódca jednego z oddziałów NSZ na Kielecczyźnie, w swoich wspomnieniach wydanych po II wojnie światowej w Hiszpanii odżegnywał się od kolaboracji ogółu jego formacji z Niemcami, jednak potwierdził, że Brygada Świętokrzyska rzeczywiście współdziała z III Rzeszą: „Niemcy nie ukrywali tego, że brygada jest na ich usługach, przeciwnie, rozgłaszali to i starali się wykazać, jakie korzyści można osiągnąć, współpracując z nimi. Brygada maszerowała w dzień przez miejscowości, w których byli Niemcy. Tylko ludzie, którzy mieli ścisły kontakt z Niemcami, mogli sobie na to pozwolić. Według tego, co mówiła miejscowa ludność, Niemcy nie tylko nie atakowali brygady, ale przyglądali się spokojnie jej przemarszowi. (…) Brygada wycofała się z Polski razem z Niemcami, to znaczy pod ich opieką. Dowódcy brygady oświadczyli, że ich głównym celem jest walka z Rosją, z wrogiem niebezpieczniejszym od Niemców, jednakże postępowanie brygady nie było zgodne z tym twierdzeniem. Brygada nie walczyła z bolszewikami, ale z Polakami, którzy nie podzielali jej poglądów. (...) Brygada dała komunistom niebezpieczną broń do ręki. Posiadając niezbite dowody współpracy brygady z Niemcami, nietrudno przyszło komunistom obarczać odpowiedzialnością całe NSZ, a nawet AK. Mało Polaków, szczególnie tu, na emigracji, orientuje się, że istniały dwa odłamy NSZ. Rzeczywiste Narodowe Siły Zbrojne, które zachowując orientację polityczną, podporządkowały się jednolitemu dowództwu Armii Krajowej, oraz odłam wywodzący się z ONR (Obóz Narodowo-Radykalny), który działał samowolnie, współpracując z Niemcami na szkodę Polski. Z winy brygady zginęło w więzieniu wielu wartościowych ludzi. Każdy członek NSZ był traktowany przez UB jak kolaborant niemiecki. Szkody wyrządzone Polsce przez brygadę są wielkie”.
Prawicowy historyk i politolog Adam Wielomski postrzega Brygadę Świętokrzyską jako kolaboracyjną, a wręcz „polskojęzyczną”: „Brygada Świętokrzyska była jedyną polskojęzyczną jednostką wojskową w czasie II Wojny Światowej, która zanotowała powszechnie znany i potwierdzony fakt czynnej kolaboracji z III Rzeszą, choćby przez moment. Owszem, niektórym oddziałom AK na Wileńszczyźnie zdarzało się brać od Niemców broń, aby móc walczyć z partyzancką radziecką, ale nigdy przedtem i potem mówiący po polsku i odziany w polski mundur żołnierz nie szedł obok hitlerowskich żołnierzy, mijał ich posterunki i nie był przez nich ostrzeliwany. Nie ma wątpliwości, że Niemcom nie chodziło o ratunek tych żołnierzy, lecz o propagandowe wykorzystanie akcesu Polaków do walki z Rosjanami po stronie III Rzeszy. Brygada Świętokrzyska, w oczach niemieckich propagandystów, miała stanowić Ersatz brakującego polskiego Waffen SS”.

## Zbrodnie oddziałów NSZ
Z rąk NSZ i innych ugrupowań skrajnej prawicy zginęło w okresie od wiosny 1943 do końca 1944 r. (w okupowanej przez Niemców części Polski) razem 776 ludzi, w tym 475 z rąk NSZ. Z tego:
| żołnierze GL i AL                          | 382 |
| działacze PPR i RPPS                       | 150 |
| żołnierze innych formacji socjalistycznych | 40  |
| żołnierze BCh i członkowie SL              | 51  |
| partyzanci radzieccy pod Rząbcem           | 73  |
| inni (współdziałający z lewicą)            | 80  |

Dowódcy oddziałów Narodowych Sił Zbrojnych: Leonard Zub-Zdanowicz, Mieczysław Pazderski, Władysław Kołaciński, Hubert Jura wraz z podlegającymi sobie oddziałami, mają na koncie liczne zbrodnie i mordy na członkach GL-AL oraz ludności cywilnej jednakże należy stwierdzić, że wiele ogniw NSZ, zwłaszcza na ziemiach wcielonych do Rzeszy nie uczestniczyło w tych zbrodniach.
Oddziały narodowców dopuszczały się też pospolitych zbrodni. Taki stan rzeczy miał się utrzymywać jeszcze po zakończeniu wojny. Jacek Kuroń twierdził, że spotkał NSZ-owców w więzieniu. I podał: Niektórzy mówili, że (...) toczyli wojnę o niepodległość, ale jak się w rozmowie okazało, prowadzili normalne akcje rabunkowe. Mieszkali po domach, a schodzili się tylko na skok. Najpierw zabijali działaczy PPR. Z czasem cała ich działalność ograniczała się do rabowania.
Grupy NSZ, zresztą podobnie jak innych organizacji podziemnych, składały się często z przypadkowych ludzi, w tym z pospolitych „bandziorów”, jak określił to dowódca NSZ, Zub-Zdanowicz, co miało negatywny wpływ na morale partyzantów. Nierzadko narodowcy zmuszali członków całych band przestępczych do wstępowania w swoje szeregi. Jak podał Wojciech Lada: Z pewnością taka metoda rekrutacji do podziemnych armii nie najlepiej wpływała na ich morale, dyscyplinę i poziom ideowy, ale nie ma się co oszukiwać – twardzi, odważni, obyci z bronią i znający teren ludzie stanowili nieocenione wzmocnienie partyzanckiej siły ognia.
O zbrodniach NSZ wspomina także Henry Rollet. Według niego NSZ atakowały nie tylko oddziały GL, ale i lewicowe elementy w AK. W okresie do października 1944 r. zabito 30-40 zwolenników PKWN, zaś w grudniu tego samego roku liczbę zabitych ocenia na 400 (w większości członków PPR), a żołnierzy radzieckich na około 300. W ten sposób – jego zdaniem – rozpoczęła się wojna domowa, która miała trwać do 1948 r..
Od lutego do czerwca 1945 r. na Lubelszczyznie NSZ prowadziły akcję „Za Bugiem”, mającą znamiona czystki etnicznej. Jej celem było zmuszenie ludności ukraińskiej i uznanej za takową do wyjazdu na teren USSR, a także jej częściowa eliminacja. Badacz tematu Mariusz Zajączkowski podał, że „aby stać się ofiarą napaści, wystarczyło mieć wówczas inną niż polska narodowość i odmienne od rzymskokatolickiego wyznanie (…)”. Tylko do końca maja 1945 r. zginęło najprawdopodobniej ok. 90 Ukraińców i osób posądzonych o ukraińskie pochodzenie. Jedną z ofiar NSZ był przedwojenny naczelny kapelan Wojska Polskiego wyznania prawosławnego Bazyli Martysz, który zresztą czuł się Polakiem. Martysz już w XXI w. został kanonizowany przez Polski Autokefaliczny Kościół Prawosławny. Punktem kulminacyjnym operacji NSZ była zbrodnia w Wierzchowinach, gdzie oddział Pazderskiego zabił ok. 200 ukraińskich mieszkańców, głównie kobiet i dzieci, będących wyznania prawosławnego (zgładzono także niemal całą społeczność świadków Jehowy).
Marek Edelman powiedział, że jego były dowódca z AL, „Witek”, zaraz po wyparciu Niemców, został zabity przez NSZ rękami Sowietów:
Kiedy w Częstochowie chciał się sam zgłosić do komendanta milicji, ludzie z NSZ pojmali go, doprowadzili do Rosjan i powiedzieli, że to faszysta. A ci go zastrzelili.
Grupa Zrzeszenie Wolność i Niezawisłość zwracała uwagę na rabunkową działalność NSZ po wojnie. W dokumentach WiN, przeanalizowanych i zacytowanych przez Tokarską-Bakir, potępiono oddział NSZ pod dowództwem „Wiernego”, działający terenie powiatu Ostrołęka. Miał on podszywać się pod AK, napadać na cywilną ludność i wyrządzić szkody wielu członkom polskiej konspiracji. O podobne działania oskarżano też inne grupy NSZ-owskie, w tym z powiatu jarosławskiego oraz oddział "Jastrzębca", operujący w rejonie Krasiczyn-Bircza.
Niektóre oddziały NSZ dopuszczały się także mordów na polskich uciekinierach z Wołynia, którzy znaleźli się na Lubelszczyźnie w połowie 1943 roku, szukając tu ratunku przed terrorem ukraińskiego podziemia. Do takich wypadków doszło m.in. w Horeszkowicach, a także w Lipówkach, gdzie 17 kwietnia 1945 roku oddział Akcji Specjalnej Narodowych Sił Zbrojnych pod dowództwem st. sierż. Eugeniusza Walewskiego ps. „Zemsta” zamordował 5 osób, w tym 3 mężczyzn z rodziny Koguciuków, ocalałych z rzezi wołyńskiej. Biorąc to pod uwagę, twierdzenie iż nacjonalistyczne podziemie broniło Polaków na tym terenie przed UPA nie odpowiada w pełni rzeczywistości.
Podczas stacjonowania w Czechach żołnierze Brygady Świętokrzyskiej dopuścili się grabieży i napadów z użyciem broni, o czym informowali nie tylko Czesi, ale również zachodni alianci. Jeden z dowódców NSZ potwierdził to zresztą tymi słowami w oficjalnym dokumencie: "Doszło do mojej wiadomości, że mimo mego zakazu niektóre pododdziały wysyłają na własną rękę patrole celem zdobycia pojazdów mechanicznych, broni i amunicji. Przy tej okazji każdy patrol przynosi produkty żywnościowe i przedmioty niewojskowe. Fakty te dochodzą do wiadomości władz amerykańskich różną drogą, powodują z ich strony interwencje, które mogą spowodować żądanie oddania naszej broni. Uprzedzam, że tego rodzaju wykroczenia będę traktował jako przestępstwo przeciwko istnieniu naszej Grupy. Za wysłanie patrolu bez mojej wiedzy będę karał jak najsurowiej, przede wszystkim dowódców".
Rocznik świadków Jehowy z 1994 r. opisał powojenne działania NSZ wymierzone w tę społeczność. Wskutek prześladowań ucierpiało ok. 4 tys. świadków Jehowy, 60 zostało zabitych. Napadnięto na 800 domów wyznawców. 1 marca 1946 r. w okolicach Chełma zaatakowano dwoje młodych ludzi. Chłopiec, choć dotkliwie pobity, zdołał uciec. 15-letnią Henrykę Żur poddano torturom i zastrzelono w lesie. 18 marca tego samego roku partyzanci wdarli się do domu Jana Ziemcowa. Pobili jego rodzinę, a samego mężczyznę skatowali na śmierć. 12 czerwca 1946 r. z rąk żołnierzy zginął Aleksander Kulesza, a jego syn, przyszły kaznodzieja, został pobity. We wszystkich opisanych przypadkach chciano wymusić konwersję świadków Jehowy na katolicyzm.

## Stosunek do ludności żydowskiej

### Kwestia antysemityzmu
Wysuwa się zarzuty, że mające swoje polityczne korzenie częściowo w ruchach narodowo-radykalnych (m.in. ONR, RNR „Falanga” i ONR „ABC”) Narodowe Siły Zbrojne miały negatywny stosunek do ludności pochodzenia żydowskiego. W Atlasie polskiego podziemia niepodległościowego 1944–1956 (pod red. Sławomira Poleszaka, Rafała Wnuka, Agnieszki Jaczyńskiej, Magdaleny Śladeckiej) zwrócono uwagę na rasistowski charakter Organizacji Polskiej, która kierowała Związkiem Jaszczurzy, a który to wszedł w skład NSZ: Ideologia OP ukształtowała się przed wybuchem II wojny światowej i podczas jej trwania nie uległa większym zmianom. Członkami organizacji mogli zostać Polacy, którzy potrafili udowodnić swą czystość rasową do czwartego pokolenia wstecz. Ponieważ przywódcy ruchu narodowo-radykalnego definiowali polskość na wskroś etnicznie, mogła być ona dziedziczona jedynie przez krew, co wykluczało asymilację grup uznanych za etnicznie niepolskie. Szczególnie negatywnie oceniano Żydów – tak ze względów kulturalno-religijnych, jak i z powodu miejsca na rynku pracy, jakie zajmowali przed wojną. Działacz opozycji antykomunistycznej Konstanty Gebert tak pisał o NSZ: Mordowanie Żydów nie było wypadkiem przy pracy, efektem ubocznym ideologii NSZ – morderczego ramienia polskiego faszyzmu. Napotkanie oddziału NSZ oznaczało dla ukrywających się Żydów wyrok śmierci. Wojciech Lada podał, że formacja „miała na swoim koncie liczne zabójstwa ludności żydowskiej”. Światowa Federacja Żydów Australijskich stwierdziła z kolei w liście otwartym do Prezydenta Lecha Wałęsy, że NSZ była to grupa „głosząca i uprawiająca jawnie rasistowską ideologię i splamiona krwią niewinnych ludzi, w tym dzieci, kobiet i starców zamordowanych tylko dlatego, że byli Żydami. Nie dość na tym: NSZ pomagało wspólnemu wrogowi oczyścić Polskę z Żydów, uciekając się nawet do współpracy z Gestapo w tym niecnym dziele”. Bogumił Grott tezy zawarte w Liście otwartym określił mianem „gołosłownych pomówień”.
Charakterystyczna dla takiej postawy była m.in. instrukcja zasadnicza walki powstańczej, wydana przez Komendę Główną NSZ 5 grudnia 1942 r. Nakazywała wówczas taki sposób postępowania z żyjącymi jeszcze wtedy Żydami w szczątkowych gettach i obozach pracy: Należy tymczasowo utrzymać w mocy wszystkie zarządzenia władz niemieckich nie otwierając getta. Zabronić Żydom wyjścia z małych miasteczek w okolicę. Instrukcji tej ani innych dokumentów określających wrogi stosunek NSZ do Żydów nie opublikował Leszek Żebrowski w żadnym z 3 tomów dokumentów NSZ opublikowanych przezeń w latach 90., podobnie Piotr Gontarczyk w swej obszernej książce PPR droga do władzy.
Zwolennicy tezy o antysemityzmie NSZ często przywołują fakt istnienia tzw. list proskrypcyjnych. Po rozłamie w NSZ, nazwiska osób podejrzanych o sympatie lewicowe, działalność komunistyczną i/lub żydowskie pochodzenie były umieszczane przez kontrwywiad NSZ-ONR na takich listach. W kwietniu 1944 r. na jednej z takich list znaleźli się m.in. Irena Sendlerowa – kierowniczka referatu dziecięcego Rady Pomocy Żydom przy Delegaturze Rządu na Kraj („Żegoty”), Aleksander Kamiński – redaktor naczelny „Biuletynu Informacyjnego” Komendy Głównej AK i autor powieści Kamienie na szaniec, Izabella Kuczkowska – działaczka „Żegoty”, która zorganizowała w domu pogotowie opiekuńcze dla dzieci żydowskich, oraz znany z pomocy Żydom Stanisław Papuziński i jego żona Zofia. Wskazanie Kamińskiego jako osoby do likwidacji uzasadniono następująco: „Żydofil, który zawsze skłaniał się do skrajnej lewicy-komuny. Niepewne pochodzenie matki (Żydówka lub Francuzka, wzgl. francuska Żydówka)”. W rzeczywistości oboje rodzice Kamińskiego byli Polakami, a przyczyną wydania na niego wyroku śmierci przez NSZ-ONR był – podobnie jak w przypadku Sendlerowej – udział w akcji ratowania Żydów. Umieszczenie na liście proskrypcyjnej mogło mieć tragiczne konsekwencje. Znajdujący się na pierwszym miejscu innej, liczącej 52 nazwiska, listy proskrypcyjnej prof. Ludwik Widerszal – szef Podwydziału „Z” (ziemie zachodnie i wschodnie) Biura Informacji i Propagandy KG AK (opisany jako „Żyd, uczeń Handelsmana, historyk, komunista”) został zamordowany 13 czerwca 1944 w swoim mieszkaniu przy ul. Asfaltowej 17 w Warszawie przez oddział Andrzeja Popławskiego „Sudeczki”. Również Sendlerowa była fizycznie zagrożona. Wspominała: „Po wyjściu z Pawiaka dwa razy do mego domu przychodziła bojówka z NSZ, chcąc mnie oddać w ręce gestapo, uniknęłam tego tylko dzięki pomocy pracownika fizycznego administracji domu, w którym mieszkałam, który mi ułatwił ucieczkę”.
Oryginały wspomnianych list proskrypcyjnych znajdują się w Archiwum Akt Nowych, w aktach Delegatury Rządu na Kraj (teczka o sygn. 202/II-43). W opinii Mariusza Olczaka (w momencie udzielania wywiadu zastępca dyrektora AAN), tzw. listy proskrypcyjne sporządzane przez kontrwywiad NSZ-ONR nie są to w żaden sposób wykazy osób do likwidacji, ale „Raporty specjalne” dotyczące osób podejrzewanych o poglądy komunistyczne. W innym miejscu zauważył: „W żaden sposób nie można tych dokumentów traktować jako wykazu osób do likwidacji”. Sebastian Bojemski także zauważa, po analizie źródeł: „Nie jest to zatem «lista nienawiści» czy też «proskrypcyjna», lecz forma sprawdzenia, na ile dana organizacja stanowiła zagrożenie dla Polskiego Państwa Podziemnego w obliczu nadchodzącej Armii Czerwonej i nowej okupacji“. Jednak NSZ-ONR nie był częścią Polskiego Państwa Podziemnego, nie uznawał go i tym samym nie miał legitymacji na działalność w imieniu państwa polskiego. Jak pisze Rafał Wnuk: „Oenerowcy znaleźli się poza politycznymi i wojskowymi strukturami państwa polskiego. Ich sytuacja formalnoprawna i polityczna była więc identyczna z położeniem polskich komunistów. NSZ-ZJ, tak samo jak GL-AL, nie włączyły się do PSZ, oenerowska Grupa „Szańca”, podobnie jak PPR, nie weszła do porozumienia stronnictw politycznych, na których opierał się rząd polski na uchodźstwie, ani do Rady Jedności Narodowej (RJN) – podziemnego parlamentu”. Tomasz Szarota dowodzi, że osoby znajdujące się na listach proskrypcyjnych, w założeniach, miały zostać zabite lub przekazane do gestapo, gdyby były bliskie przejęcia władzy
Niejasny jest też stosunek NSZ do ukrywania Żydów. Kontrwywiad NSZ raportował o przypadkach, kiedy NSZ-owcy żądali haraczy od Polaków ukrywających członków prześladowanej mniejszości. W listopadzie 1943 banda partyzantów pod dowództwem niejakiego „Zagłoby” napadła na gospodarza w gminie Piotrowice i obrabowała jego majątek za to, że nie chciał zapłacić dobrowolne. Ta sama grupa miała wymusić pieniądze od innych osób. Dane kontrwywiadu wskazują na to, że w tym regionie dowództwo NSZ tolerowało szmalcownictwo i przymykało oczy na ten proceder we własnych szeregach, karząc je tylko wtedy, kiedy żołnierze nie dzielili się zyskami z resztą organizacji.
Hershel Edelheit i Abraham Edelheit, autorzy A World in Turmoil: An Integrated Chronology of the Holocaust and World War II, książkowej chronologii przebiegu Holocaustu i zbrodni na Żydach w czasie II wojny światowej, informowali o tym, że w marcu 1945 r. NSZ rozprowadzać miało wśród ludności polskiej ulotki nawołujące do mordowania Żydów.
Brygada Świętokrzyska – jak podaje Grzegorz Motyka – uznawała „za sprzyjających komunistom z góry uznawano ukrywających się przed nazistami Żydów”, co prowadziło do zabójstw.

### Antysemityzm w prasie NSZ
Same NSZ nie ukrywały antysemityzmu, a ich prasa publikowała antyżydowskie teksty. W „Szańcu”, który Tokarska-Bakir wprost klasyfikowała jako pismo antysemickie, wieszczono, że Żydzi będą współdziałali z Niemcami, by razem niszczyć Polaków. Żydzi byli utożsamiani nie tylko z nazistami, ale też z komunistami. Pismo „Załoga” wskazywało na to, że to właśnie przedstawiciele tego narodu stworzyli tę ideologię: Komunizm jest zdradziecką bronią «narodu wybranego», który chce przy jej pomocy opanować cały świat, tak jak opanował Rosję. […] Walczyć z nią trzeba myślą, słowem, pięścią  Publicyści prasy NSZ-owskiej spierali się o miejsce Żydów w przyszłej Polsce. Jedni z nich uważali, że ze względu na ich wrogość, będzie trzeba ich wyrzucić z kraju, a inni, że będzie ich można warunkowo pozostawić, ale nie będą się mogli kontaktować z Polakami.
W piśmie NSZ „Praca i Walka” opublikowano artykuł „Dlaczego należymy do NSZ?”, w którym wskazano, że celem NSZ jest walka z m.in. Żydami: Obowiązkiem każdego Polaka podczas wojny jest walka z najeźdźcą, walka o niepodległość Ojczyzny, o oswobodzenie jej z jarzma i niedopuszczenie do niej w przyszłości żadnego wroga, czy to otwartego, jak Niemiec, czy ukrytego jak Żyd. Dla prowadzenia tej walki wstąpiliśmy do Narodowych Sił Zbrojnych.
W piśmie „Placówka” stosowano rasistowskie argumenty wymierzone w Żydów: U Żydów straszliwie i nieuleczalnie chora dusza musiała i ciało zarazić. Poprzez krew idą zatrute właściwości rasy żydowskiej z pokolenia w pokolenie. Krew to tak silna, że w mieszanych małżeństwach nieraz w trzecim czy czwartym pokoleniu wyłazi z mieszańca Żyd, równie groźny jak ten czystej krwi.
Już w czasie pierwszej masowej akcji hitlerowskiej w gettach trwającej od 22 lipca 1942 r. prasa endecka i ONR-owska nie ukrywała satysfakcji z zagłady tysięcy ludzi. Organ prasowy ONR „Szaniec” pisał wówczas: Żydów (...) musimy się pozbyć bez wyjątku jako elementu obcego, bezwzględnie wrogiego i nie do zasymilowania.
Prasa NSZ z radością przyjęła rozbicie powstania w getcie warszawskim. Artykuł pt. „Komunistyczna inspiracja w getcie warszawskim” pojawił się w kilku pismach NSZ, w tym w „Polskiej Informacji Prasowej”. Pisano w nim:
Opór i zaopatrzenie w broń kilkutysięcznej rzeszy żydów [słowo to zapisano małą literą] był zorganizowany i przeprowadzony przez Bund i komunistów. To właśnie elementy były przez cały okres okupacji jak najbardziej wrogo usposobione do Polaków i przysposobiły się w ramach organizacji komunistycznych do krwawej rozprawy z Polakami w momencie przełomowym. W planach komunistów getto miało być zasadniczym czynnikiem przedwczesnego powstania, do sprowokowania, którego dąży PPR. W getcie przez dłuższy czas pracowały drukarnie komunistyczne, tam znajdowały się składnice broni i działy sztabu komunistyczne, z których oficerowie sowieccy kierowali dywersją. W tym świetle należy uważać opór stawiany przez Żydów za fakt dodatni, który spowodował rozładowanie zawczasu jednego z arsenałów komuny, wyrządzając przy tym Niemcom sporo kłopotów i kompromitacji.
„Narodowa Agencja Prasowa” odmawiała patriotyzmu uczestnikom powstania: Nie zgadzamy się […] gdy nazywa się obronę ghetta warszawskiego – walką o Polskę, ponieważ Żydzi tamci walczyli nie o Polskę, lecz jedynie o swoje życie, a stosunek ich do Polski, Narodu polskiego i sprawy polskiej był na ogół ujemny, co jest nam wszystkim znane.
Stanowisko NSZ nie zmieniło się nawet w obliczu holokaustu. W piśmie „Barykada” wyrażano radość z powodu pozbycia się Żydów z Polski. Pisano tam: Możemy potępiać Niemców za ich bestialskie metody, ale nie możemy zapominać o tym, że żydostwo było i będzie zawsze elementem destrukcyjnym w naszym organizmie państwowym. Likwidacja Żydów na ziemiach Polski ma wielkie znaczenie dla przyszłego naszego rozwoju, gdyż uwalnia nas od wielomilionowego pasożyta. Nie zapominajmy, że rozwiązanie tego problemu w sensie usunięcia Żydów z naszych terenów, czekało nas nieuchronnie. […] Niemcy poważnie nam w tej kwestii pomogli.
NSZ-owcy byli też krytyczni wobec pomagania zbiegom z holokaustu. Autorzy pisma „Szaniec” stwierdzili: Rzecz notorycznie znana, że całe dziesiątki Żydów utrzymywanych jest za pieniądze państwowe. «Zapomogi» im udzielane sięgają przedwojennych ministerialnych pensji, a pochłaniają dziesiątki i setki tysięcy. Bierze je zaś nie jakaś tam nędzota żydowska; pejsaty motłoch, ale tuzy brzuchate i syte, przedwojenni macherzy od zakulisowej polityki. To ich przechowuje się i zachowuje w ukryciu. Na po wojnie. Nic to, że nie ma pieniędzy na wydobywanie z łap hitlerowskich podziemnych żołnierzy, że rodzinami więźniów konających w obozach ani rozstrzelanych zakładników nikt się nie interesuje: Dla wszystkich przecież pieniędzy nie starczy. Trzeba ratować tych cenniejszych. Tych najcenniejszych! Znane to rzeczy. Pamiętamy o nich i nie zapomnimy. Jeszcze gorsze jest żądanie broni dla Żydów – tych, co włóczą się z komunistycznymi bandami po lasach, rabują chłopów. Bo innych nie ma – getta wymarły.
„Informator” usprawiedliwiał zbrodnie na narodzie żydowskim: Ze zgrozą patrzymy na zakończenie tego wiekowego procesu rozwojowego. Musimy jednak o jednym pamiętać: że tylko przez obce zupełne oddzielenie można zabezpieczyć się przed jadem płynącym z obcego ciała.
Na łamach „Szańca” postulowano, żeby po wojnie odebrać prawa polityczne Żydom-ocalałym z holokaustu.

### Zabójstwa Żydów przez NSZ podczas wojny
Encyklopedia Holokaustu podaje, że setki polskich Żydów zostało zamordowanych przez żołnierzy Narodowych Sił Zbrojnych. Joanna Tokarska-Bakir napisała, że przedstawiciele okręgu V NSZ uznawali zabijanie Żydów za ważniejsze od walki z Niemcami.
Dowództwo NSZ w grudniu 1942 r. poleciło swoim ludziom, by ci likwidowali oddziały żydowskich partyzantów na równi ze zbiegłymi jeńcami radzieckimi i kryminalistami. Rozkazano: Członków band rozstrzeliwać, gdyż są albo elementem nasłanym przez wroga, albo działają, jako bandyci miejscowi, przeciwko życiu i mieniu Polaków, o których nie dbają okupanci.
Według raportów podziemnej Gwardii Ludowej WRN, NSZ mordowało zbiegłych Żydów na terenie powiatu Miechów i zaatakowało oddział WRN ukrywający zbiegłych Żydów domagających się ich wydania.
Jan Tomasz Gross wskazuje na to, że NSZ-owcy zabijali Żydów w regionie kieleckim.
Dariusz Libionka, na łamach pracy „Lokalne struktury Narodowych Sił Zbrojnych wobec ukrywających się Żydów w świetle powojennych materiałów śledczych i procesowych – przypadek powiatów miechowskiego i pińczowskiego”, badał zbrodnie NSZ na Żydach na tych jednostkach terytorialnych. Doszedł do następującego wniosku: Razem ofiar było około 45. Tylko nieliczni mieli jakieś związki z podziemiem komunistycznym czy prowadzili działalność mogącą być uznaną za przestępczą w rozumieniu okupacyjnych realiów. Wśród ofiar były kobiety w różnym wieku, a nawet dwuletnie dziecko. W przypadku tych powiatów posiłkował się materiałami z powojennych śledztw i nie tylko. Jednocześnie Libionka przyznał, że dla niektórych badaczy informacje pochodzące z procesów ws. NSZ mogą nie być wiarygodne. On sam jednak przekonuje, że „trudno zgodzić się na tak kategoryczne odrzucenie ważnego korpusu źródeł”, ponieważ wśród nich znajdują się m.in. protokoły z ekshumacji. Poza tym świadkowie i oskarżeni mieli wskazywać miejsca, gdzie znajdują się zmasakrowane zwłoki. Historyk zwraca również uwagę na to, że żaden z analizowanych przez niego procesów „nie był planowany jako proces polityczny” i że w ich trakcie „oskarżeni starali się pomniejszać swoją rolę, przerzucając odpowiedzialność na kolegów lub rzeczywistych czy wymyślonych przełożonych”.
O specjalnej grupie NSZ działającej w Józefowie koło Warszawy, zajmującej się tropieniem i zabijaniem Żydów, pisze Josef Kermisz i Michael Robert Marrus.
Historycy, tacy jak Kermisz i Halina Lerska, piszą o współdziałaniu NSZ i Gestapo, Wehrmachtu i niemieckiej żandarmerii przy zabijaniu ludności żydowskiej. Akta Gestapo potwierdzają udział NSZ w zabijaniu Żydów. Tadeusz Komorowski „Bór”, w jednym z raportów, wzmiankował o kooperacji NSZ i Niemców w antyżydowskich akcjach na terenie kilku powiatów:  Oddziały NSZ mimo zakazu napadają sowieckie oddziały part. W łukowskim NSZ zabiły 11 żołnierzy sow. D-ca mjr Stepanow interweniował 29 maja i kmdta Obwodu AK. W powiatach włoszczowskim, pińczowskim i stopnickim, niżsi dowódcy NSZ współpracują z Niemcami przy likwidacji Żydów. NSZ kontynuuje wszędzie napady na PPR i ludzi z lewicy polskiej.
Alan Levine pisał natomiast o mordach dokonanych przez NSZ na ukrywających się w lasach Żydach.
Żydów zabijały m.in. oddziały Zub-Zdanowicza. W okolicach Kraśnikach partyzanci mieli zamordować sześciu domniemanych żydowskich agentów Gestapo (Libionka sugeruje, że teza o rzekomej agenturalnej działalności Żydów mogła zostać wymyślona przez weteranów NSZ). W lutym-maju 1943 jego ludzie dokonali ponadto zabójstwa 4 osób z żydowskiej rodziny Anklów w kolonii Zakrzówek. Mniej więcej w tym samym czasie zabito 7 członków rodziny Erlichów w Bystrzycy, 6 członków rodziny Brennerów w Majoracie i kobietę w Rudnikach. W lipcu 1943 NSZ-owcy zabili 3 Żydów ukrywających się w lasach w okolicy Urzędowa.
W lutym 1943 współpracownik Stanisława Grabdy zorganizował przeszukanie w gospodarstwie w Śladkowie Małym. Mężczyzna wykrył ukrywających się Żydów. Wszystkich kilkunastu ludzi przekazano w ręce Niemców, którzy ich rozstrzelali. Grabda nakazał torturować, a później zabić przechowującego ich gospodarza. Ten sam dowódca miał też rozstrzelać dwóch Żydów w gminie Gęsice i dwóch zbiegów żydowskich z obozu pracy, którzy chcieli się przyłączyć do partyzantki w okolicach Rakowa.
W czerwcu 1943 Stanisław Chmielewski ps. „Buk”, będący szefem placówki NSZ w Skrzypiowie, polecił innym żołnierzom organizacji zabicie ukrywającej się Żydówki i jego dziecka, którzy wcześniej zwrócili się do niego o pomoc. Ofiary rozstrzelano i zakopano w płytkim grobie w lesie. „Buk” po wojnie potwierdził, że niedługo później członkowie Narodowych Sił Zbrojnych w tym regionie dopuścili się trzech innych mordów na Żydach: najpierw zabito dwóch mężczyzn i kobietę, następnie dwie kobiety, a na koniec małżeństwo. Niektórym ofiarom zabrano ubrania. „Buk” o inspirację mordów oskarżył dowódcę NSZ Józefa Chmielewskiego ps. „Aleksander”, który rzekomo miał powoływać się na „tajne rozkazy NSZ”, każące „bezwzględnie tępić” Żydów. Po wojnie „Aleksander” stanowczo zaprzeczał tym oskarżeniom i zapewnił, że od początku potępiał zabójstwa.
Jesienią 1943 (lub w maju 1944, gdyż źródła nie są jednoznaczne) ludzie dowodzeni przez Kazimierza Benedykta Nowaka ps. „Łoś” zabili Żyda ukrywającego się we wsi Przytyk. Wkrótce potem grupa wyeliminowała innego zbiegłego mężczyznę o żydowskich korzeniach. „Łoś” i jego ludzie mieli na koncie również kolejne ataki. W Dziewięczycach podjęli nieudaną próbę zabicia trzech ukrywających się Żydów. Gdy to się nie udało, pojechali do miejscowości Polichno, gdzie udało się im zamordować trzy Żydówki. Sołtys Polichna ujawnił po wojnie: W maju czy czerwcu [1944] przyszedłem z kościoła, jadłem obiad, przybiegł chłopak i mówi, że mnie partyzanci szukają. Weszło dwóch, pytali: «masz tu Żydów?« Poszli, szukają, do piwnicy i na strych. Usłyszałem strzał, poszedłem na miejsce, gdzie go słyszałem. Pytają, który tu jest sołtysem. Ja mówię, że ja. Oni mówią: «cholero, mówisz, że nie masz Żydów, a są«. Zabili trzy Żydówki, kazali je pochować. (...) Byli to eneszetowcy. Nie wiem, gdzie przechowywały się Żydówki. Zabito je za to, że były Żydówkami. W Lipówce zabili kilku nieuzbrojonych Żydów, w tym niektórych podczas próby ucieczki. Inną ofiarą partyzantów „Łosia” był nastoletni Ajle Jakubowicz, który ukrywał się w miejscowości Góry, gdzie wykonywał dorywcze prace. Chłopiec został uznany przez sprawców za „komunistę”. Już po egzekucji strzelono jeszcze w jego zwłoki.
W styczniu 1944 roku jeden z żołnierzy NSZ raportował, że wraz z kompanami zabił dwójkę Żydów:  W styczniu 1944 (...) udaliśmy się furmanką do Opoczna (...) do domu położonego na krańcu miasta. «Słoń-Konrad« wyprowadził z tego mieszkania dwóch żydków [pisownia oryginalna], jeden miał około 20 lat, a drugi około 30, i właściciela tego mieszkania (...), który tych żydków przetrzymywał, po czym udaliśmy się z tymi aresztowanymi w powrotną drogę do wsi Ludwików pow. Opoczno. Po upływie dwóch dni «Lucjan« [Stanisław Masłocha] tego właściciela (...) zwolnił do domu, a żydków podczas marszu trzeciej nocy, koło wsi Petrykozy pow. Końskie, rozstrzelano. Jednego żydka strzelałem ja osobiście z pistoletu «Lucjana« i z jego rozkazu, a drugiego (...) zastrzelił «Orzełek1« (...). Byli oni strzelani w tył głowy. NSZ-owcy ukarali też goszczącego ich gospodarza w inny sposób: bestialsko pobili jego żonę i okradli ją z odzieży i bielizny. Informacja o zbrodni została przekazana przez NSZ do Gestapo. Co więcej, Żydzi zostali zabici pomimo tego, że sami prosili o to, aby ich zachować przy życiu i włączyć do oddziału.
W lutym 1944 roku oddział Józefa Wyrwy napadł na gospodarza ze wsi Kurzacze. Jak podał mężczyzna: Oddział ten był u mnie w domu, gdzie przeprowadził rewizję domową, szukając broni i ukrywających się Żydów, których miałem ukrywać w swoim gospodarstwie. Żydów nie znaleziono, ale gospodarz mimo to został ciężko pobity przez NSZ-owców.
Tadeusz Piotrowski napisał, że być może polscy partyzanci, którzy zamordowali w marcu 1944 r. 120 Żydów w Worczynie, mogli być członkami Narodowych Sił Zbrojnych.
5 maja 1944 oddział Kołacińskiego ps. „Żbik” dokonał napaści i masakry Żydów w Górkach Budziszowickich. Uczestnik akcji raportował: Dębica (gajówka), poczta Pińczów. Postój dwudniowy bez żadnych wydarzeń, prócz akcji na trzynaścioro żydów, ukrywających się w Górkach Budziszowickich w okolicach Małego Książa – cztery drużyny w liczbie czterdziestu żołnierzy pod dowództwem szefa kompanii »Bursika« udało się w podwodach do wymienionej miejscowości, gdzie po wyciągnięciu trzynaściorga Żydów (parę dzieci, starszych panien, starszych kobiet, około w tym samym wieku siedmiu mężczyzn), skatowaniu gospodarza, u którego żydzi przebywali, wywieźli ich o parę kilometrów od tej miejscowości na polanę i rozstrzelali, pozostawiając ich na miejscu.
7-8 maja 1944 r. członkowie oddziału Brygady Świętokrzyskiej „Żbika” wkroczyli do Giebułtowa. Wykryli tam grupę Żydów ukrywających się u gospodarza Koniecznego. NSZ-owcy wyprowadzili ich do lasu. Tam udało się im zastrzelić: Majera Matusińskiego, jego żonę Rywkę i czwórkę ich dzieci; Hindę Herszkowicz i trójkę jej dzieci oraz Taubę z rodziny Lejzorek. Kilku innym pojmanym Żydom udało się zbiec Jeden z nich, Chil Lejzorek, dotarł do sąsiedniej wsi, gdzie miejscowi chłopi wydali go Niemcom. Żydzi uprowadzeni z Giebułtowa nie stawiali oporu, ponieważ NSZ-owcy powiedzieli im, że chcą im pomóc i przygarnąć do swojego oddziału. Przebieg mordu jest znany m.in. dzięki świadectwom Koniecznego, dokumentom AK, zeznaniom członków NSZ i relacjom ocalonych ofiar. O pogromie poinformowano Gestapo lub żandarmerię niemiecką. Funkcjonariusze przyjechali na miejsce i zamordowali córkę oraz żonę Koniecznego.
Latem 1944 r. Brygada Świętokrzyska NSZ dopuściła się co najmniej dwóch mordów na Żydach. Jeden ze świadków jej działalności mówił: Przyprowadzili z miejscowości Sulków do mojej wioski [Czaryś k. Włoszczowej] rodzinę żydowską, składającą się z trzech osób, w tym dziecko lat 4 (chłopczyk). Rodzinę tę umieszczono w spichlerzu Stępniaka Stanisława, gdzie po 3 lub 3 dniach wspomniana rodzina żydowska została wyprowadzona do czaryskiego lasu obok wsi Wola Czaryska, którą tam rozstrzelano. (...) Po kilku dniach żbikowcy złapali trzech ob. polskich narodowości żydowskiej, byli to mężczyźni w wieku ok. 20 do 25 lat, których również wyprowadzono do lasu i rozstrzelano. Informacja o zbrodni na trzech dorosłych Żydach została potwierdzona w kronice jednostki NSZ. Wynika z niej, że mężczyźni chcieli się do niej zaciągnąć, myśląc, że jest to drużyna AL.
Marek Edelman obarczył NSZ po 1944 r. winą za zabójstwa Żydów w czasie tzw. akcji kolejowych, cyt.: Przed Kielcami był Kraków, Rzeszów… I nie tylko pogromu. A akcja wagonowa? Jak jechałem do Kielc po pogromie, to na wszystkich stacjach były zasadzki – niezależnie od tego, co się działo w Kielcach. Wyciągali z pociągów i zabijali. Ciężarówka jechała i to samo. Wyławiali Żydów. Mówili: Żydów i komunistów. W 1947 r. studentka medycyny jechała ciężarówką do Pabianic – innej komunikacji nie było. Zatrzymali ją. I zastrzelili po drodze. Teraz się mówi, że tylko kilkuset Żydów zginęło w ten sposób i że zabiły ich bandy… Ale do tego się nigdy nie dojdzie. To była taka atmosfera. Według wyliczeń Józefa Adelsona, akcja pociągowa współorganizowana przez NSZ pochłonęła życie 200 Żydów.
Zabijanie Żydów przez NSZ potwierdził nawet prawicowy Piotr Zychowicz. Przywołał on kilka sytuacji z Lubelszczyzny. Chodzi m.in. o zamordowanie kilku Żydów 20 marca 1945 r. przez oddział Bolesława Kulimowskiego „Sokoła”. Ten dowódca chwalił się w swoim raporcie:
Zostały zlikwidowane wyrokiem śmierci osoby: czterech Żydów, osiem kobiet pochodzenia ukraińskiego, które szkodziły Polakom lub pracowały na ich szkodę, oraz siedemnastu mężczyzn, również pochodzenia ukraińskiego, zlikwidowanych częściowo podczas akcji na transporty, a częściowo podczas specjalnej egzekucji.
W relacji Zychowicza, 24 kwietnia 1945 r. ludzie z oddziału NSZ Pazderskiego zabili pięciu Żydów, żołnierzy polskich, którzy stacjonowali w majątku w Kaniach. Motyw tej zbrodni był czysto antysemicki, ponieważ żołnierzy o polskich korzeniach wypuszczono na wolność. Wersję tę potwierdza Motyka.
16 kwietnia 1945 NSZ-owcy zabili pięciu Żydów w Klimontowie: Abraham Złotnicki, rodzeństwo Szyja i Chil Lederman oraz parę, Chaim i Rywka Penczyna. Pozostali Żydzi, ze strachu przed narodowcami, uciekli z miejscowości.
Tokarska-Bakir przytoczyła relację, wedle której, już po wojnie, bojowcy Narodowych Sil Zbrojnych zabili całą żydowską rodzinę w Goźlicach. Żydzi ukrywali się u polskiego gospodarza. Jedną z ofiar był siedmioletni Awner Diamant.
Niekiedy NSZ-owcy nie zabijali Żydów samodzielnie, ale wysługiwali się w tym Niemcami lub policją. Libionka zacytował wspomnienie członka NSZ ze wsi Kolonia Kiełczewice. Żołnierz twierdził, że wraz z towarzyszami broni oddał pięciu Żydów w ręce granatowej policji w Piotrowicach. Żydów następnie oddano w ręce niemieckich żandarmów. Kazimierz Korpett, szef placówki NSZ we wsi Bugaj, który posługiwał się kilkoma pseudonimami, jesienią 1943 miał naprowadzić żandarmów na bunkier, gdzie chowało się czterech Żydów. Wkrótce wskazał Niemcom inny bunkier, również położony w lasach chroberskich. W wyniku tej drugiej obławy zabito sześć osób. Tokarska-Bakir zacytowała relację Władysława Piwowarczyka z Buska, który ukrywał w piwnicy swojego brata i kilkunastu Żydów. Partyzanci chcieli ich zlikwidować, jednak odstąpili od tego, gdyż ukrywający się ludzie byli uzbrojeni. W związku z tym donieśli na nich granatowej policji. Piwowarczyk zeznał, że w akcji policyjnej zabito zarówno jego brata, jak i Żydów.

### Zabójstwa Żydów przez NSZ podczas powstania warszawskiego
Narodowe Siły Zbrojne oskarżane były o mordowanie Żydów w trakcie powstania warszawskiego. Zarzut ten przedstawił m.in. Shmuel Krakowski oskarżył NSZ o mordowanie Żydów podczas powstania warszawskiego. Samuel Willenberg pisze, że był ostrzegany przed członkami NSZ chcącymi go rozstrzelać za pochodzenie żydowskie. Chaim Goldstein, uciekinier z getta opisuje dwa bezkarne morderstwa Żydów, których był naocznym świadkiem: pierwsze wydarzyło się na Mławskiej, kiedy oddział w pasiakach odpoczywał, a jeden z jego członków został zastrzelony z małej odległości, drugi miał miejsce podczas sprawdzania strat po ataku na barykadę u zbiegu Miodowej i Długiej, kiedy oddział został ostrzelany i zginęło dwóch jego członków, żołnierze NSZ mieli krzyczeć „Nam nie potrzeba walczących Żydów! Wszystkich należy zabić! Śmierć Żydom!”. Bronisław Anlen pisze o zaimprowizowanej „rozprawie”, którą przeprowadzili członkowie NSZ-AK nad uciekinierem i uciekinierką z Gęsiówki, którym postawiono zarzut szpiegostwa w oparciu o kartkę na zakupy w niemieckim sklepie, znalezioną u kobiety; oboje zostali rozstrzelani.

### Zabójstwa Żydów przez NSZ po wojnie
Głośnym przypadkiem był pogrom w Przedborzu z maja 1945 r. Jego ofiarą padło od siedmiu do trzynastu Żydów. Według wersji dowódcy oddziału, który dokonał mordu, Kołacińskiego ps. „Żbik”, ofiary były wyselekcjonowanymi spośród 300 mieszkających w mieście Żydów rzekomo „płatnymi agentami Moskwy”. Historycy uznali te rewelacje za nieprawdziwe. Po wojnie w Przedborzu przebywało nie więcej niż kilkunastu ocalałych Żydów. Z kolei Instytut Pamięci Narodowej stwierdził jednoznacznie, że zamordowani Żydzi nie byli funkcjonariuszami komunistycznymi.
Żydowska Agencja Prasowa w 1945 poinformowała o mającej miejsce 20 czerwca 1945 r. w Żelechowie zbrodni, pisząc: Bandyci z NSZ zamordowali w Żelechowie Salomona Epnera, liczącego lat 21 i Perlę Fajgezucht. Zbrodnie te spotkały się z wielkim oburzeniem w społeczeństwie. Władze wszczęły energiczne śledztwo i pościg za ohydnymi zbrodniarzami. Zamordowani zostali ukrywający się Żydzi Salomon Epner, Perla Fajgezucht, Saba Edelman, jedna osoba uciekła, a ciężarna kobieta została postrzelona. W relacji jedna ze świadków mordu, Chanke Ashlak pisała o tym, że członkowie NSZ szukali ukrywających się Żydów, relacjonowała ona: Mordercy weszli do domu i spytali polskiej rodziny: „Gdzie są te Żydówki, które uciekły?”. Nikt im nie odpowiedział. Zaczęli szukać i zajrzeli pod łóżko, świecąc latarką. Znaleźli moją biedną przyjaciółkę, a kiedy ją wyciągali, błagała ich słowami, których nigdy nie zapomnę: „Panowie, nie zabijajcie mnie, przeżyłam tyle okropieństw, straciłam wszystko i wszystkich, darujcie mi życie, ja tak pragnę żyć…”. 11 czerwca oddział ten zabił grupę „polskich działaczy demokratycznych”, wśród których znalazło się kilku Żydów.
8 lipca 1945 bojówka NSZ zamordował troje spośród ośmiu Żydów w Opocznie, w tym jednego, który przeżył pobyt w Auschwitz.
Od 1 października 1945 do 2 stycznia 1946 r. polskie władze zarejestrowały 38 przypadków zabójstw Żydów przez NSZ.
W czerwcu 1946 r. oddział NSZ w liczbie 40 żołnierzy zabił 4 Żydów. Zbrodnie narodowców w pociągach potępiły Centralny Komitet Żydów Polskich i Światowa Organizacja Żydów Polskich. Lider tej drugiej organizacji oskarżył zresztą m.in. NSZ o zabicie po wojnie aż tysiąca Żydów.
Powojenne oddziały NSZ utrzymywały też kontakt z przestępcami, którzy rozkopywali żydowskie groby w celach rabunkowych. Oddział narodowców z okolic Treblinki pozwalał im na ten proceder pod warunkiem, że bandyci będą płacić im haracz.

### Argumenty przeciwników tezy o antysemityzmie NSZ
W 1986 Israel Gutman, ówczesny dyrektor Ośrodka Badawczo-Naukowego Jad Waszem, wspólnie ze Shmuelem Krakowskim wydał pracę, w której podaje, że udokumentowano 120 przypadków zabójstw Żydów przez żołnierzy podziemia, z czego tylko jeden przypadek można przypisać żołnierzom NSZ, a pozostałe AK, jednak z powojennych relacji ocalałych Żydów ze wsi Zakrzówek wynika, że i ten mord nie został popełniony przez żołnierzy NSZ, a przez Niemców.
Z Gutmanem nie zgodził się Jerzy Ślaski, ponieważ według niego żaden z powojennych zarzutów o mordowanie Żydów nie został udokumentowany. Rzekomo nigdzie nie powiedziano, gdzie i kiedy do tych mordów doszło, ani kto padł ich ofiarą. Dodał również, że „kolejnym zarzutem wysuwanym wobec NSZ jest to, że mordowały one Żydów. Z pewnością, jak cały obóz narodowy, miały do nich stosunek negatywny. Uważały jednak – identycznie jak czołowi działacze SN – że realizowana przez hitlerowców eksterminacja ludności żydowskiej nakazuje rozwiązanie problemu odłożyć na okres powojenny, a jednocześnie pomagać obywatelom polskim pochodzenia żydowskiego. Marek Jan Chodakiewicz napisał, że z „dostępnych dokumentów wojskowych tworzonych przez NSZ po 1944 r. wynika, że tak zwany problem żydowski nigdy nie pojawił się w instrukcjach polowych i rozkazach skierowanych do partyzantów. Zawodowi oficerowie, w przeciwieństwie do ideologów, mieli dwóch wrogów: Niemców i Sowietów”. Edward Kemnitz ps. „Szczeciński”, komendant Okręgu Pomorskiego NSZ, został odznaczony Medalem Sprawiedliwy wśród Narodów Świata przez instytut Jad Waszem za ratowanie Żydów z Holocaustu z narażeniem własnego życia. To samo odznaczenie otrzymał inny oficer NSZ Sławomir Modzelewski.
Było wielu Żydów służących w oddziałach NSZ, np. Eljahu (Aleksander) Szandcer („Dzik”) – uciekinier z getta Jerzy Żmigryder-Konopka („Poręba”), podchorąży Wiktor Natanson, Jerzy Lando i łącznik NSZ Staszek Kokot – muzyk wileński. Członkiem formacji był też Juliusz Juda Kamiński. Kamiński bał się jednak innych partyzantów NSZ, ufał tylko dowódcy, którym był Władysław Kołaciński i nie odstępował go na krok. Stanisław Ostwind-Zuzga, Żyd, będący oficerem NSZ, został po wojnie skazany na śmierć przez komunistów. Podczas przesłuchania zeznał, że tylko członkowie tej formacji chcieli mu pomóc. Osoby pochodzenia żydowskiego służyły w szeregach NSZ w czasie powstania warszawskiego.
Tezę o mordowaniu Żydów zdecydowanie odrzuca Piotr Gontarczyk, stwierdzając, że należałoby najpierw „napisać na ten temat solidny artykuł naukowy. Póki on nie powstanie, będę twierdził, że to informacje nieudokumentowane – dalekie echo propagandy z czasów PRL”. Sam Feliks Pisarewski-Parry, który został odbity z transportu na Pawiak przez oddział NSZ pod dowództwem kapitana Piotra Zacharewicza, a następnie pozostał w NSZ jako oficer wywiadu, swoje przeżycia opisał w książce „Orły i Reszki”: Prawdziwy szok nastąpił w chwilę później, gdy dowiedziałem się, że organizacja „Pietii” wchodzi w skład NSZ-u! NSZ co prawda wkrótce scaliły się z AK, ale to nie zmienia faktu. Byłem chyba jedynym Żydem w szeregach NSZ i do tego przez NSZ odbity! Potem przekonałem się, że wielu członków NSZ nie miało pojęcia o ideologicznych założeniach swojej organizacji. Śmiem zaryzykować twierdzenie, że przynajmniej 50 procent bojowników o Polskę nie znało politycznych ambicji ani przynależności partyjnej swych dowódców. Udział w jednostce organizacyjnej w przeważającej części był kwestią osobistych kontaktów, przypadku lub zbiegu okoliczności. Wielu bezimiennych bohaterów nie zrozumiałoby nigdy labiryntu układów personalnych i struktur organizacyjnych w podziemiu.
Na terenie powiatu kraśnickiego kilkanaście rodzin związanych z NSZ ukrywało Żydów. Płk Nakoniecznikow-Klukowski ukrywał małżeństwo Gluck vel Gołuchowski, a także Juliana Gojchermana vel Feliksa Dobrowolskiego. Władysław Weker „Franciszek” wyrobił fałszywe dokumenty konferansjerowi Fryderykowi Jarosemu, którego ukrywała Irena Grynkiewicz „Lala” (oficer wywiadu NSZ). Antoni Szperlich (szef referatu antykomunistycznego NSZ) udzielał pomocy żywnościowej Zofii Krajtenkraft, która przebywała w getcie. Razem z matką Żydów przechowywał Sławomir Modzelewski „Lanc”, podchorąży NSZ. Fałszywe dokumenty przekazywał Żydom Roman Blum z krakowskiej Służby Cywilnej Narodu, co przypłacił zesłaniem do obozu koncentracyjnego (1943) i śmiercią (1945). Pomoc żywnościową dla getta warszawskiego świadczyła Janina Kisiel-Konopacka „Janka Pistolet”, łączniczka NSZ. Z Pawiaka został uwolniony przez oddział dywersyjny NSZ Feliks Pisarewski-Parry, który został następnie oficerem tej organizacji.

## Oskarżenia o faszyzm
Już w prasie podziemnej z czasów II wojny światowej oskarżano NSZ o faszyzm. W chłopskim piśmie "Ziemia" pisano: NSZ łamie wspólny front społeczeństwa polskiego przeciwko Niemcom - kontaktuje się z Niemcami i pomaga im. W ten sposób NSZ stał się zdrajcą sprawy narodowej. Po oswobodzeniu Polski od okupanta przywódcy NSZ winni być pociągnięci do odpowiedzialności. NSZ politycznie jest tworem faszystowskim - w stosunku do przeciwników używa środków gwałtu. W ten sposób NSZ zakwalifikował się jako grupa, której działalność w państwie demokratycznym winna być zabroniona. Po zakończeniu wojny Zrzeszenie Wolność i Niezawisłość negatywnie podchodziło do NSZ jako „ośrodka faszyzującego".
Profesor Dariusz Stola, były dyrektor Muzeum Historii Żydów Polskich i członek prezydium Polskiej Akademii Nauk, tak mówił o organizacji: Byli dumni z tego, że są faszystami, nie wiem dlaczego dzisiejsze ich wnuki ideowe się tego zapierają, bo oni byli dumni z tego, że należą do wielkiej faszystowskiej rodziny faszystów europejskich, którzy zwalczali demokrację jawnie, a co to znaczy, że byli przeciwko równości obywateli, chcieli by jeden był równiejszy od drugiego, nie ukrywali tego wcale, zwalczali ochronę przyrodzonej godności człowieka, że jeden ma większą, a drugi ma mniejszą, i to, co w czasie wojny nie jest takie znowu nieważne to zwalczali jedność narodową. Jadwiga Biskupska z Uniwersytetu Yale wprost nazwała NSZ mianem „faszystowskich”. Profesor Paweł Machcewicz, będąc dyrektorem Muzeum II Wojny Światowej w Gdańsku, w toku wywiadu, scharakteryzował Narodowe Siły Zbrojne jako „spadkobiercę faszyzującej, antysemickiej tradycji ONR, antydemokratycznej, o cechach totalitarnych”. Następnie podtrzymał swoje stanowisko w ramach debaty sejmowej, przypominając, że NSZ usiłowały „wyeliminować mniejszości narodowe i zbudować nacjonalistyczne państwo socjalistyczno-narodowe, całkowicie podporządkowane dyktaturze jednej partii”.
Profesor Jarosław Piekałkiewicz określił NSZ jako „na wpół faszystowskie” i „antysemickie”, choć jednocześnie „antyniemieckie”. Tezę o tym, że podziemna armia był „na wpół faszystowska” podtrzymywał profesor Jerzy Jan Lerski. Dla profesora Jana Ciechanowskiego Narodowe Siły Zbrojne były „ultranacjonalistyczne” oraz „bliskie faszyzmowi”.
Historyk wojskowości Jonathan Walker scharakteryzował Narodowe Siły Zbrojne jako „faszystowską organizację ruchu oporu”. Hugh Seton-Watson stwierdził, że NSZ składały się z „polskich nacjonalistów o poglądach mniej lub bardziej faszystowskich”. Antony Polonsky, emerytowany profesor studiów nad holokaustem i członek zagraniczny PAN, wymieniał NSZ wśród formacji „powiązanych z różnymi grupami faszystowskimi”. Inna badaczka holokaustu, profesor Nechama Tec, wprost klasyfikowała NSZ jako „faszystowską podziemną grupę”. Profesor Karl Heinz Roth uznał Narodowe Siły Zbrojne za „faszystowskie skrzydło nacjonalistycznej prawicy”. Specjalista ds. wojskowości i profesor, Michael Foot, pisał, że narodowcy z NSZ byli „silne antysemiccy” i „niemal faszystowscy w swoich poglądach”. W opracowaniu „The Oxford Guide to World War II” Oxford University Press zarzucono NSZ „tendencje faszystowskie”. Profesor Norman Davies, w książce „Europa”, scharakteryzował NSZ jako „na wpół faszystowskie (choć zajadle antyniemieckie)”.
Profesor Rafał Wnuk zarzucił NSZ-ONR, czyli odłamowi NSZ wywodzącemu się z przedwojennego Obozu Narodowo-Radykalnego, który w kwietniu 1944 roku wyłamał się ze scalenia NSZ z AK, dążenie do „stworzenia jednopartyjnej, faszyzującej dyktatury”. Profesor Andrzej Friszke stwierdził, że Brygada Świętokrzyska była traktowana jako „rodzaj faszyzmu polskiego” przez „demokratyczne siły społeczne podziemia właściwego, związane z rządem w Londynie”. Ten sam historyk scharakteryzował ideologię wyznawaną przez członków tej jednostki NSZ jako „totalistyczną czy totalitarną”.
Polski psycholog pochodzenia żydowskiego i działacz opozycji antykomunistycznej Konstanty Gebert opisał NSZ mianem „morderczego ramienia polskiego faszyzmu”. Zygmunt Zaremba, działacz PPS na emigracji, na łamach wydanej na Zachodzie pracy „Polska nie będzie się wstydzić swojego Podziemia”, określił NSZ jako organizację wyznającą „ideologię faszystowską, wrogą demokracji i postępowi społecznemu”.
Zenon Fijałkowski (pracownik Urzędu Bezpieczeństwa, zajmował się m.in. walką z Kościołem katolickim) określił NSZ jako organizację „przenikniętą skrajnie nacjonalistyczną i faszystowską ideologią”.
W prasie Grupy Szańca, będącej częścią Związku Jaszczurzego, a następnie Narodowych Sił Zbrojnych, pojawiały się odwołania do faszyzmu. W organie prasowym „Szaniec” tak pisano o tym ruchu: „można się wiele od niego nauczyć, jednak śmiesznym byłoby ruch ten przenosić bezkrytycznie na teren Polski”. Podobne treści znajdowały się w prasie oenerowskiego odłamu NSZ do końca wojny.

## Upamiętnienie
Po akcji scaleniowej Narodowych Sił Zbrojnych z Armią Krajową, rząd Rzeczypospolitej Polskiej na uchodźstwie i Polskie Państwo Podziemne traktowały NSZ-ZJ, a przede wszystkim Brygadę Świętokrzyską, jako organizację nielegalną, na równi z komunistami. Rząd na uchodźstwie nie uznawał służby w niescalonym NSZ za służbę w armii polskiej. Stanowisko to podtrzymała również po wojnie Główna Komisja Weryfikacyjna AK w Londynie, pod przewodnictwem płk. Stanisława Juszczakiewicza, która odrzuciła wnioski o uznanie NSZ jako żołnierzy podziemia. Mimo próby podjętej na początku lat 50. XX wieku przez gen. Władysława Andersa i płk. Czesława Oziewicza, nie przeprowadzono weryfikacji stopni żołnierzy NSZ-ZJ. Nie otrzymywali oni także awansów na wyższe stopnie wojskowe. Dopiero 1 stycznia 1988 roku prezydent Rzeczypospolitej Polskiej na uchodźstwie Kazimierz Sabbat wydał dekret O żołnierzach Narodowych Sił Zbrojnych, podpisany także przez prezesa Rady Ministrów na uchodźstwie Edwarda Szczepanika oraz członków jego rządu: ministra spraw wojskowych ppłk. dypl. Jerzego Morawicza i ministra sprawiedliwości Stanisława Wiszniewskiego, w którym stwierdził, że „żołnierze tej części Narodowych Sił Zbrojnych, która, ze względu na stanowisko jej czynników kierowniczych, nie została scalona z Polskimi Siłami Zbrojnymi – Armią Krajową, i którzy brali udział w walkach z okupantami w latach 1939–1945 spełnili swój obowiązek narodowy i żołnierski wobec Rzeczypospolitej Polskiej”. Nie otrzymali jednak uprawnień przysługujących żołnierzom Polskich Sił Zbrojnych.
Jędrzej Giertych, przywódca Stronnictwa Narodowego, w swojej przedmowie do książki Jerzego Pilacińskiego (oficera NOW, NSZ i powojennego NZW) pt. „Narodowe Siły Zbrojne. Kulisy walki podziemnej 1939-1946”, wydanej na emigracji w Londynie w 1976 roku, a po raz pierwszy oficjalnie opublikowanej w kraju w 1990 roku, pisał:

Potężna organizacja, skupiająca około stu tysięcy zdyscyplinowanych i ofiarnych członków, mająca swe składy broni, swe zakłady wydawnicze, swe szpitale, centra szkoleniowe i ośrodki polityczne, mająca odrębną polityczną koncepcję i trwale o jej urzeczywistnienie walcząca, mająca bogatą kartę czynów bohaterskich i pełnych poświęcenia, zdolna wreszcie wpływać na dzieje, bo przecież przyczyniła się do utrwalenia w narodzie polskim idei granicy na Odrze i Nysie, a więc zapewne i do urzeczywistnienia tej idei, nie znalazła dotychczas odpowiedniego miejsca w historii polskiej lat wojennych. Należy się tej organizacji sprawiedliwość! Naprzód, ponieważ była dużym zjawiskiem historycznym, a zjawisku takiemu należy się w świadomości historycznej narodu odpowiednie miejsce. A po wtóre, ponieważ spotkała tę organizację niezasłużona szkoda moralna. Splot przypadków historycznych sprawił, że przyłączyła się do tej organizacji, a potem od niej na nowo odłączyła, nieduża grupa polityczna o obliczu bardzo od jej oblicza różnym - i potem występowała pod tą samą co ona nazwą. Istniała wobec tego obok właściwego NSZ inna jeszcze organizacja używająca nazwy NSZ. Ta druga organizacja przemaszerowała w 1945 roku z bronią w ręku na Zachód jako tak zwana „Brygada Świętokrzyska” i nabrała potem pewnego rozgłosu. Jej czyny i postawa były do gruntu obce ideologii, dążeniom i postawie właściwego NSZ. Ten ostatni nie ponosi za nie odpowiedzialności, w wielu wypadkach potępiał je, a niekiedy był ich ofiarą, do tego stopnia, że jego wybitni przywódcy byli przez ów drugi NSZ zabijani. (...) Zbrodnie ONR, od morderstw popełnionych przez ich bojówki, rozpętania walki bratobójczej między oddziałami partyzanckimi, aż do aktów współpracy z Niemcami, zostały przez przeciwników i wrogów NSZ rozciągnięte na całość sił NSZ.

Marszałek Sejmu RP Wiesław Chrzanowski wręczając po raz pierwszy Krzyże Narodowego Czynu Zbrojnego powiedział: „NSZ był jedyną formacją zbrojną, która widziała zagrożenie dla Polski wywodzące się z pionu pogańskiego”. Klub parlamentarny ZChN pod prezesurą posła Stefana Niesiołowskiego podjął w 1993 r. uchwałę wyrażającą „podziękowanie i podziw dla walki NSZ”.

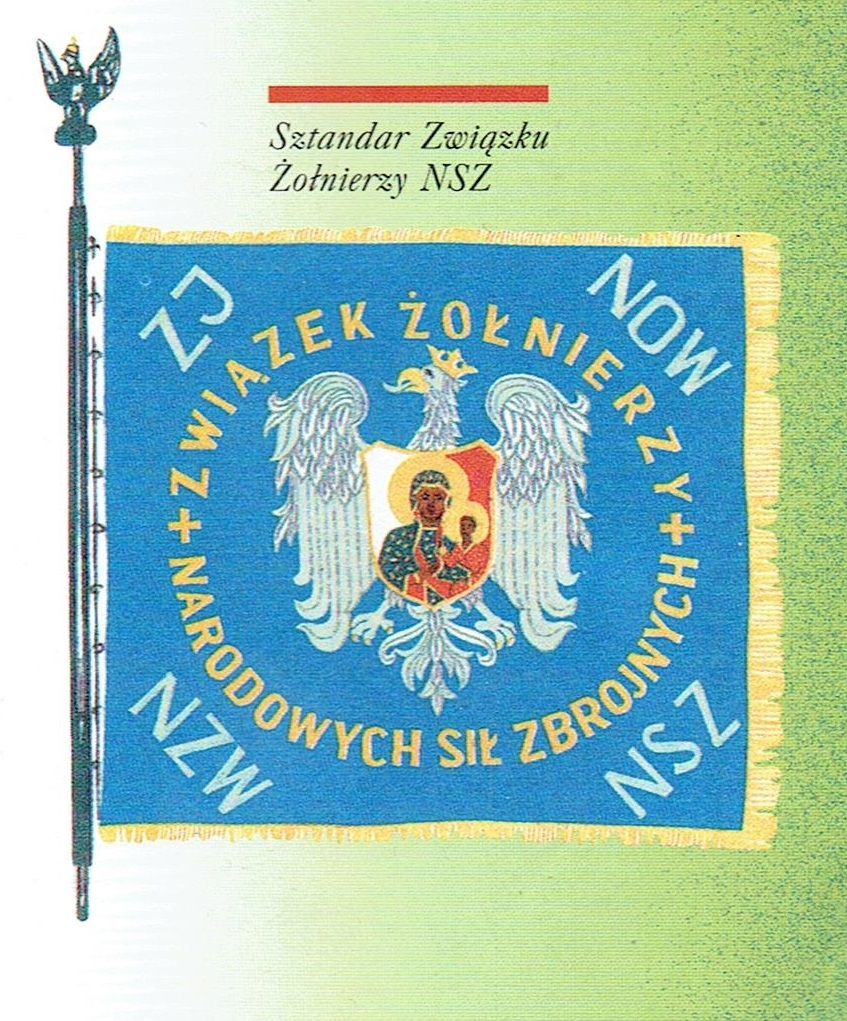
Sztandar Związku Żołnierzy NSZ

Weterani Lewicy oraz PPS w Piotrkowie Trybunalskim złożyli protest do radnych, prezydenta, lokalnej prasy radia i telewizji w sprawie wniosku Łódzkiego Okręgu Narodowych Sił Zbrojnych o nadanie jednej z ulic miasta nazwy tej organizacji. Motywacją protestu była według jego inicjatorów działalność NSZ koncentrująca się na walce z obozem polskiej lewicy.
Sejm Rzeczypospolitej Polskiej VII kadencji pod przewodnictwem Marszałek Sejmu Rzeczypospolitej Polskiej Ewy Kopacz w Uchwale Sejmu RP podjętej 9 listopada 2012 w związku z siedemdziesiątą rocznicą powstania Narodowych Sił Zbrojnych stwierdził:

Siedemdziesiąt lat temu, w 1942 r., powstały Narodowe Siły Zbrojne, jedna z trzech największych polskich organizacji wojskowych walczących o wolną i niepodległą Polskę. Narodowe Siły Zbrojne utworzone zostały przez działaczy ruchu narodowego i realizowały program polityczny tego nurtu ideowego, akcentując szczególnie potrzebę walki z okupantem zarówno niemieckim, jak i sowieckim. Historyczną zasługą tej organizacji było wysunięcie przez jej środowisko polityczne postulatu powrotu Polski na Ziemie Zachodnie. Narodowe Siły Zbrojne, zachowując swoją samodzielność, stały się częścią Sił Zbrojnych w Kraju podległych legalnym władzom RP na uchodźstwie i wniosły istotny wkład w walkę o niepodległość Rzeczypospolitej. Po zakończeniu II wojny światowej żołnierze Narodowych Sił Zbrojnych, a także członkowie Narodowego Zjednoczenia Wojskowego, które przejęło spuściznę NSZ, byli zaciekle zwalczani przez komunistyczne siły bezpieczeństwa. Ostatnie oddziały zbrojne ruchu narodowego wytrwały w walce do przełomu lat czterdziestych i pięćdziesiątych. Sejm Rzeczypospolitej Polskiej, czcząc ich pamięć, stwierdza, że Narodowe Siły Zbrojne dobrze zasłużyły się Ojczyźnie.

List specjalny do organizatorów i uczestników obchodów 63. rocznicy mordu na żołnierzach Narodowych Sił Zbrojnych Zgrupowania „Bartek” wystosował 7 września 2009 Prezydent RP Lech Kaczyński, który podczas swojej prezydentury dokonywał odznaczeń żołnierzy NSZ. Prezydent RP Andrzej Duda podjął się upamiętniania żołnierzy NSZ poprzez pośmiertne awanse na stopień oficerski oraz nadawanie odznaczeń państwowych.

### Pozostałe pozycje
- Ryszard Nazarewicz: Armii Ludowej dylematy i dramaty. Warszawa: Oficyna Drukarska, 2000.
- Bogdan Hillebrandt: Partyzantka na Kielecczyźnie 1939-1945. Warszawa: MON, 1967.
- Zeszyty do historii Narodowych Sił Zbrojnych, z. 1-4, Chicago 1961–1969, z. 5 Chicago 1990, z. 6 Warszawa 1994.
- Stanisław Jaworski, Związek Jaszczurczy – Narodowe Siły Zbrojne, Chicago 1982.
- Jerzy Pilaciński, Narodowe Siły Zbrojne. Kulisy walki podziemnej 1939–1946, Warszawa 1990.
- Władysław Kołaciński, Między młotem a swastyką, Warszawa 1991.
- Barbara Jachimczak, Losy żołnierzy Narodowych Sił Zbrojnych na Kielecczyźnie, Kielce 1993.
- Tadeusz Tomaszkiewicz, Narodowe Siły Zbrojne. Powiat Węgrów 1942–1950, Warszawa 1993.
- Marek Jan Chodakiewicz, Narodowe Siły Zbrojne. „Ząb” – przeciw dwu wrogom, Warszawa 1994.
- Ludwik Meresta, Księża kapelani Narodowych Sił Zbrojnych na Lubelszczyźnie, Lublin 1994.
- Narodowe Siły Zbrojne. Materiały z sesji naukowej poświęconej historii Narodowych Sił Zbrojnych, Warszawa 25 października 1992 roku, Piotra Szucki (red.), Warszawa 1994.
- Jerzy Nachtman, Narodowe Siły Zbrojne. Konspiracja w Wołominie, Wołomin 1996.
- Kompania „Warszawianka” Narodowych Sił Zbrojnych w powstaniu warszawskim (próba monografii), oprac. Jerzy Rutkowski, Warszawa 1996.
- Bogdan Chrzanowski, Związek Jaszczurczy i Narodowe Siły Zbrojne na Pomorzu 1939–1947. Nieznane karty pomorskiej konspiracji, Toruń 1997.
- Narodowe Siły Zbrojne na Podlasiu. T. 1. Materiały posesyjne, Mariusza Bechta, Leszek Żebrowski (red.), Siedlce 1997.
- Bohdan Szucki, Modlitwa żołnierzy Narodowych Sił Zbrojnych, Olsztyn 1998.
- Władysław Marcinkowski „Jaxa”, Wspomnienia 1934–1945, Warszawa 1998.
- Leon Kuśmierczyk, Ludwik Meresta, Kapelani Narodowych Sił Zbrojnych w latach 1939–1944 ze szczególnym uwzględnieniem Lubelszczyzny, Warszawa 2000.
- NSZ. Dokumenty, relacje, wspomnienia, Maciej Szymański, Zbigniew Kuciewicz, Zbigniew Gnat-Wieteska i Jerzego Nachtmana (red.), Warszawa 2000.
- Pamięci Narodowych Sił Zbrojnych we Włoszczowskiem, Włoszczowa 2001.
- Zbigniew Gnat-Wieteska, Symbolika formacji wojskowych obozu narodowego, Warszawa 2001.
- Podziemie zbrojne na Lubelszczyźnie wobec dwóch totalitaryzmów 1939–1956, Sławomir Poleszak, Adam Puławski (red.), Warszawa 2002.
- Marek Jan Chodakiewicz, Narodowe Siły Zbrojne. „Ząb” przeciw dwu wrogom, Warszawa 1999.
- Wojciech Jerzy Muszyński, W walce o Wielką Polskę. Propaganda zaplecza politycznego NSZ 1939–1945, Warszawa 2000.
- Sebastian Bojemski, Poszli w skier powodzi... Narodowe Siły Zbrojne w Powstaniu Warszawskim, Warszawa 2002.
- Wiesław Charczuk, Formacje Zbrojne obozu narodowego na Południowym Podlasiu w latach 1939–1947, Siedlce 2003.
- Narodowe Siły Zbrojne na Podlasiu, t. 3, Mariusz Bechta, Leszek Żebrowski (red.), 2003.
- Rafał Utracki, Contumaces…legio infera. Samodzielny Batalion im. Brygadiera Mączyńskiego Narodowych Sił Zbrojnych. Jeziorna Królewska – Piaseczno i okolice 1939–1945, Biała Podlaska-Warszawa 2004.